# Wino

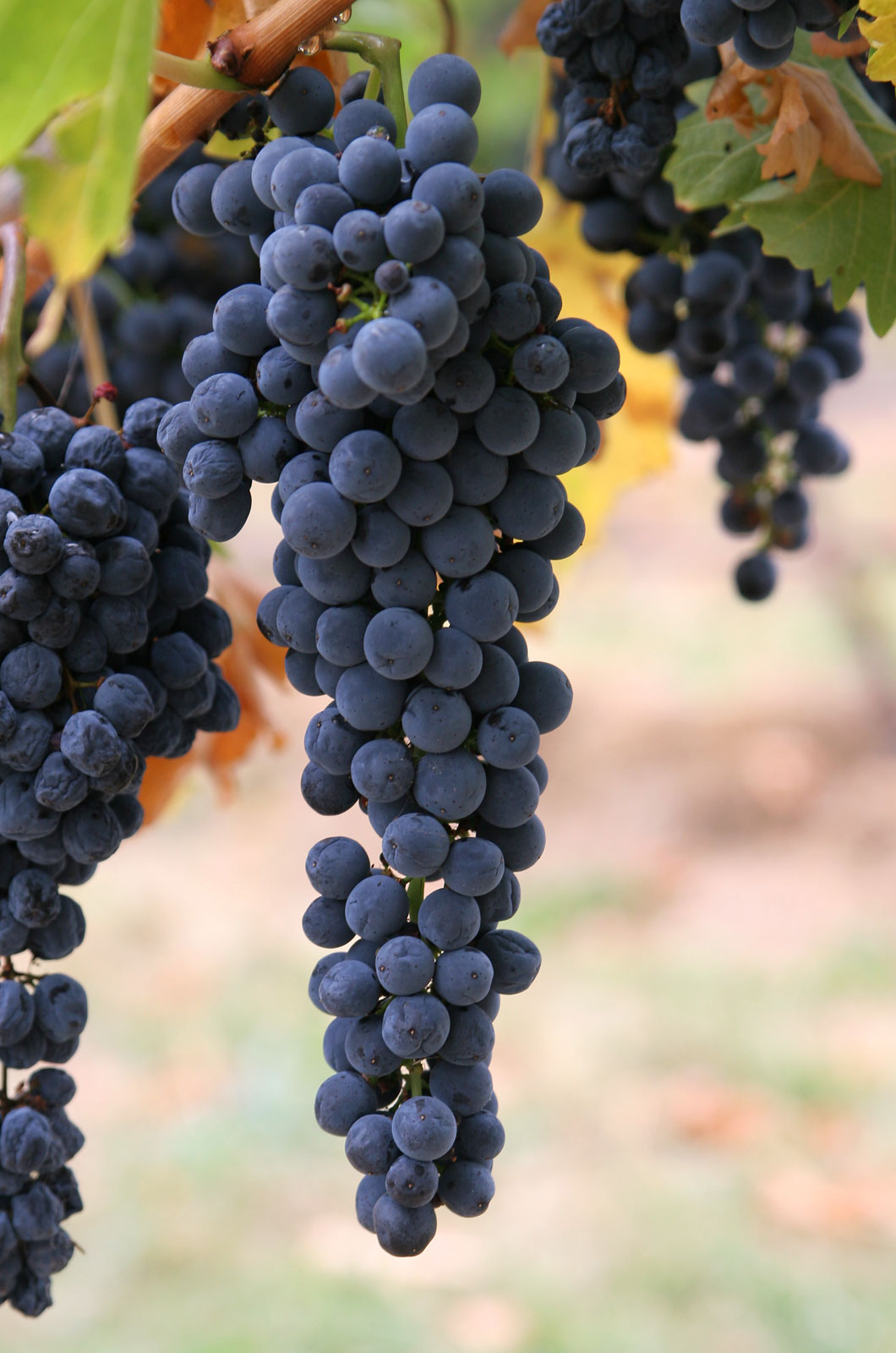
Wino produkuje się z owoców winorośli

Wino – napój alkoholowy uzyskiwany w wyniku fermentacji moszczu winogronowego.
Istnieje wiele rodzajów win, co związane jest z mnogością odmian winorośli, oddziaływaniem środowiska na ich wzrost i różnymi technikami winifikacji (przekształcania winogron w wino). Można wyróżnić wina białe, różowe i czerwone. Ze względu na zawartość cukru można je podzielić na wytrawne, półwytrawne, półsłodkie i słodkie. Mogą to być wina musujące lub niemusujące. Nauką zajmującą się produkcją wina jest enologia.
Wino składa się z wody (75–90%), etanolu, glicerolu, polisacharydów oraz różnych kwasów i związków fenolowych. Poza tym w winie znajdują się sole mineralne i witaminy. Łącznie zawiera ponad tysiąc substancji, nie wszystkie są dobrze poznane.
Nie zawsze wyraz wino odnosi się do fermentowanego napoju pozyskanego z winogron, owoców winorośli właściwej. Istnieje wiele rozmaitych win wyprodukowanych z innych owoców, także tropikalnych. Czasami termin wino stosuje się również w odniesieniu do napojów sporządzonych z surowców zawierających skrobię, których sposób produkcji bardziej przypomina produkcję piwa niż wina. Jest to przykładowo wino ryżowe czy barley wine (wino jęczmienne), jeden ze stylów piwa. Jednakże wyraz wino użyty bez doprecyzowania, z jakich owoców je wyprodukowano, odnosi się domyślnie do wina produkowanego wyłącznie z winogron.

## Historia

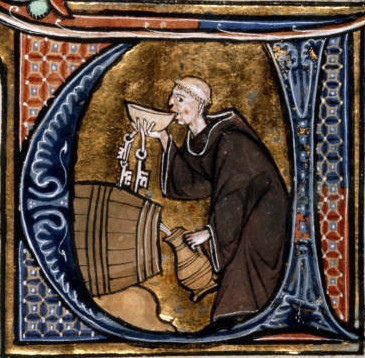
Zakonnik pijący wino z beczki podczas napełniania dzbana, XIII w.

Winorośl najprawdopodobniej pochodzi z obszaru Kaukazu. Hieroglificzne przedstawienia prasy winiarskiej z czasów I dynastii w starożytnym Egipcie (ok. 3000 p.n.e.) stanowią jeden z pierwszych jednoznacznych dowodów na celową produkcję wina, innym są relacje biblijne, z których pierwsza (historia Noego) może być datowana na podobny okres.
Uprawa winorośli rozprzestrzeniała się na starożytną Grecję, Rzym, a następnie na nowe krainy, m.in. na tereny dzisiejszych: Hiszpanii, Francji i Niemiec. Wino używano zarówno w celach religijnych (wino mszalne), jak i niereligijnych. Winiarstwo rozwijało się intensywnie do połowy XIX w. aż filoksera winiec masowo zaatakowała winorośle. Winnice trzeba było odtwarzać na odpornych podkładkach amerykańskich.
Do Polski winorośl dotarła najprawdopodobniej wraz z chrześcijaństwem, a wino produkowane było początkowo przez zakonników znających techniki winiarskie. Okres największego rozprzestrzenienia się upraw winorośli w Polsce przypada na XIV w. W XVI–XVII w. winiarstwo polskie coraz bardziej podupadało ze względu na wojny, niekorzystnie zmieniający się klimat i import win zagranicznych, zwłaszcza węgierskich. Ostateczny upadek polskiego winiarstwa miał miejsce w XX w., do czego przyczynił się socjalistyczny ustrój ówczesnej Polski.

## Styl i podział win

### Wina stołowe, musujące i wzmacniane

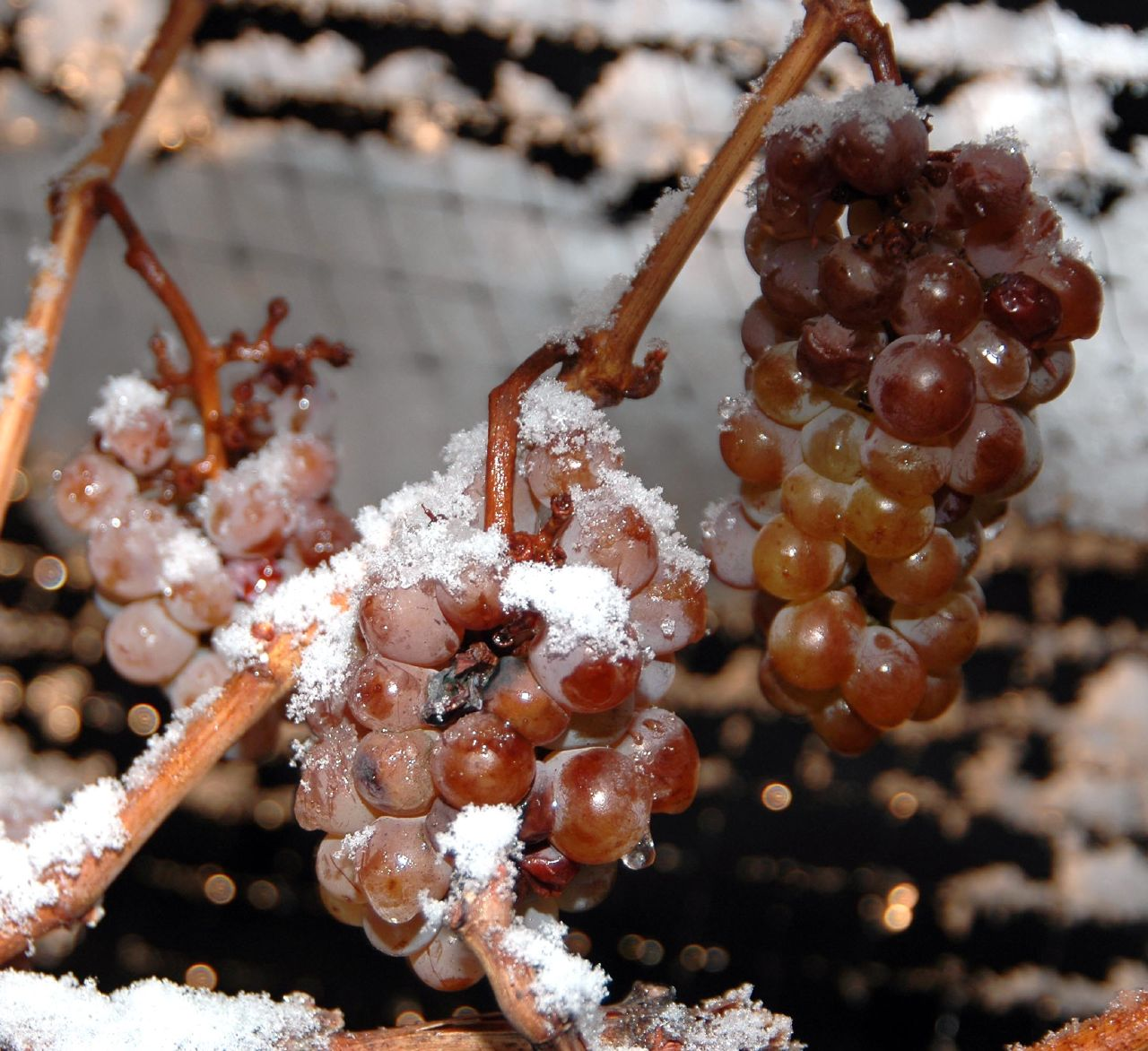
Przemrożone winogrona do produkcji wina lodowego

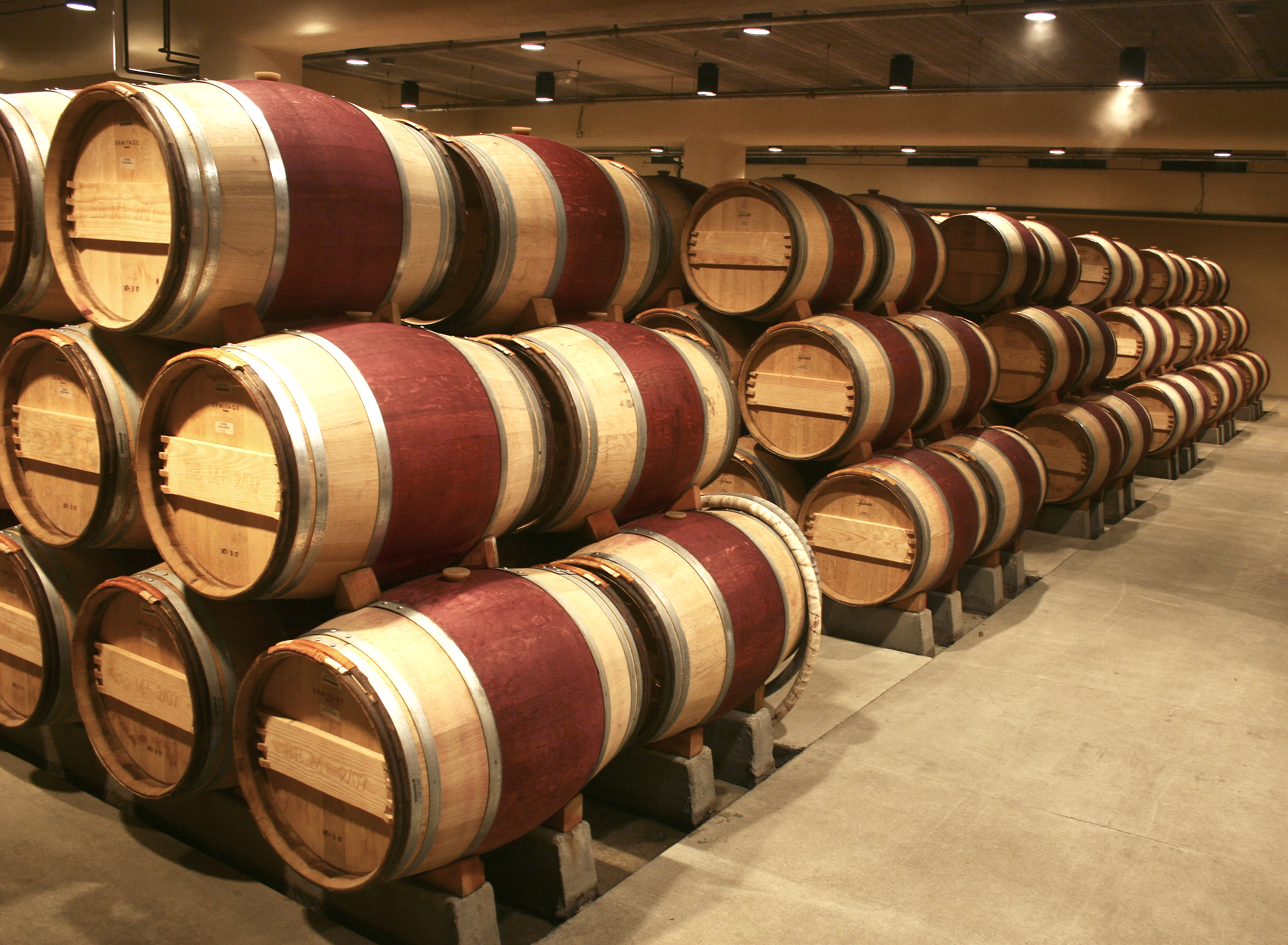
Wino dojrzewające w beczkach dębowych

Nie istnieje żaden powszechnie uznany system klasyfikacji win. Ze względu na zawartość alkoholu wina można podzielić na wina stołowe, o zawartości alkoholu zwykle w granicach 9–15% obj., oraz wina wzmacniane (likierowe), osiągające zwykle 17–22% w wyniku dodatku destylatu (okowity). Nie należy mylić terminu wino stołowe używanym w tym znaczeniu z kategoriami jakościowymi używanymi w niektórych krajach (vin de table, vino da tavola, vino de mesa, Tafelwein), których nazwy tłumaczy się jako wino stołowe. Do 2009 w prawodawstwie Unii Europejskiej stosowano też podział na wina stołowe i wina gatunkowe produkowane w określonych regionach.
W kategorii win stołowych mieści się najwięcej win. Najstarszy podział tych win opiera się na ich barwie i jednocześnie pokrywa się z różnicami w produkcji, zastosowaniu i cechach charakterystycznych:
- wina czerwone (zwykle bardziej cierpkie, wytrawne),
- wina białe (zwykle bardziej kwasowe, o różnym poziomie słodyczy)
- wina różowe (pośrednie)[14].

Typowe białe wina o kwasowym charakterze, są zwykle spożywane do posiłków; niektóre nadają się do dojrzewania w dębinie, natomiast słodkie spożywa się raczej osobno (np. wina późnego zbioru, botrytyzowane, wina lodowe).
Współczesne wina czerwone są zazwyczaj wytrawne, podawane do posiłku. Wina dojrzałe bywają spożywane poza posiłkiem, charakteryzują się gładkością i równowagą. Większość win czerwonych nadających się do dłuższego dojrzewania świetnie dojrzewa w dębinie.
W przykładowym podziale win białych można wyróżnić:
- wytrawne z owocowymi i kwiatowymi nutami zapachowymi (np. niemieckie rieslingi)
- wytrawne, dobrze zbudowane, dojrzewające w dębinie (np. białe burgundy)
- półwytrawne z owocowymi i kwiatowymi nutami zapachowymi (np. wina z późnego zbioru z regionu Mozeli)
- słodkie, produkowane z winogron porażonych szlachetną pleśnią (np. sauternes).

Przykładowy podział win czerwonych obejmuje:
- delikatne wina, stosunkowo mało aromatyczne i mało wyraziste (np. włoski merlot)
- łagodne wina o wyraźnie owocowym aromacie i niskiej zawartości garbników (np. australijski shiraz)
- rześkie przyprawowe wina, o solidnej strukturze i intensywnym zapachu i smaku, często z nutami przypraw (np. wina z Corbières)
- potężne wina, o ciężkiej strukturze, intensywne (np. cabernet sauvignon z Napa Valley).

Wina musujące często dzieli się ze względu na metodę produkcji. Wyróżnia się metodę szampańską (zwaną też klasyczną lub tradycyjną), metodę transferową, metodę zbiornikową (zwaną też metodą Charmata lub Carstensa) i saturację dwutlenkiem węgla polegającą na jego wpompowaniu do kadzi. Jednak charakter takich win często zależy bardziej od czasu kontaktu tych win z drożdżami (dojrzewanie nad osadem – sur lie), ewentualnej fermentacji wtórnej oraz użytej odmiany winorośli. Wina wzmacniane mogą być wytrawne i cierpkie (podawane jako aperitif, do zup i tapas), np. sherry fino, vin jaune lub słodkie i rozgrzewające (podawane do deseru), np. portugalskie porto.
Ze względu na zawartość cukru zgodnie z rozporządzeniem Komisji (WE) nr 607/2009 z 14 lipca 2009 wina niemusujące można podzielić na:
| Określenie zawartości cukru         | Warunki stosowania określenia |
| ----------------------------------- | --- |
| wytrawne (dry, sec)                 | zawartość cukru nie przekracza 4 g/l lub 9 g/l pod warunkiem, że całkowita kwasowość wyrażona w gramach kwasu winowego na litr wynosi nie więcej niż 2 g poniżej zawartości cukru resztkowego                                                        |
| półwytrawne (medium dry, demi-sec)  | zawartość cukru przekracza maksymalne ilości określone powyżej, ale nie przekracza 12 g/l lub 18 g/l pod warunkiem, że całkowita kwasowość wyrażona w gramach kwasu winowego na litr wynosi nie więcej niż 10 g poniżej zawartości cukru resztkowego |
| półsłodkie (medium sweet, moelleux) | zawartość cukru przekracza maksymalne ilości określone powyżej, ale wynosi nie więcej niż 45 g/l |
| słodkie (sweet, doux)               | zawartość cukru wynosi co najmniej 45 g/l |

Dla win musujących podział ze względu na zawartość cukru jest następujący:
| Określenie zawartości cukru         | Warunki stosowania określenia                                           |
| ----------------------------------- | ----------------------------------------------------------------------- |
| brut nature                         | zawartość cukru poniżej 3 g/l, bez dodatku cukru po wtórnej fermentacji |
| ekstra wytrawne (extra brut)        | zawartość cukru 0–6 g/l                                                 |
| bardzo wytrawne (brut)              | zawartość cukru poniżej 12 g/l                                          |
| wytrawne (extra dry, extra sec)     | zawartość cukru 12–17 g/l                                               |
| półwytrawne (dry, sec)              | zawartość cukru 17–32 g/l                                               |
| półsłodkie (medium sweet, demi-sec) | zawartość cukru 32–50 g/l                                               |
| słodkie (sweet, doux)               | zawartość cukru powyżej 50 g/l                                          |

### Inny podział win
Słodkie wina deserowe spożywa się do lub zamiast deseru. Często mają dużą kwasowość jako przeciwwaga dla sporej słodyczy. Należą tu wina lodowe i niektóre wina wzmacniane, np. porto. Wina na aperitif mają za zadanie zaostrzyć apetyt przed posiłkiem. Mogą do tego celu służyć wytrawne wina wzmacniane jak sherry fino, wytrawne wermuty czy też szampan.
Wino odmianowe to wino opisane nazwą głównej odmiany winorośli, z której zostało wyprodukowane. Niektóre wina odmianowe powstają wyłącznie z jednej odmiany, inne są mieszanką, w której jedna dominuje. Procentowa zawartość dominującej odmiany jest określona przez prawo – na przykład w Kalifornii jest to 75%, w Australii i krajach Unii Europejskiej – 85%. Wina takie produkuje się między innymi w Alzacji.
Wino rocznikowe to wino wyprodukowane z winogron zebranych w danym roczniku (według regulacji UE przynajmniej w 85%). Dany rocznik może być postrzegany jako zły lub dobry, co przekłada się na jakość wina. Na rocznikowe i nierocznikowe często dzieli się szampany.
Vin primeur lub nouveau to młode wino przeznaczone do spożycia w przeciągu roku od wyprodukowania. Jest zazwyczaj lekko zbudowane, o niskiej zawartości alkoholu. Znanym przykładem jest beaujolais nouveau.
Styl win z Nowego Świata jest zwykle kojarzony z wyższym poziomem alkoholu i aromatem owocowym, nierzadko z charakterem przejrzałych owoców. Styl win Starego Świata kojarzony jest z winami, których charakter determinowany jest przez dojrzewanie, a poziom alkoholu wynosi około 12,5%.

### Wino owocowe
Oprócz win gronowych wyrabia się również wina owocowe, zwłaszcza w krajach, w których warunki klimatyczne nie sprzyjają uprawie winorośli. Ich barwa i smak zależy od owoców użytych do produkcji. W Polsce nierzadko takie wina nie postrzega się jako różnych od win gronowych – również klasyfikuje się je na podstawie barwy, zawartości cukrów czy zawartości alkoholu. Do wytwarzania win owocowych wykorzystuje się jabłka, wiśnie, porzeczki, gruszki, śliwki, truskawki, borówki, jeżyny, owoce bzu, owoce dzikiej róży, a nawet kwiaty mniszka.
Moszcz z typowych dla Polski owoców regionalnych często zawiera za mało cukru i za dużo kwasów organicznych, dlatego musi być odpowiednio doprawiany w procesie produkcji. Większość win owocowych nie nadaje się do dojrzewania w dębinie ani długiego dojrzewania w butelce.

### Wino bezalkoholowe
Można także spotkać wina o zredukowanej ilości alkoholu lub wręcz całkowicie jego pozbawione. Dealkoholizacja takich win bezalkoholowych może wiązać się z destylacją (np. w warunkach próżniowych), odparowaniem, wymrażaniem, adsorpcją, ekstrakcją lub zastosowaniem procesów membranowych.

## Odmiany winorośli
Winorośl uprawiana jest z przeznaczeniem zarówno na wino, jak i na owoce deserowe lub rodzynki. Niewiele winorośli nadaje się do obydwu zastosowań. Niektóre państwa jak Turcja czy Iran mają bardzo rozwiniętą produkcję winogron przeznaczonych do spożycia i rodzynek, do tego stopnia, że powierzchnie upraw winorośli są tam większe niż w wielu krajach specjalizujących się w produkcji wina.
W winnicach całego świata przeważa uprawa winorośli właściwej (Vitis vinifera) ze względu na wysoką jakość owoców i wyrabianego z nich wina. Spotykane są czasem również krzyżówki winorośli właściwej z innymi gatunkami, zwłaszcza amerykańskimi, które cechują się większą odpornością na choroby i niskie temperatury.
Mimo mnogości odmian winorośli, winiarze opierają się często na kilku najważniejszych międzynarodowych odmianach, a kolejne kilkanaście odmian stanowi tylko uzupełnienie. Z trzech szczepów winogron jasnych (chardonnay, sauvignon blanc, riesling) oraz czterech winogron ciemnych (cabernet sauvignon, merlot, pinot noir, syrah) tworzy się 75% rodzajów win na świecie.
| Odmiana                                                                  | Opis | Charakterystyka | Ważne wina lub regiony, gdzie uprawiany jest szczep                       | Zdjęcie |
| ------------------------------------------------------------------------ | --- | --- | ------------------------------------------------------------------------- | ------- |
| chardonnay                                                               | Winogrona tego szczepu nie mają wyrazistego smaku, łatwo nadać robionemu z nich winu dowolny charakter. Odmiana jest wydajna, łatwa w uprawie, można uzyskać z niej wino z silną dębową nutą, można stworzyć wytrawne cięższe wina, delikatne musujące, słodkie z udziałem szlachetnej pleśni. Wina często zawierają sporo alkoholu. | W klimacie chłodnym (np. Chablis): nuty cytrusowe, jabłkowe, mineralne. W klimacie ciepłym (np. Australia): nuty ananasowe, dojrzałej brzoskwini, mango. Czasem smak chardonnay utożsamiany jest ze smakiem dębiny w winie, często wyczuwalne są nuty maślane.                                                          | białe burgundy z Chablis, Côte-d’Or, szampany                             |         |
| sauvignon blanc (często po prostu sauvignon)                             | Wino z sauvignon blanc ma wysoką kwasowość, świetnie nadaje się na aperitif, tworzy wina średnio zbudowane, wytrawne. Lepiej sprawdza się w chłodnym klimacie. Wina odmianowe rzadko mają dębowe nuty, raczej podkreśla się jego orzeźwiającą owocowość. | Ma ostry zapach, kojarzący się z agrestem, liśćmi czarnej porzeczki; z wiekiem moją pojawiać się nuty szparagów. W klimacie chłodnym (np. dolina Loary): nuty limonkowe, zapach skoszonej trawy. W klimacie ciepłym (np. RPA): nuty grejpfrutowe, melonowe.                                                             | dolina Loary, Marlborough w Nowej Zelandii, Bordeaux                      |         |
| riesling (nie mylić z innymi szczepami mającymi w nazwie słowo riesling) | Riesling daje rześkie, kwaskowate wina wytrawne, a także pełne, słodkie wina deserowe, zwykle o mniejszej zawartości alkoholu w porównaniu z innymi odmianami. Wino potrafi dojrzewać w butelce całe dziesięciolecia. Najlepsze jest fermentowane na zimno, butelkowane wcześnie bez fermentacji jabłkowo-mlekowej. Dojrzewa dość wcześnie, więc w gorącym klimacie ich moszcz może być przejrzały jeszcze przed rozwinięciem odpowiednich smaków. Daje owocowe i kwiatowe nuty zapachowe. | W klimacie chłodnym (np. Niemcy): nuty zielonego jabłka, cytrynowe, kwiatowe, mineralne. W klimacie ciepłym (np. Australia): owoce tropikalne, marakuja, nuty brzoskwiniowe, cytrusowe. Z czasem może rozwinąć aromat nafty. Słodkie botrytyzowane oraz niemieckie wersje mogą zawierać również nuty miodowe, morelowe. | Niemcy (dolina Mozeli, Saary i Ruhry, Nahe, Palatynat, Rheingau), Alzacja |         |

| Odmiana                                        | Opis | Charakterystyka | Ważne wina lub regiony, gdzie uprawiany jest szczep                | Zdjęcie |
| ---------------------------------------------- | --- | --- | ------------------------------------------------------------------ | ------- |
| cabernet sauvignon (często po prostu cabernet) | Cabernet sauvignon jest jedną z najpopularniejszych odmian winorośli na świecie. Dojrzewa później od chardonnay, więc lepiej uprawiać ją w cieplejszym klimacie. Ma bardzo mocny, charakterystyczny zapach czarnych porzeczek. Ich gruba, czarna skórka i duże pestki zawierają dużo tanin, dzięki czemu nadają się do długoletniego dojrzewania. | W klimacie chłodnym (np. Bordeaux): czarna porzeczka, śliwki, cedr i tytoń zwłaszcza po dojrzewaniu w beczkach. W ciepłym klimacie (np. Kalifornia): dojrzała czarna porzeczka, nuty miętowe, eukaliptusowe. | Bordeaux, Kalifornia, Australia (Coonawarra)                       |         |
| merlot                                         | Merlot jest mniej aromatycznym szczepem winogron, nadaje winu mniej tanin i kwasowości niż cabernet sauvignon, ale więcej treściwości i wyższy poziom alkoholu. Jako że uzupełnia się z tym szczepem, często używa się ich razem, np. w Bordeaux. Z samego szczepu merlot robi się jedno z najdroższych win na świecie – Pétrus. W ciepłym klimacie duża zawartość cukru przy niskiej kwasowości win z tej odmiany może dawać mdłe wina, dlatego często występuje tam tylko jako składnik kompozycji odmian. | W klimacie chłodnym (np. Bordeaux): nuty śliwkowe, kawowe, miętowe. W klimacie ciepłym (np. Kalifornia): pieczone wiśnie, kompot śliwkowy, nuty czekoladowe, miętowe. Ma słodki, delikatny posmak. | Bordeaux                                                           |         |
| pinot noir                                     | Odmiana ta ma cienkie skórki, i nadaje winu stosunkowo jasną barwę (kolor burgunda), poziom zawartości tanin od niskiego do średniego. Jest trudna w uprawie, może dawać bardzo różne efekty w zależności od siedliska, jest podatna na mutacje, co jeszcze bardziej zwiększa różnorodność win. Jest bardzo wrażliwa na nadmierną wysokość plonów. Dojrzewa dość wcześnie, w podobnym okresie jak chardonnay, więc nie nadaje się do upraw w ciepłym klimacie, gdzie nie rozwinęłaby smaku przed utratą kwasowości, byłaby nadmiernie konfiturowa. Zbyt zimny klimat wyzwala jednak w winie nadmiernie warzywne aromaty – kapusta, mokre liście. | Charakterystyczną cechą szczepu są aromaty czerwonych owoców, aromaty truskawkowe. Młode wina mogą mieć również kwiatowe nuty, w starszych – niuanse czekoladowe, warzywne. W klimacie chłodnym (np. Nowa Zelandia): nuty malinowe, wiśniowe, żurawinowe. W klimacie ciepłym (np. Kalifornia): dojrzałe wiśnie, maliny, ciemne owoce. | Burgundia, Oregon (USA), Martinborough (Nowa Zelandia), Szampania. |         |
| syrah (w Australii shiraz)                     | Odmiana ta ma grube, ciemno zabarwione skórki, podobnie jak cabernet sauvignon. Wina wyprodukowane z ich udziałem mają średni lub wysoki poziom tanin i kwasowości, są zwykle dobrze zbudowane, z charakterem jeżyn, czekolady, korzennych przypraw. Można je pić zarówno jako młode wino (zwłaszcza australijskie), jak i po długim dojrzewaniu, kiedy to rozwija swoją złożoność, m.in. nuty skórzane. | W klimacie chłodnym (np. dolina Rodanu): nuty jagodowe, śliwkowe, wędzone mięso, kawa, czarny pieprz, fiołki. W klimacie ciepłym (np. Australia): nuty jagodowe, śliwkowe, wiśniowe, czekoladowe, eukaliptusowe, czarny pieprz. Australijski shiraz jest bardziej intensywny, owocowy od syraha.                                      | dolina Rodanu, Australia                                           |         |

## Wino i winiarstwo na świecie

### Konsumpcja wina
brak danych
     poniżej 1 l
     1–7 l
     7–15 l
     15–30 l
     ponad 30 l

Roczne spożycie wina na świecie w 2012 w przeliczeniu na osobę
brak danych
poniżej 1 l
1–7 l
7–15 l
15–30 l
ponad 30 l

W spożyciu wina występuje trend spadkowy w krajach o długich tradycjach winiarskich jak Hiszpania czy Włochy i jednocześnie trend wzrostowy na rynkach, gdzie spożycie wina nie było dotychczas powszechne, np. Dania. W krajach, które z jednej strony produkują wino, z drugiej notują znacznie wyższe spożycie piwa niż wina, jak Niemcy czy USA, spożycie wina utrzymuje się na stałym poziomie.
| Państwo         | Konsumpcja wina [litrów na głowę rocznie] |
| --------------- | ----------------------------------------- |
| Watykan         | 62,2                                      |
| Luksemburg      | 49,1                                      |
| Francja         | 45,6                                      |
| Słowenia        | 45,0                                      |
| Portugalia      | 42,2                                      |
| Szwajcaria      | 37,9                                      |
| Włochy          | 37,6                                      |
| Dania           | 35,5                                      |
| Niemcy          | 24,5                                      |
| Australia       | 23,9                                      |
| Wielka Brytania | 20,3                                      |
| Islandia        | 13,1                                      |
| Rosja           | 8,2                                       |
| Japonia         | 4,1                                       |
| Polska          | 2,2                                       |

### Winiarstwo na świecie
| Miejsce          | Państwo          | Produkcja wina [106 l] |
| ---------------- | ---------------- | ---------------------- |
| Razem na świecie | Razem na świecie | 28 396                 |
| 1.               | Włochy           | 4950                   |
| 2.               | Francja          | 4750                   |
| 3.               | Hiszpania        | 3720                   |
| 4.               | USA              | 2975                   |
| 5.               | Argentyna        | 1340                   |
| 6.               | Chile            | 1290                   |
| 7.               | Australia        | 1190                   |
| 8.               | RPA              | 1120                   |
| 9.               | Chiny            | 1110                   |
| 10.              | Niemcy           | 890                    |
| 11.              | Portugalia       | 670                    |
| 12.              | Rosja            | 460                    |
| 13.              | Rumunia          | 350                    |
| 14.              | Węgry            | 290                    |
| 15.              | Brazylia         | 280                    |

#### Francja
| Cechy charakterystyczne                                                           | Region    | Region | Odmiany                                                                               | Inne ważne regiony winiarskie                                       |
| --------------------------------------------------------------------------------- | --------- | --- | ------------------------------------------------------------------------------------- | ------------------------------------------------------------------- |
| wina często stawiane za wzór; możliwości produkcji praktycznie każdego stylu wina | Bordeaux  | długowieczne, średnio zbudowane wina czerwone; trochę słodkich win białych i bardzo zróżnicowanych wytrawnych | czerwone: merlot, cabernet sauvignon, cabernet franc białe: sémillon, sauvignon blanc | dolina Rodanu Alzacja dolina Loary Langwedocja-Roussillon Prowansja |
| wina często stawiane za wzór; możliwości produkcji praktycznie każdego stylu wina | Burgundia | region pełen sprzeczności, kontrastów                                                                         | pinot noir, chardonnay                                                                | dolina Rodanu Alzacja dolina Loary Langwedocja-Roussillon Prowansja |
| wina często stawiane za wzór; możliwości produkcji praktycznie każdego stylu wina | Szampania | najsłynniejsze na świecie wino musujące                                                                       | chardonnay, pinot noir, pinot meunier                                                 | dolina Rodanu Alzacja dolina Loary Langwedocja-Roussillon Prowansja |

     produkcja wina
     produkcja destylatów

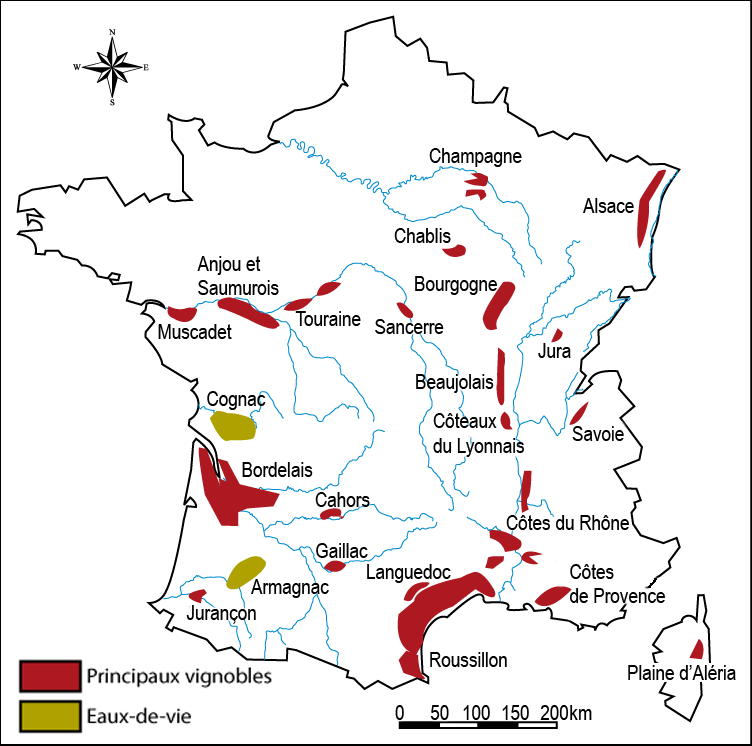
Najważniejsze regiony winiarskie Francji
produkcja wina
produkcja destylatów

Umiarkowany klimat Francji i jej zróżnicowanie geograficzne pozwala na produkcję bardzo różnych klasycznych stylów – od rześkiego szampana po słodkie sauternes. Wina francuskie rozwinęły się na przestrzeni wieków metodą prób i błędów, przez odnalezienie najlepszego dopasowania odmiany do danego terroir. Są postrzegane jako wyznaczniki stylu i nawet zaciekli konkurenci uważają je za najlepsze na świecie. Stanowią punkt odniesienia, choć wielu winiarzy, zwłaszcza z Nowego Świata, wcale nie stara się ich kopiować. Pod względem ilości produkowanego wina Francja często zajmuje pozycję lidera na świecie, czasami ustępując miejsca Włochom. Wina francuskie, w przeciwieństwie do win z Nowego Świata, nie są zdominowane przez nuty owocowe i przeznaczone do natychmiastowego spożycia – zazwyczaj są to wina średnio- i długoterminowe, w tradycyjnym powściągliwym stylu.
Francuscy winiarze jednak mają problemy z przyjmowaniem krytyki swoich win, słabo reagują na nowinki w świecie wina, zmieniające się preferencje konsumentów, bardzo wierzą w znaczenie terroir, przepisów apelacji. Istnieje nawet grupa winiarzy CRAV, którzy poprzez akty terrorystyczne próbują wymusić od rządu protekcjonizm, choć skuteczniejsze mogłyby się okazać działania zwiększające konkurencyjność ich win na rynku. Proces modernizacji jest spowolniony, ale z drugiej strony praktycznie wszyscy winiarze mają jakieś formalne wykształcenie w kierunku winiarstwa, dzięki czemu są bardzo świadomi, dlaczego produkują wino w dany sposób. I choć Francuzi bardzo cenią to swoje dziedzictwo kulturowe, piją coraz mniej wina.
Francuski system klasyfikacji wina pod względem jakości, appellation d’origine contrôlée (AOC) ma gwarantować autentyczność i jakość wina. Ponad jedna trzecia win francuskich, włączając wszystkie najlepsze, posiadają takie oznaczenie nadawane przez organizację INAO. Przepisy apelacji określają jej obszar, dozwolone metody uprawy winorośli i winifikacji, maksymalną wydajność, minimalny stopień dojrzałości winogron itp. Bardziej rygorystyczne apelacje są często położone wewnątrz innych, mniej restrykcyjnych, np. AOC Pauillac (gmina) położony jest wewnątrz AOC Haut-Médoc (okręg), która z kolei leży wewnątrz ogólnej apelacji AOC Bordeaux (region). Na etykiecie win podaje się zwykle tylko apelację, bez wyszczególniania szczepów (poza AOC Alzacja i niektórymi vin de pays). Winiarze nie muszą spełniać wymagań AOC, ale jeśli je spełniają, mogą uzyskać wyższe ceny za swoje wino.
Vin de pays to wino regionalne, można je oznaczać odmianą winorośli, z której zostały wyprodukowane. Choć sami Francuzi uważają je za gorsze od win AOC, wielu zagranicznych konsumentów uważa je za warte swojej ceny. Kategoria tych win pozwala producentom na większą swobodę co do procesu produkcji wina, wydajności z hektara, wyboru odmiany. Przykładowo, jeśli chodzi o producentów burgundzkich, niewielu produkuje takie wina, bo z finansowego punktu widzenia opłacałoby im się to mniej niż spełnianie wymogów AOC swojej apelacji. Natomiast często przeciwnego zdania są producenci z Langwedocji, częściowo również dlatego, że wiele winnic leży poza granicami apelacji. Vin de pays z Langwedocji zwane vin de pays d’Oc jest najważniejszym winem regionalnym Francji i najważniejszym francuskim winem odmianowym.
Vin de table (wino stołowe) zwane również vin de consommation courante (wino do konsumpcji bieżącej), w przeciwieństwie do wielu krajów Nowego Świata nie oznacza tu po prostu wina, które nie jest ani wzmacniane, ani musujące, niezależnie od jakości. Wina stołowe to niedrogie wina najniższej kategorii jakościowej.
Region Bordeaux produkuje więcej win AOC niż jakikolwiek inny. Około połowy takich win ma prawo tylko do najniższej apelacji regionu AOC Bordeaux, gdzie spotyka się zarówno nieciekawe wina czerwone, jak i świetne, dojrzewające w dębie. W tym regionie wytwarza się niektóre z najdroższych i najbardziej pożądanych czerwonych win oraz jedno z najlepszych win słodkich – sauternes. Posiadłości tych apelacji często zwane są tu château (zamek), nawet jeśli miałyby to być jedynie metalowe kontenery. W regionach Médoc i Sauternes-Barsac, niezależnie od systemu AOC wprowadzono klasyfikację szeregującą poszczególne posiadłości (crus classés), pośród których najlepsze to premiers crus, a po nich deuxièmes crus.
Médoc to kwintesencja Bordeaux, stanowi ojczyznę cabernet sauvignon, a powstające tu wina mają wyjątkowy potencjał dojrzewania. Sauternes to jedno z najbardziej cenionych win słodkich, głównie z odmiany sémillon, na ogół przekraczającej 80% udziału w winie. Powszechne są tu jesienne mgły, co sprzyja rozwojowi szlachetnej pleśni, której występowanie w konsekwencji prowadzi do podsuszania winogron i zatężania soku.

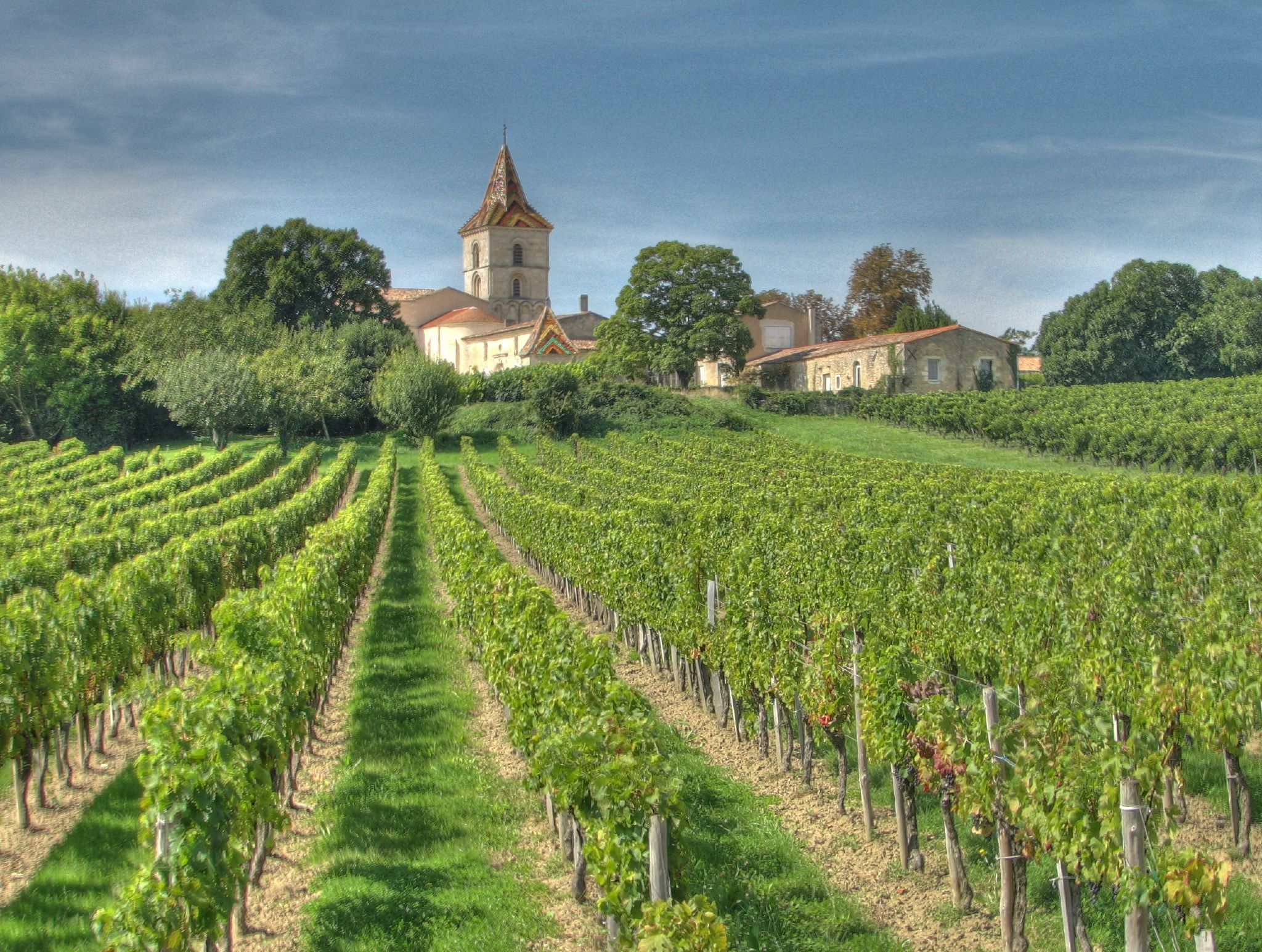
Winnica w Bordeaux w okolicach Blaye, prawy brzeg

Bordoskie wina nie są jednoodmianowe, czerwone to zwykle mieszanka cabernet sauvignon i merlot. Na lewym brzegu (na południe od Żyrondy) produkuje się cierpkie czerwone wina, o większej ilości tanin, dominuje cabernet sauvignon; białe są wielkie i mocne. Na prawym brzegu (na północ od Żyrondy) produkuje się bogatsze czerwone wina, bardziej owocowe, przystępne; dominuje merlot.
Burgundia (Bourgogne), podobnie jak Bordeaux uchodzi za region produkcji jednych z najbardziej poszukiwanych win na świecie. Tutejszy klimat jest na ogół chłodny i wilgotny, zdarzają się jednak gorące lata, więc występują szczególnie duże różnice między rocznikami. W zasadzie nie robi się tu mieszanek i produkuje wina białe tylko ze szczepu chardonnay, a czerwone z pinot noir. Szaptalizacja jest dopuszczona ze względu na chłodne warunki. Czerwony burgund z dobrego rocznika jest gładki, z nutą maliny, śliwki i trufli; gorsze roczniki bywają cienkie i cierpkie. Charakter białego chardonnay zależy od miejsca produkcji winogron – w Chablis na północy wina są cierpkie, rześkie, o wysokiej kwasowości. Za centrum regionu uważane jest jednak Côte-d’Or słynące ze świetnego pinot noir i chardonnay. Na południowym krańcu Burgundii produkuje się beaujolais nouveau ze szczepu gamay. Jest to świeże, owocowe, niedrogie wino wypuszczane do sprzedaży w trzeci czwartek listopada. W przeciwieństwie do Bordeaux, gdzie château rzadko zamieszkiwane jest przez właścicieli, najsławniejsze winnice Burgundii należą do ludzi, którzy w nich pracują.
Szampanii udało się skojarzyć ich wino ze świętowaniem, prestiżem, jakością. Jest to najdalej wysunięty na północ obszar uprawy winorośli we Francji. Do stylów szampana zalicza się blanc de blancs (biały z białych) powstający z chardonnay oraz blanc de noirs (biały z ciemnych) powstający z pinot noir (wnosząc bogactwo, moc) i/lub pinot meunier (wnosząc owocowe nuty z lekką pikantnością). Inne szampany są kupażami tych trzech szampańskich odmian. Rzadziej szampan występuje w wersji różowej, zazwyczaj przez dodanie wina czerwonego przed wtórną fermentacją.
Szampana produkuje się tradycyjną metodą szampańską (méthode champenoise). Większość win jest mieszankami winogron z różnych miejsc, a nawet różnych roczników. Rocznikowy szampan (vintage) powstaje z jednego rocznika uznanego za wyjątkowy, przez to na butelce ukazuje się rok produkcji i często leżakuje się go dłużej; zwykle wypuszcza się na rynek jako wino 6-letnie.

#### Włochy
| Cechy charakterystyczne                                                      | Region   | Region                                                                               | Odmiany                                                                        | Inne ważne regiony winiarskie                         |
| ---------------------------------------------------------------------------- | -------- | ------------------------------------------------------------------------------------ | ------------------------------------------------------------------------------ | ----------------------------------------------------- |
| jeden z najważniejszych krajów winiarskich; wiele lokalnych odmian winorośli | Piemont  | jedne z najbardziej skoncentrowanych, długowiecznych włoskich win; duża rola terroir | czerwone: nebbiolo, barbera, dolcetto białe: moscato, cortese, arneis          | Lombardia Trydent-Górna Adyga Friuli Kampania Sycylia |
| jeden z najważniejszych krajów winiarskich; wiele lokalnych odmian winorośli | Toskania | winiarskie serce Włoch                                                               | czerwone: sangiovese, cabernet sauvignon białe: trebbiano, malvasia, vernaccia | Lombardia Trydent-Górna Adyga Friuli Kampania Sycylia |

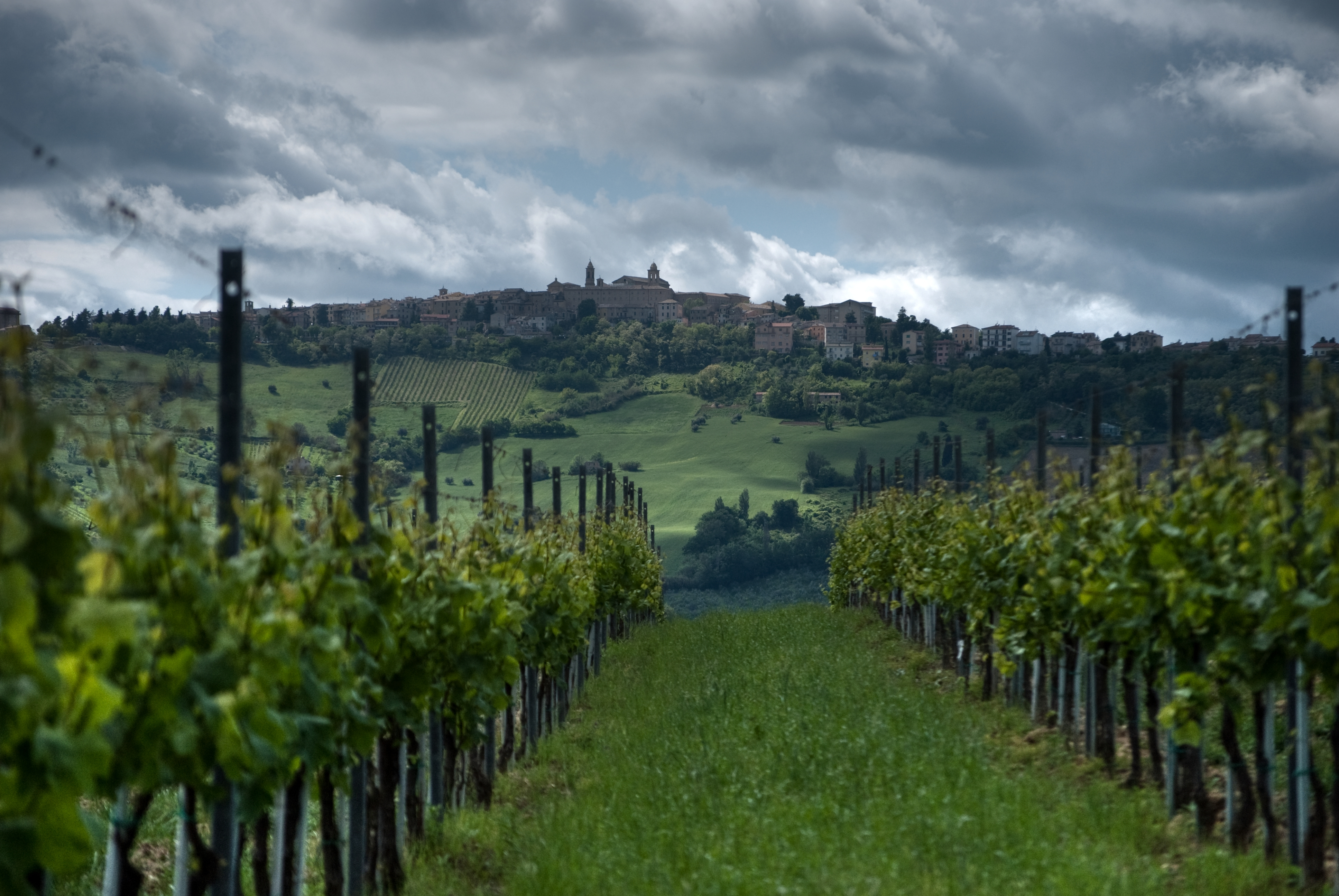
Winorośl odmiany verdicchio w regionie Marche

We Włoszech produkuje się duże ilości zróżnicowanych win. Występuje tu znaczna liczba interesujących lokalnych odmian winorośli, w większości nieznanych. Granice, w których produkuje się dany styl wina i uprawia dany szczep winorośli często nie są ostre, a i oznaczenie apelacji nie zawsze zapewnia rozpoznawalny styl i jakość wina. Oprócz unikatowych, kreatywnych win Włosi produkują wiele nijakiego, cienkiego wina.
W przeszłości wina włoskie nie cieszyły się dobrą opinią, winorośl uprawiana była niemal wszędzie, bez ograniczeń, dlatego w celu poprawy jakości wprowadzono w 1963 regulacje wzorowane na francuskim systemie AOC. Pojawiła się kategoria vino da tavola (wino stołowe), odpowiednik francuskiego vin de table, które nie musi spełniać żadnych dodatkowych kryteriów, a także DOC (Denominazione di Origine Controllata), odpowiednik francuskiego AOC, i w 1982 wyższa kategoria DOCG (Denominazione di Origine Controllata e Garantita). Niektórzy winiarze włoscy nie byli jednak usatysfakcjonowani z narzucanych im ostrych ograniczeń lub różnej interpretacji przepisów, działali więc poza systemem DOC, produkując vino da tavola, nierzadko znacznie droższe i lepsze niż sugerowałaby etykieta. Wprowadzono więc kategorię win regionalnych IGT (Indicazione Geografica Tipica), stojącą w klasyfikacji między vino da tavola a DOC. Jednak do tej kategorii należy oprócz win wybitnych wiele przeciętnych i poprawnych, dlatego lepszym wyznacznikiem jakości wina we Włoszech jest cena, a nie klasyfikacja.
Piemont to najważniejszy region winiarski północnych Włoch. Powstaje tu ciemne, taniczne barolo – imponujące, długotrwałe wino, silnie kwasowe o złożonym aromacie wiśni oraz łagodniejsze barbaresco. Znanym winem regionu jest również asti, białe wino musujące z winogron muscat. Jest na ogół słodkie, z zapachem i smakiem winogron.
Wenecja Euganejska (Veneto) to miejsce produkcji wielu komercyjnych win z wydajnymi winnicami. Wytwarza się tu dużo nieco pozbawionych charakteru win czerwonych valpolicella i bardolino, a także wodniste soave. Jednakże ambitni producenci potrafią robić również świetne wina w tych stylach i tak przykładowo udane soave ma aromat orzechów, migdałów, miodu oraz długi cytrynowy finisz. Ponadto wokół miejscowości Conegliano i Valdobbiadene produkuje się wino prosecco w wersji frizzante (lekko musujące) i spumante (musujące), świetne jako aperitif i do przystawek.
W regionie Trydent-Górna Adyga produkuje się głównie lekkie wina odmianowe. W Toskanii zaś skupia się największa liczba ambitnych włoskich producentów. Pochodzi stąd chianti wytwarzane z odmiany sangiovese z dodatkiem trebbiano. Oferują różną jakość, a te świetne wcale nie są wiele droższe od kiepskich. Ponadto produkuje się tu tzw. supertoskany, mieszając lokalne sangiovese z innymi odmianami. Jako że nie spełniają wymogów DOC i DOCG, oznaczone są jako vino da tavola lub IGT. Sycylia jest jednym z najważniejszych regionów Włoch pod względem ilości produkowanego wina. Świetnie wychodzą tu zarówno słodkie wina deserowe, jak i szlachetne muskaty. Niegdyś najbardziej znanym sycylijskim winem była marsala.

#### Hiszpania
| Cechy charakterystyczne                                                     | Odmiany                                                                  | Ważne regiony winiarskie                         |
| --------------------------------------------------------------------------- | ------------------------------------------------------------------------ | ------------------------------------------------ |
| szlachetne sherry i coraz częściej wykorzystywany potencjał na świetne wina | białe: airén, macabeo, verdejo, albariño czerwone: tempranillo, garnacha | Rioja, Ribera del Duero, Priorat, Galicja, Rueda |

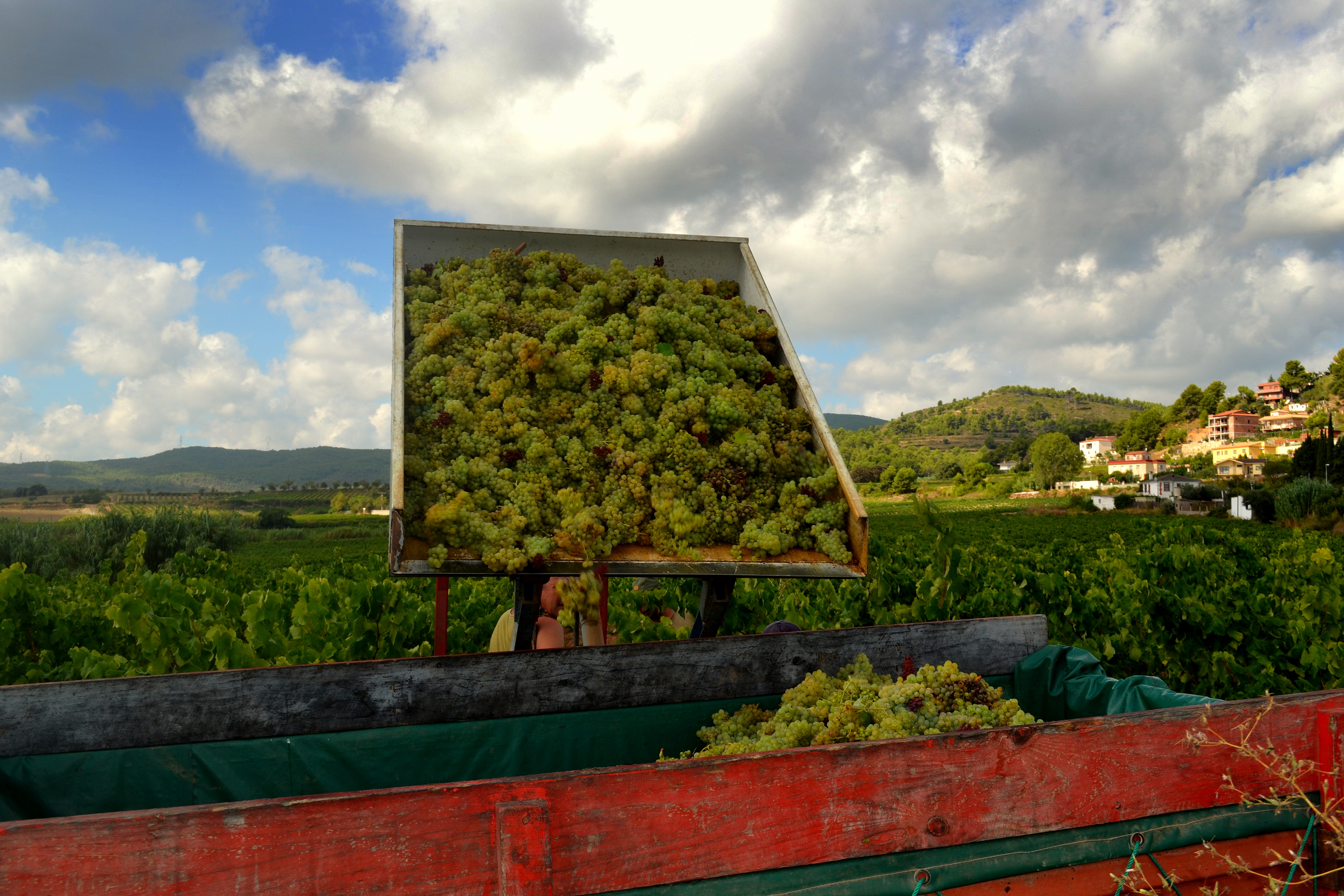
Zbiór winogron odmiany macabeo

W latach 70. XX w. hiszpańskie wina miały bardzo złą reputację, były niskiej jakości, liczyła się ilość. Wśród przyzwoitych wymieniano tylko rioję i sherry. Sytuacja odmieniła się w latach 90. i trwa do dziś, nowa klasa rodzimych koneserów oraz ambitni inwestorzy odmieniają wizerunek hiszpańskiego wina. Dopiero od początku XXI wieku producenci wina zaczynają uprawiać swoje własne winogrona i wielu nadal uzależnionych jest od lokalnych winogrodników. Odmieniona Hiszpania produkuje soczyste czerwone wina i świeże, czyste, wytrawne białe wina. Uprawia się tu wiele rodzimych odmian winorośli, w tym cenione tempranillo.
Pomiędzy regionami winiarskimi Hiszpanii występują duże różnice klimatyczne. Wiele winnic położonych jest powyżej 650 m n.p.m., temperatury nocne są stosunkowo niskie, dzięki czemu, mimo ciepłego klimatu, możliwe jest osiągnięcie odpowiedniej kwasowości i głębokiej barwy. Większość najlepszych winnic znajduje się na północ od Madrytu (poza Andaluzją z sherry) – na południu wina mają często nadmierny poziom alkoholu i zbyt mało kwasowości. Dużym utrudnieniem dla winiarzy hiszpańskich jest brak wystarczającej ilości deszczu, jednak od 1996 dozwolone jest nawadnianie.
Najniżej w klasyfikacji jakości win stoi vino de mesa – wino stołowe, któremu nie stawia się specjalnych wymagań odnośnie do miejsca produkcji, odmiany winogron czy metody produkcji. Kolejny stopień to vino de la terra, odpowiednik francuskiego vin de pays. Należą tu wina regionalne, często z jednej, podanej na etykiecie odmiany winorośli. Denominación de Origen (DO) stanowi odpowiednik francuskiego AOC czy włoskiego DOC. Wyższą klasyfikacją jest Denominación de Origen Calificada (DOCa). Wyróżnienie to przyznano tylko dwóm regionom: Rioja i Priorat.
Najmłodsze wina noszą oznaczenie joven – zwykle pojawiają się na rynku w ciągu roku od zbiorów. Jeśli widnieje również oznaczenie roble (dąb) oznacza to, że wino kilka miesięcy spędziło w beczce. Wina crianza dojrzewają co najmniej 2 lata, z czego w przypadku wina czerwonego co najmniej rok w dębowej beczce; w przypadku wina białego i różowego – co najmniej 6 miesięcy. Wina reserva dojrzewają co najmniej 3 lata, z czego co najmniej rok w beczce. Najbardziej prestiżowe grand reserva dojrzewają co najmniej 5 lat, z czego co najmniej 2 lata w beczce. Przeznacza się na nie tylko wina z najlepszych roczników, spełniające najostrzejsze wymagania. Do dojrzewania często używa się amerykańskiego dębu.
Wina rioja powstają z mieszanki tempranillo, garnacha i kilku innych lokalnych odmian z użyciem zwykle amerykańskich beczek. Są to wina mocne, intensywne, o złożonym aromacie duszonych owoców. Niektóre współczesne wina rioja są jednak pozbawione charakteru amerykańskiego dębu, są bardziej taniczne. Głównym składnikiem białych win rioja jest nieco cierpka odmiana macabeo (viura). Większość to wina orzeźwiające, wytrawne, przeznaczone do szybkiego spożycia.
Cava to nazwa hiszpańskiego białego wytrawnego wina musującego z winogron z regionu Penedès wytwarzanego z zastosowaniem tradycyjnej metody szampańskiej. Sherry to wzmacniane, nierocznikowe wino z Andaluzji, wytrawne, choć istnieją też wersje słodkie. Do produkcji sherry używa się głównie białej odmiany palomino.

#### Niemcy
| Cechy charakterystyczne                                           | Odmiany                                                           | Ważne regiony winiarskie                                                           |
| ----------------------------------------------------------------- | ----------------------------------------------------------------- | ---------------------------------------------------------------------------------- |
| jedne z najlepszych białych win na świecie, lekkie i długowieczne | riesling, krzyżówki oparte na rieslingu; odmiany pinot i pochodne | Palatynat (Pfalz), dolina Mozeli, Saary i Ruwery (Mosel-Saar-Ruwer), Nahe, Badenia |

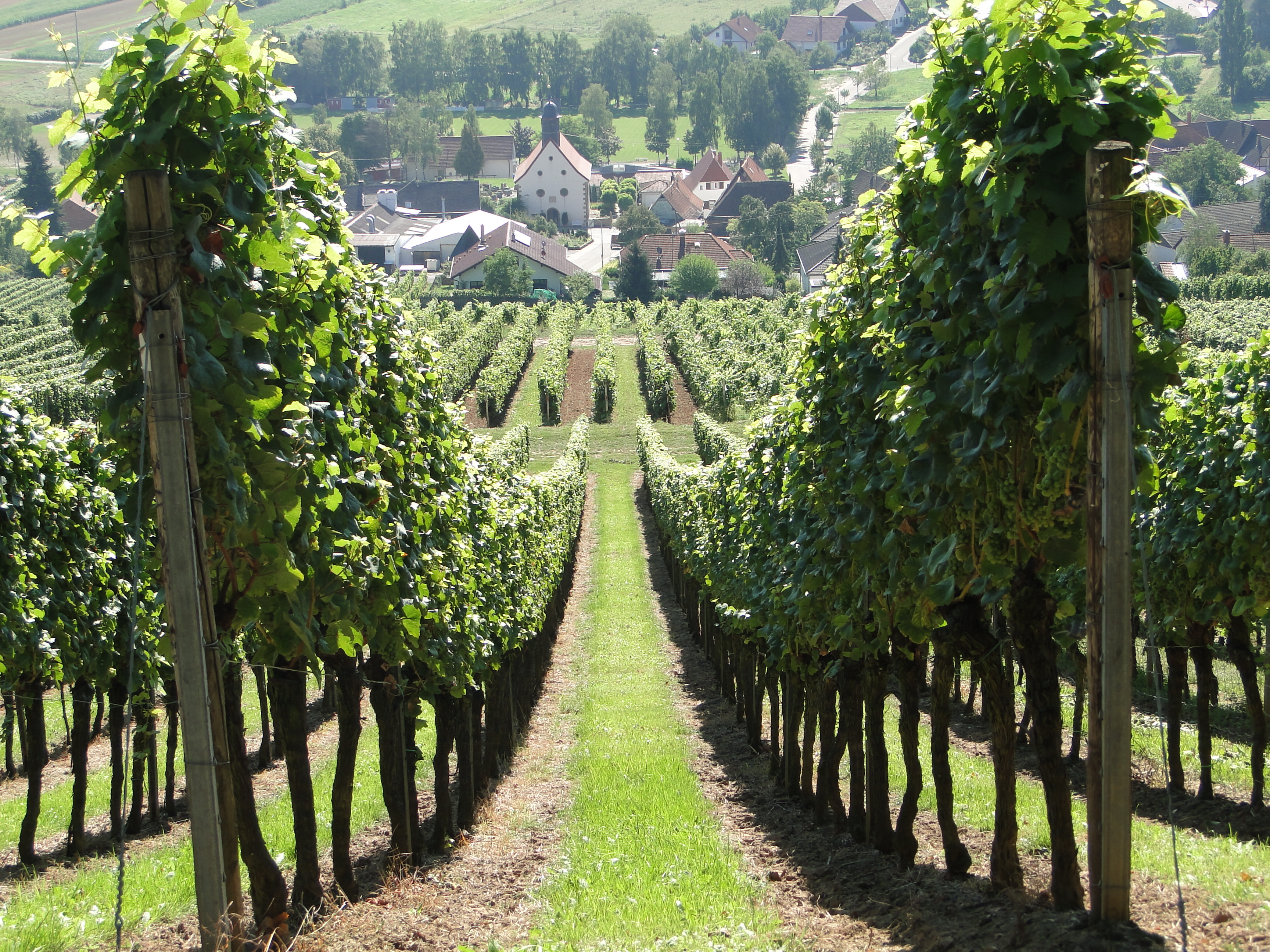
Winnica w Palatynacie

Długość okresu wegetacyjnego dla winorośli jest w Niemczech stosunkowo krótka i przez to winogrona zawierają często dużo kwasów organicznych i mało cukru. W związku z tym system oceny jakości wina oparty jest na założeniu, że im więcej cukru w soku gronowym, tym bardziej dojrzałe winogrona, a przez to wyższa jakość wina. Od czasu wprowadzenia takiej interpretacji jakości w 1971 zaczęto masowo hodować odmiany dające bardzo dojrzałe, słodkie winogrona kosztem smaku (np. müller-thurgau, kerner zamiast rieslinga). Dodatkowo przez długi czas nie regulowano wydajności. Specjalnie na eksport produkowano bardzo wiele niedrogich, mało aromatycznych, półwytrawnych win białych niskiej jakości określanych mianem Liebfraumilch, o których wielu Niemców nawet nie słyszało. Ucierpiała od tego reputacja niemieckich win.
Od połowy lat 80. XX występuje w Niemczech trend w kierunku produkowania bardziej wytrawnych win, czasem stosowania nowych dębowych beczek i ograniczania wydajności z hektara w celu poprawy jakości. Typowy niemiecki riesling uprawiany na stromych brzegach Mozeli daje wino o unikatowych cechach – aromatyczne, delikatne, pikantne, niskoalkoholowe i długowieczne. Ponadto Niemcy produkują wino musujące nazywane sekt. Rocznie wytwarzają około dwa razy więcej butelek sektu niż Francuzi szampana. W ponad 85% przypadków nie jest to Deutscher Sekt, ale półwytrawny wyrób powstały z win importowanych, często z win włoskich.
| Kategoria                                   | Minimalna liczba stopni Oechsle w soku gronowym | Charakterystyka |
| ------------------------------------------- | ----------------------------------------------- | --- |
| Tafelwein                                   | 44–50°                                          | podstawowe wino stołowe, często to mieszanki europejskie |
| Landwein                                    | 47–55°                                          | odpowiednik francuskiego vin de pays; może być wytrawny lub półwytrawny |
| Qualitätswein bestimmter Anbaugebiete (QbA) | 50–72°                                          | do tej kategorii należy ponad 90% niemieckich win; obejmuje czasem również wina dobrych producentów, którzy byli zmuszeni zastosować szaptalizację (niedopuszczalną w QmP) |
| Qualitätswein mit Prädikat (QmP)            |                                                 | |
| Kabinett                                    | 67–85°                                          | najmniej dojrzałe w kategorii QmP |
| Spätlese                                    | 76–95°                                          | z winogron z „późnego zbioru”; na ogół słodsze od Kabinett |
| Auslese                                     | 83–105°                                         | z „wyselekcjonowanych zbiorów”, tj. winogron, które zaczęły wysychać lub nawet zostały porażone szlachetną pleśnią; rzadko wytrawne, zwykle słodkie                        |
| Beerenauslese (BA)                          | 110-128°                                        | z winogron porażonych szlachetną pleśnią |
| Eiswein                                     | 110-128°                                        | wino lodowe |
| Trockenbeerenauslese (TBA)                  | 150–154°                                        | najbardziej złożone wina z wysuszonych botrytyzowanych winogron |

#### Portugalia
| Cechy charakterystyczne | Odmiany                    | Ważne regiony winiarskie |
| ----------------------- | -------------------------- | ------------------------ |
| produkcja porto, madery | różnorodne lokalne odmiany | dolina Douro, Dão        |

W Portugalii występuje wiele rodzimych odmian winorośli; nie próbowano wprowadzać na siłę międzynarodowych odmian takich jak chardonnay czy cabernet. O ile jednak na świecie większość konsumentów preferuje wina soczyste, owocowe, Portugalczycy produkowali jeszcze do niedawna szorstkie wina czerwone i białe, wywołujące wrażenie zjełczałych, wina z nikłym aromatem, ciężkie, taninowe, utlenione. Od 1995 zaczęto tam produkować wina owocowe, świeże, rześkie, cechujące się indywidualnością ze względu na rodzime odmiany winorośli (np. touriga nacional, trincadeira), co w połączeniu z atrakcyjnymi cenami pozwala im uzyskać uznanie klientów.
Vinho verde (wino zielone) to białe, różowe lub czerwone wino produkowane w regionie Minho, które swoją nazwę bierze stąd, że należy je pić, kiedy jest świeże i młode. Charakteryzuje je wysoki poziom kwasowości, perlistość będąca pozostałością po niedawnej fermentacji. Często to wina półwytrawne, podawane mocno schłodzone jako aperitif, świetnie gaszące pragnienie.
Porto to głębokie, słodkie, wzmacniane wino produkowane w dolinie Douro. Do fermentującego moszczu dodaje się destylatu winnego, poddaje klarowaniu i rozlewa do beczek, aby wzbogaciło się w taniny i powoli utleniało. Najprostsze porto (ruby) leżakuje około 3 lat. Podobnie jak szampany, większość to wina nierocznikowe. Madera to słodkie wzmacniane wino z portugalskiej wyspy Madera. Wina te dojrzewają w beczkach w pomieszczeniach o temperaturze około 45 °C.

#### Węgry
| Cechy charakterystyczne | Odmiany                                      | Ważne regiony winiarskie      |
| ----------------------- | -------------------------------------------- | ----------------------------- |
| świetne tokaje          | białe: furmint, hárslevelű czerwone: kadarka | Eger, Tokaj, okolice Balatonu |

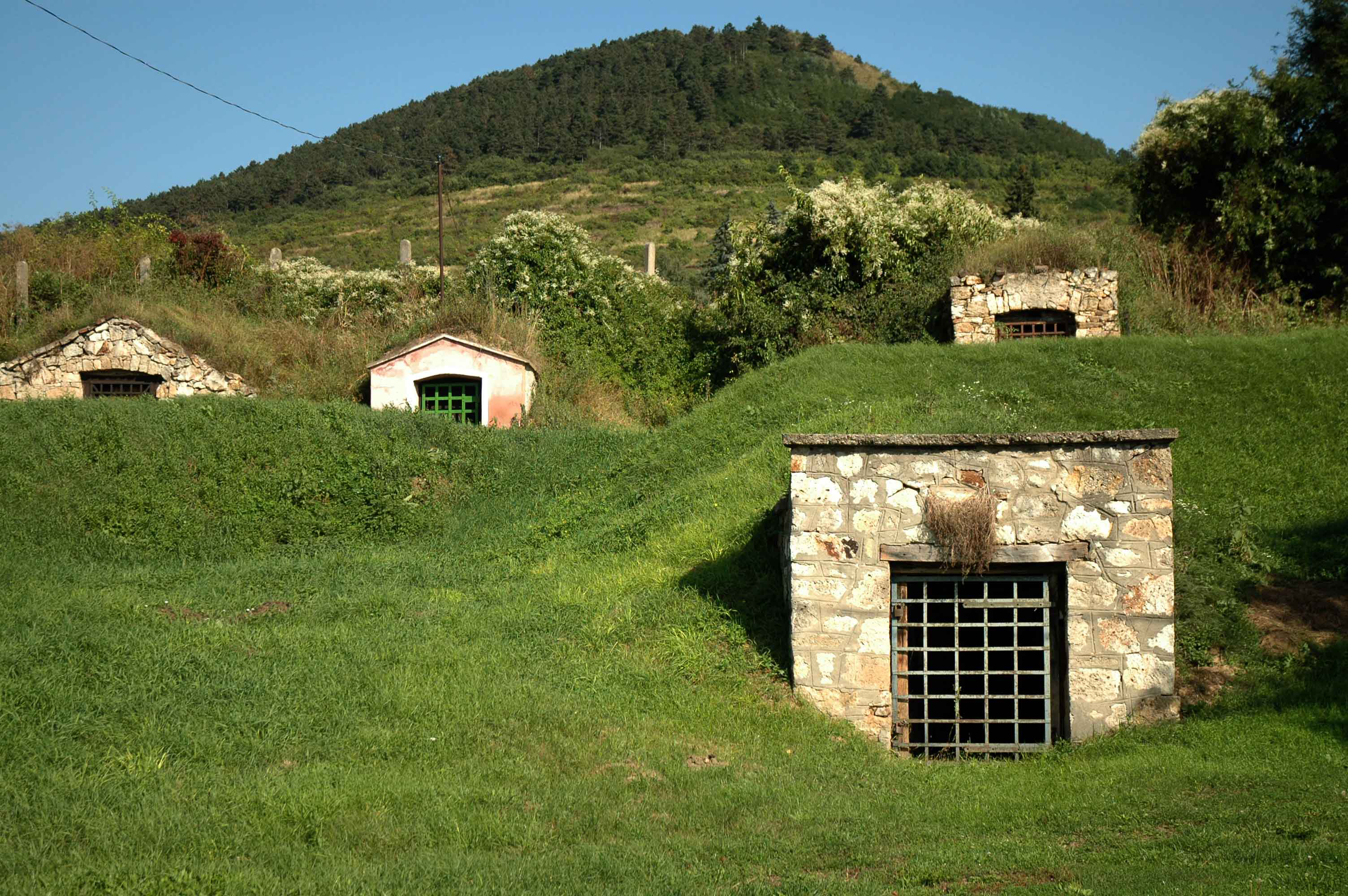
Tradycyjne piwnice w regionie tokajskim

Do 1989 na rynku węgierskiego wina najważniejsza była ilość, nie jakość. Ale już w 1990 wprowadzono nowe, bardzo rygorystyczne prawo winiarskie wzorowane na austriackim, rozpoczęto restrukturyzację winnic, winiarstwo dofinansowano zagranicznymi środkami, dzięki czemu sytuacja na Węgrzech wygląda trochę lepiej niż w innych postkomunistycznych krajach Europy Środkowej. Wina produkuje się mniej, za to lepszej jakości. Nadal jednak brakuje kreatywnych winiarzy ukierunkowanych na jakość, a rekonstrukcja branży winiarskiej znajduje się we wczesnej fazie.
Do dawnej świetności wraca tokaj, który przestaje być nadmiernie słodki i utleniony. W czasach komunistycznych tokaj był wręcz umyślnie utleniany, co nie miało uzasadnienia. Poza tym bywał wzmacniany i pasteryzowany, co dziś jest już zabronione. Obecnie tokaje stają się świetnymi słodkimi winami z bogatym aromatem, równowagą między kwasowością a słodyczą i z potencjałem starzenia. Tokaj Aszú produkuje się z na wpół wysuszonych winogron (furmint, hárslevelű) porażonych szlachetną pleśnią. W przypadku użycia nieporażonych winogron, wino nazywa się szamorodni i jest zwykle wytrawne. Tokajskie wina wytrawne produkuje się głównie z odmiany furmint, charakteryzują się cytrusowo-miodowymi aromatami.
Najsłynniejsze wino miasta Eger to dobrze zbudowane egri bikavér (egerska bycza krew). Rodzime odmiany winorośli cechuje różnorodność. Kadarka to sztandarowa węgierska czerwona odmiana winogron, choć ustępuje nieco miejsca międzynarodowym odmianom (m.in. cabernet, merlot, pinot noir). Do innych rodzimych odmian należy irsai, juhfark, kéknyelű, różne muskaty.

#### Polska
| Cechy charakterystyczne            | Odmiany | Ważne regiony winiarskie                                                     |
| ---------------------------------- | --- | ---------------------------------------------------------------------------- |
| odradzający się przemysł winiarski | głównie odmiany hybrydowe – białe: seyval blanc, hibernal, solaris czerwone: regent, rondo niewielkie ilości Vitis vinifera – białe: riesling, sylvaner, chardonnay czerwone: pinot noir, zweigelt, cabernet sauvignon | region zielonogórski, Podkarpacie, okolice Krakowa, Małopolski Przełom Wisły |

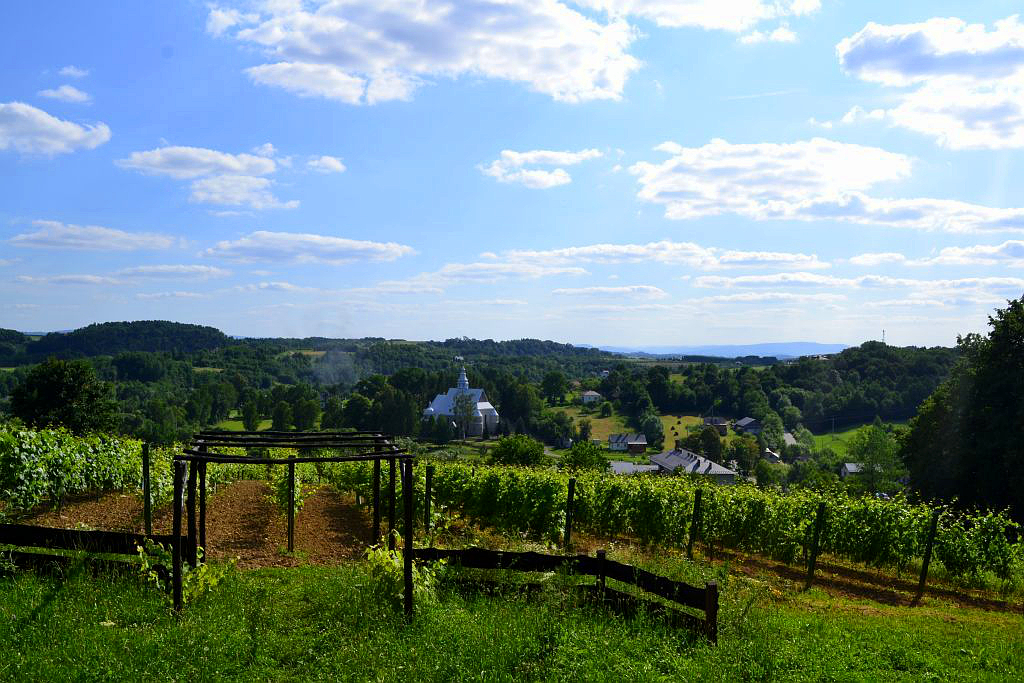
Winnica na Podkarpaciu

Motyw winorośli pojawia się w herbach wielu polskich miast i gmin (również tych położonych na północy), m.in. w herbie Lublina, Środy Śląskiej, Jastrowia, Połczyna-Zdroju, gminy Zbrosławice czy Strzelec Opolskich (na grafice)

Winiarstwo i kultura picia wina zaczęły odradzać się po 1989 i choć już od lat 90. XX w. produkuje się na powrót wino w Polsce, to jednak polskie wino dopiero dekadę później trafiło do powszechnej sprzedaży. Powodem była m.in. konieczność całkowitej odbudowy przemysłu winiarskiego oraz nieprzyjazne prawo. Początkowo określenie „polskie wina” brzmiało jak żart i kojarzyło się z wyrobem podłej jakości, podobnie zresztą w przypadku win owocowych produkowanych od wieków w Polsce oraz w krajach o podobnym klimacie, sprofanowanych za czasów PRL-u i sprowadzonych do określenia „jabol”. Jednakże dzięki uporowi prekursorów odrodzenia winiarstwa w Polsce, m.in. Romana Myśliwca, uzyskanie co najmniej przyzwoitej jakości stało się możliwe.
Winiarstwo w Polsce znajduje się w fazie rozwoju, winnice powstają w rejonach, w których już kiedyś istniały i nie tylko (np. na północy Polski), nierzadko są połączone z działalnością agroturystyczną, nastawione na enoturystykę. Dynamicznie przybywa producentów wina i zwiększa się areał upraw.
W Polsce uprawia się głównie odporne na mróz i choroby hybrydy (tj. krzyżówki szlachetnej winorośli z Vitis labrusca lub Vitis rupestris). Ze względu na klimat odmiany winorośli właściwej uprawiane są w stosunkowo niewielkich ilościach. Cechą charakterystyczną win produkowanych w Polsce jest dość wątłe ciało i niska zawartość alkoholu, czego powodem jest trudność w osiągnięciu odpowiedniego poziomu dojrzałości winogron.
Największą barierą utrudniającą rozwój winnic w Polsce jest występowanie bardzo niskich temperatur zimą, nawet na Dolnym Śląsku czy Ziemi Lubuskiej. Zabezpieczanie krzewów przed mrozem jest poważnym problemem technicznym, organizacyjnym, a ponadto podwyższa koszt produkcji wina, podczas gdy w najważniejszych światowych rejonach uprawy winorośli problem ten nie występuje. Najskuteczniejszym sposobem na uniknięcie szkód związanych z mrozem jest rozpowszechnianie mrozoodpornych odmian i zakładanie winnic w rejonach o stosunkowo łagodnych zimach. Niestety często wytrzymałość na mróz i wysoka jakość owoców nie idą ze sobą w parze.
Niekorzystne warunki klimatyczne i przerwanie tradycji winiarskich, a przez to brak doświadczenia mogą utrudniać rozwój winiarstwa w Polsce. Z drugiej strony praktyka innych krajów o równie niesprzyjającym klimacie dla winorośli jak Dania, Szwecja, Łotwa pokazuje, że rodzima produkcja może liczyć na zbyt. Niektóre wina cenione na świecie za swój specyficzny charakter mają stosunkowo krótką historię (np. sauvignon blanc z Nowej Zelandii), a w uzyskaniu takiego charakteru sprzyjają trudne warunki naturalne dla uprawy winorośli. Przykładowo specjalnością angielskich winiarzy stały się wina musujące, uzyskujące nierzadko ceny porównywalne z prawdziwym szampanem. Korzystnie na perspektywę rozwoju winiarstwa w Polsce wpływają m.in. ocieplenie klimatu, moda na wino oraz popularność innych produktów regionalnych różniących się od masowo sprzedawanych, możliwość pozyskania dofinansowań, wykorzystania w gospodarstwach agroturystycznych, postęp w hodowli nowych odmian.
Z drugiej strony rozwój ogranicza dostępność odpowiednich terenów pod winnice, konieczność znacznych nakładów finansowych, pracochłonność upraw, zmieniające się i nieprzyjazne przepisy, ograniczona liczba zarejestrowanych chemicznych środków do ochrony winorośli, brak bazy przetwórczej do produkcji wina i soków w gospodarstwach oraz duża konkurencja na rynku wina.

#### USA
| Cechy charakterystyczne                                       | Odmiany                                                                                | Ważne regiony winiarskie                  |
| ------------------------------------------------------------- | -------------------------------------------------------------------------------------- | ----------------------------------------- |
| poza Europą Stany Zjednoczone są największym producentem wina | białe: chardonnay, sauvignon blanc czerwone: zinfandel, cabernet sauvignon, pinot noir | Kalifornia, Waszyngton, Oregon, Nowy Jork |

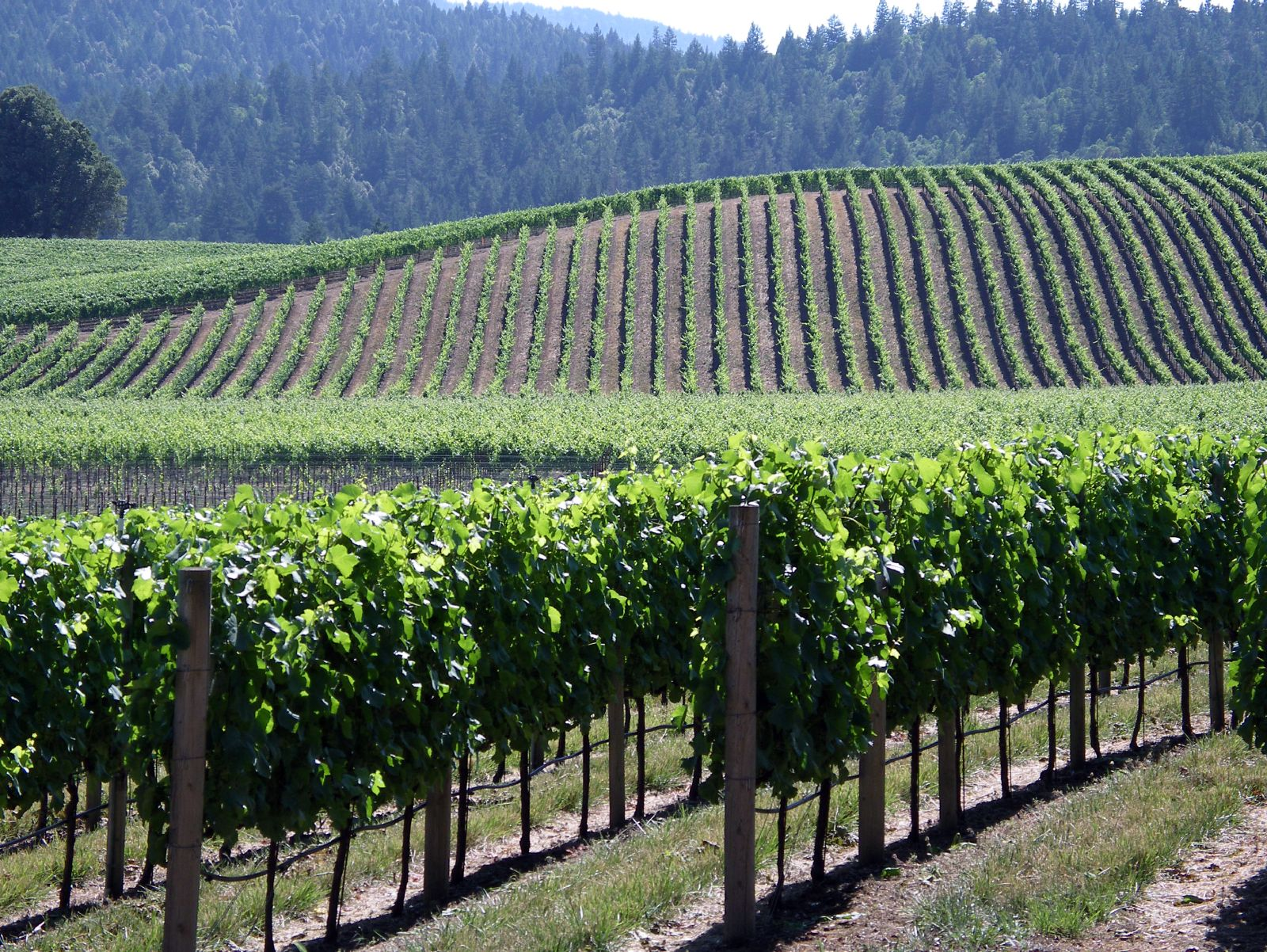
Winnica w Kalifornii

Zdecydowana większość produkcji wina w Stanach Zjednoczonych (ok. 90%) ma miejsce w Kalifornii. W Ameryce występują autochtoniczne gatunki winorośli jak V. riparia i V. rupestris używane powszechnie na świecie jako podkładki ze względu na odporność na filokserę, a także V. labrusca, w ograniczonym stopniu używana do produkcji wina. Większość win nosi nazwę odmiany winorośli, z której została zrobiona. Brak jest reguł określających, które szczepy można uprawiać i jak należy produkować wino na danym obszarze. W Kalifornii uprawia się wiele odmian winorośli, w tym największe, klasyczne odmiany burgundzkie i bordoskie. Wina mają charakter dojrzały, owocowy, czasami jednak brakuje im subtelności. Nie zawsze korzystny jest stosunek jakości do ceny. W Oregonie z powodzeniem uprawiany jest pinot noir.

#### Australia
| Cechy charakterystyczne                           | Odmiany                                                                    | Ważne regiony winiarskie                                        |
| ------------------------------------------------- | -------------------------------------------------------------------------- | --------------------------------------------------------------- |
| kwitnący przemysł winiarski nastawiony na eksport | czerwone: shiraz, cabernet sauvignon białe: chardonnay, sémillon, riesling | Australia Południowa, Nowa Południowa Walia, Wiktoria, Tasmania |

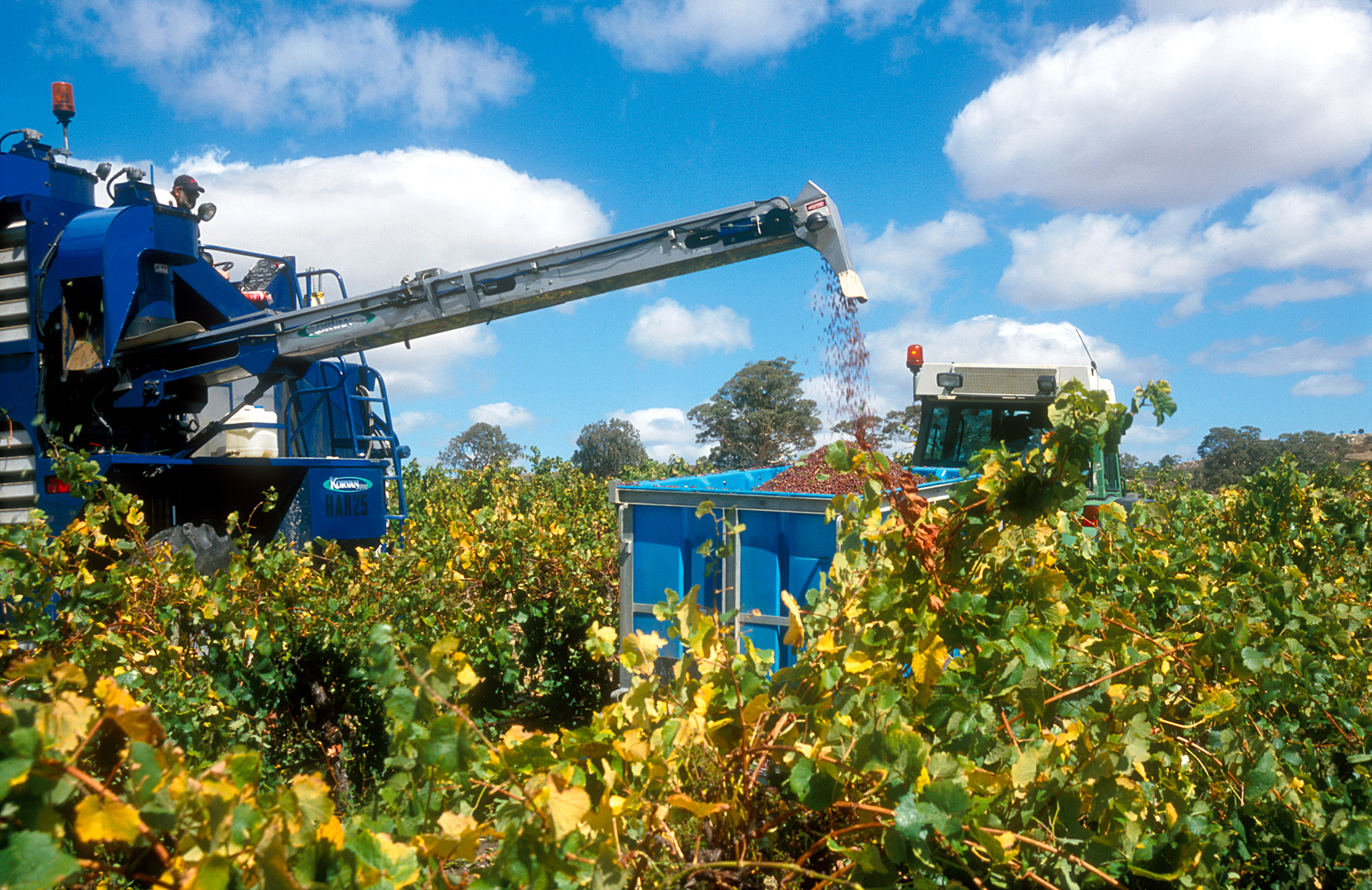
Zbiór mechaniczny w australijskiej winnicy

W Australii istnieje rozdział winogrodnictwa od winiarstwa – zwykle producenci wina kupują większość winogron, które transportowane są w chłodzonych kontenerach z winnic odległych nawet o tysiące kilometrów. Winorośl uprawia się przede wszystkim w południowej Australii, głównie tam, gdzie lata są dosyć chłodne, aby winogrona zachowały nieco kwasowości przed dojrzeniem. Uprawy nierzadko wymagają nawadniania, są mocno zmechanizowane. Używany jest tu często amerykański dąb, w którym dojrzewają wina białe i czerwone. Nie ma przepisów, które stawiałyby winogrodnikom ograniczenia. W Australii nie zwraca się większej uwagi na terroir. Wino powinno odpowiadać standardom, być przyjemne w odbiorze dla konsumentów, co wraz z nowoczesną technologią, planowaniem i marketingiem przyczyniło się do wielkiego sukcesu eksportowego. Wino ma zwykle stałą jakość, jest owocowe, bogate, choć czasem zarzuca mu się brak indywidualności, nadmierną alkoholowość, użycie przejrzałych owoców.
Wielu australijskich i nowozelandzkich winiarzy w okresie wrześniowym podróżuje na półkulę północną w celu wymiany doświadczeń; nazywani są z tego względu czasem „latającymi winiarzami”.

#### Nowa Zelandia
| Cechy charakterystyczne       | Odmiany                                                 | Ważne regiony winiarskie                          |
| ----------------------------- | ------------------------------------------------------- | ------------------------------------------------- |
| rześka, owocowa kwasowość win | białe: sauvignon blanc, chardonnay czerwone: pinot noir | Marlborough, Martinborough, Hawke’s Bay, Gisborne |

Wina nowozelandzkie zachowują czysty smak owoców, charakterystyczny dla win z Nowego Świata, jednak zachowują również kwasowość winogron kojarzoną z północną Europą. Ta rześkość jest cechą charakterystyczną zarówno tutejszych win białych, jak i czerwonych. Nowozelandzkie sauvignon blanc, pikantne, o aromacie grejpfruta, zielonego melona, trawy cytrynowej, marakui, agrestu zostało uznane za wyznacznik stylu.

#### Chile
| Cechy charakterystyczne                             | Odmiany                               | Ważne regiony winiarskie     |
| --------------------------------------------------- | ------------------------------------- | ---------------------------- |
| przewidywalne, przyzwoite i niedrogie czerwone wina | cabernet sauvignon, carménère, merlot | Aconcagua, Maipo, Casablanca |

W Chile są niskie koszty produkcji wina, świetny klimat do uprawy winorośli, choć na północy wymagane jest nawadnianie. Nocne ochłodzenia sprzyjają wytwarzaniu się pożądanej kwasowości. Nie ma autochtonicznych odmian winorośli, wszystkie zostały sprowadzone z Europy, jako jedyne na świecie wolne od filoksery. Do niedawna jednak niewielu Chilijczyków interesowało się winem, włączając winogrodników.

#### Argentyna
| Cechy charakterystyczne                                   | Odmiany                             | Ważne regiony winiarskie |
| --------------------------------------------------------- | ----------------------------------- | ------------------------ |
| głównie czerwone wina, rozwijający się przemysł winiarski | malbec, cabernet sauvignon, bonarda | Mendoza, Salta           |

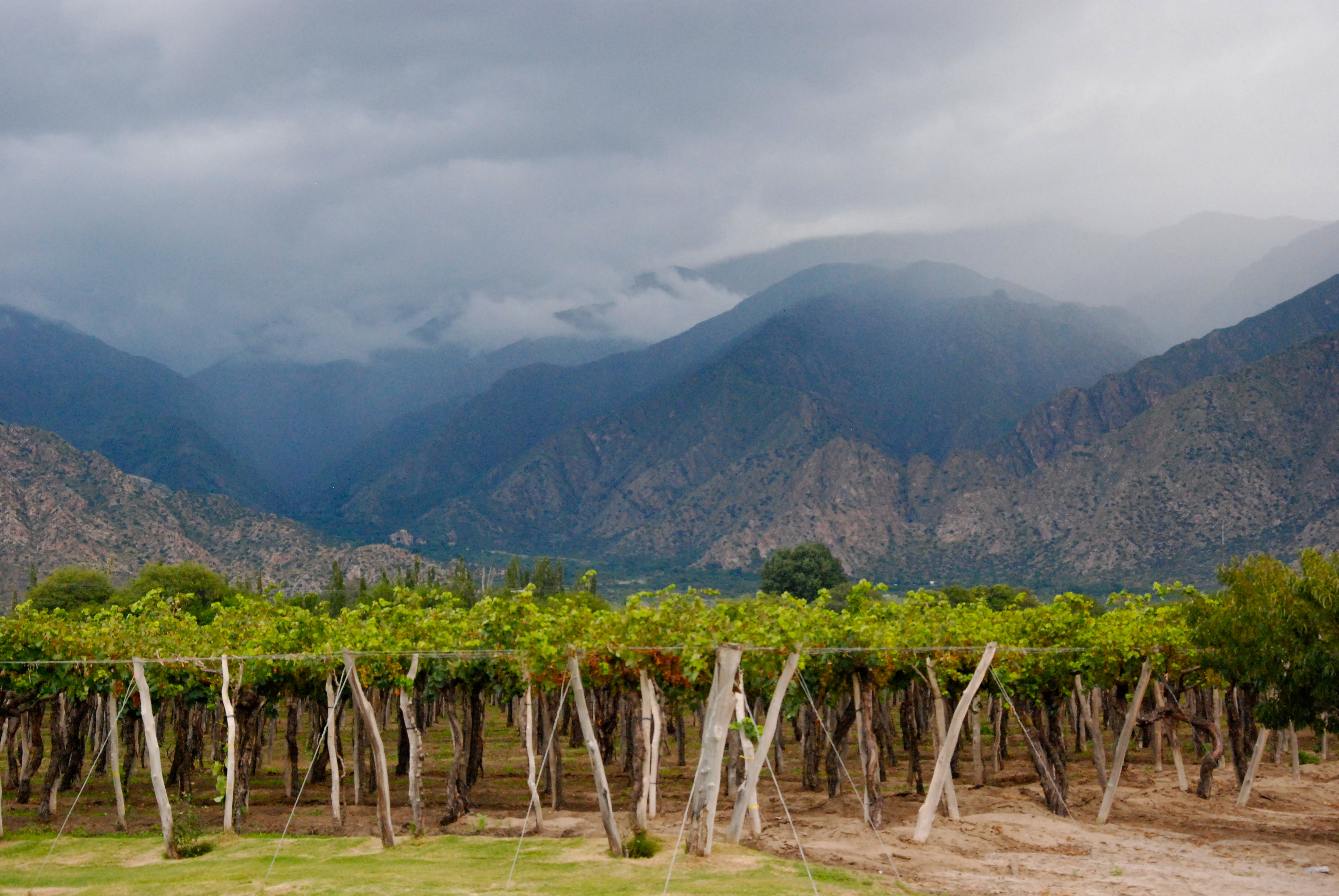
Winnice argentyńskie w krajobrazie wysokogórskim

Choć Argentyna znajduje się wysoko w rankingu najwyższej produkcji wina, jednak niewiele trafia na eksport, bo większość wina konsumowana jest na miejscu. Winnice położone są głównie na wysokości 1500–1700 m n.p.m. Im wyżej, tym chłodniejsze noce, a przez to więcej korzystnej kwasowości i lepsza barwa.

#### RPA
| Cechy charakterystyczne                     | Odmiany                                       | Ważne regiony winiarskie        |
| ------------------------------------------- | --------------------------------------------- | ------------------------------- |
| głównie białe wina, niektóre w dobrej cenie | białe: chenin blanc czerwone: pinotage, syrah | Constantia, Stellenbosch, Paarl |

Wina z RPA pojawiły się na rynku nagle w 1994 dzięki przemianom politycznym. Tamtejsi winiarze udowodnili, że szybko przyswajają nowe techniki i mody dotyczące wina. Główną odmianą winorośli jest chenin blanc, z której powstaje świeże, wytrawne lub półwytrawne wino, ekstraktywne, z dobrą kwasowością. Większość odmian czerwonych winogron jest bardzo młoda w wyniku nowych nasadzeń, jest to m.in. cabernet sauvignon, merlot, syrah.

## Produkcja
Winifikacja to cały proces produkcji wina, od zbioru winogron aż do zabutelkowania wina. Wpływ na jakość wina ma zarówno odmiana winogron użyta do jego produkcji, jak i warunki, w jakich uprawiano winorośl. Znakomita większość rejonów, gdzie produkuje się wino na obu półkulach mieści się w strefie klimatu umiarkowanego między równoleżnikiem 30° a 50°, ze średnią roczną temperaturą między 10 °C a 20 °C.

Pięć etapów winifikacji na przykładzie wina białego
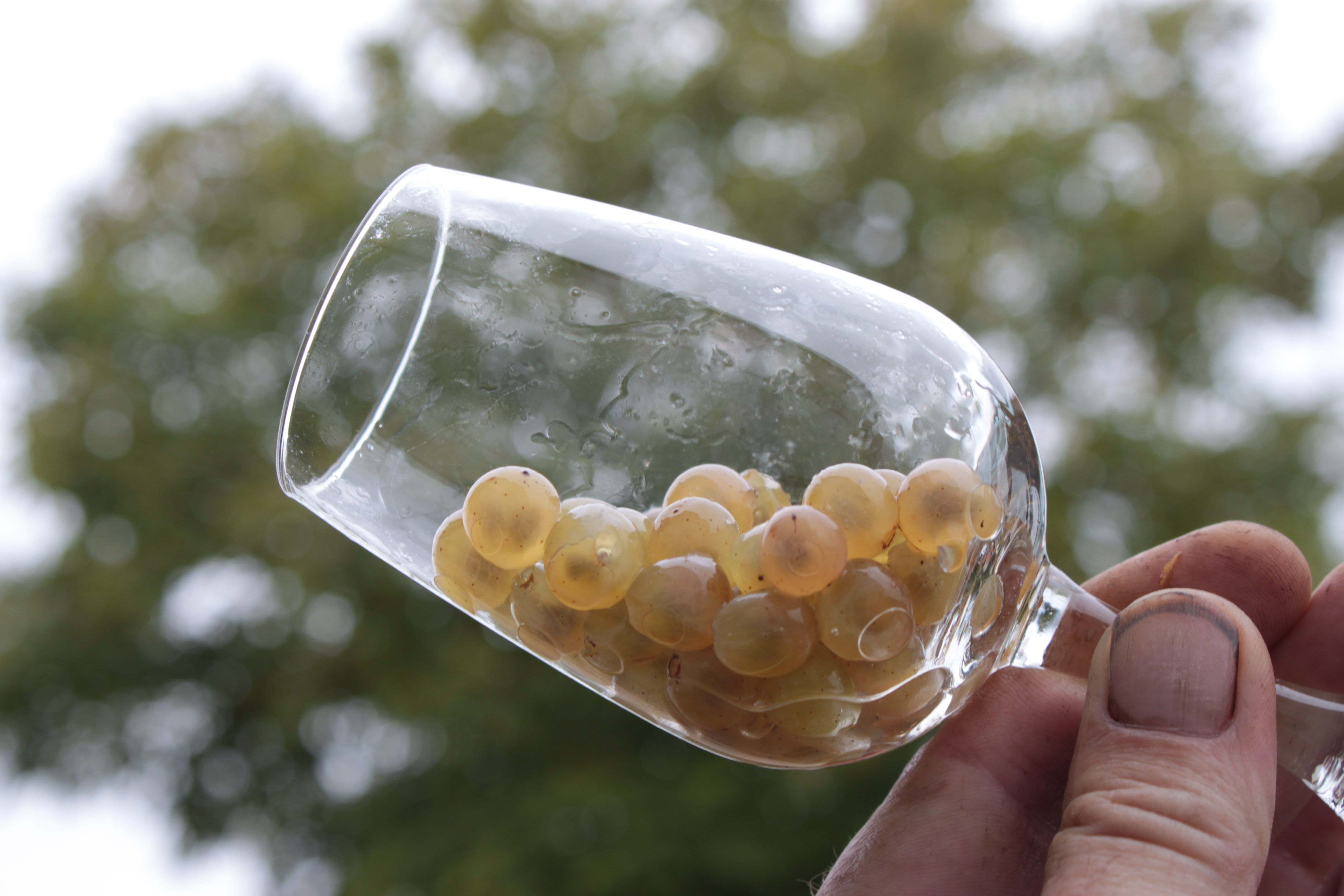
Etap 1 winogrona
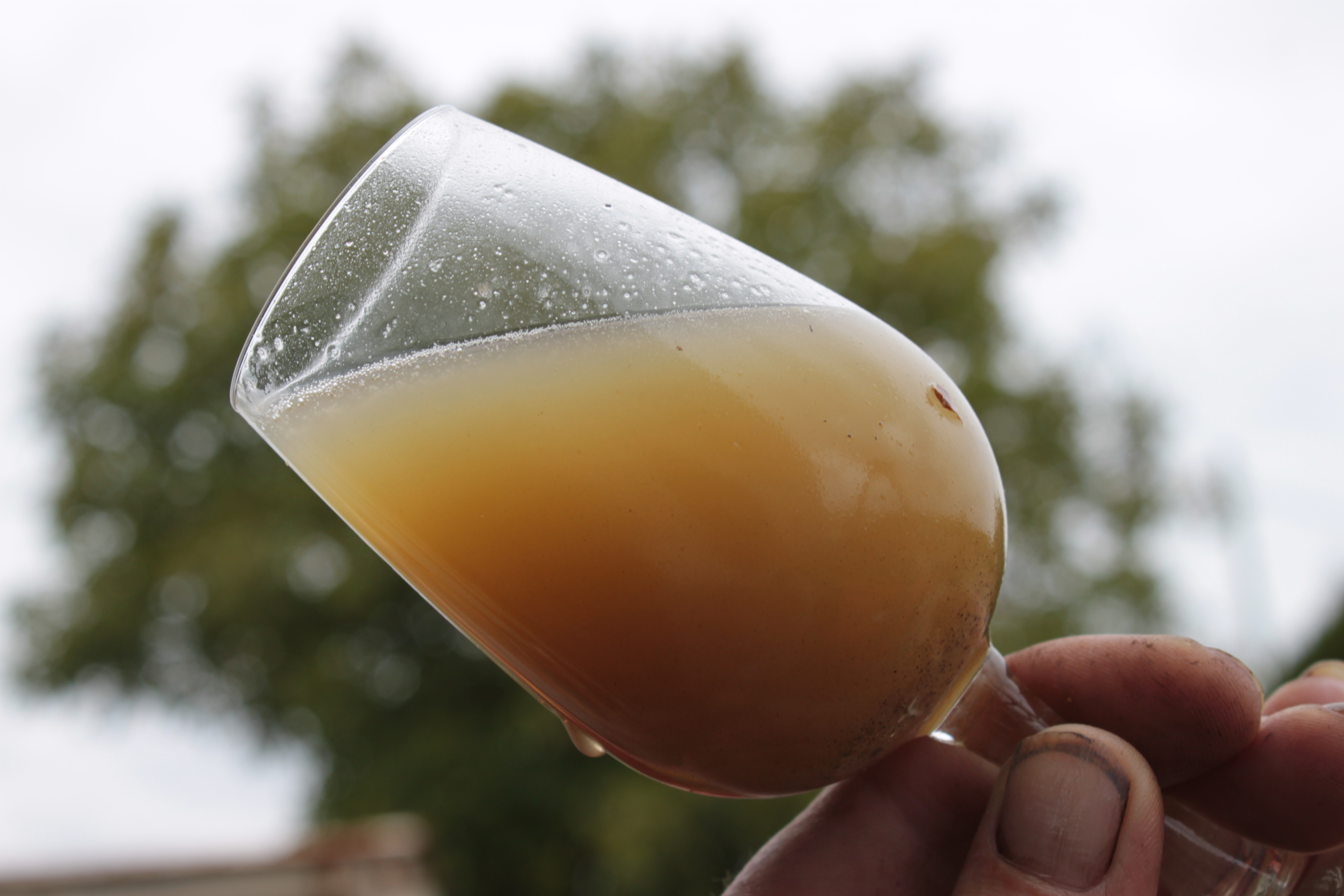
Etap 2 sok tłoczony z winogron
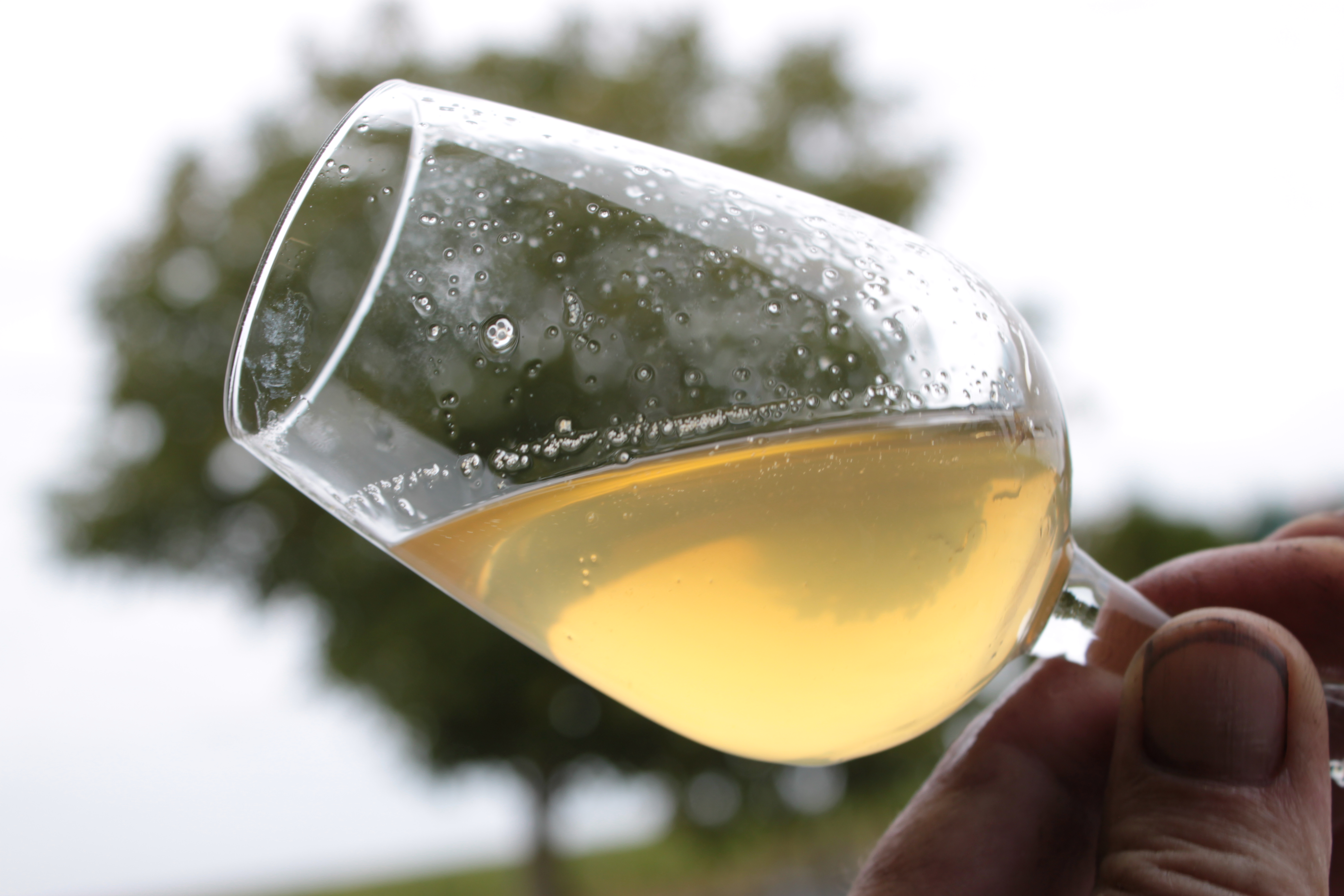
Etap 3 sok filtrowany, niesklarowany
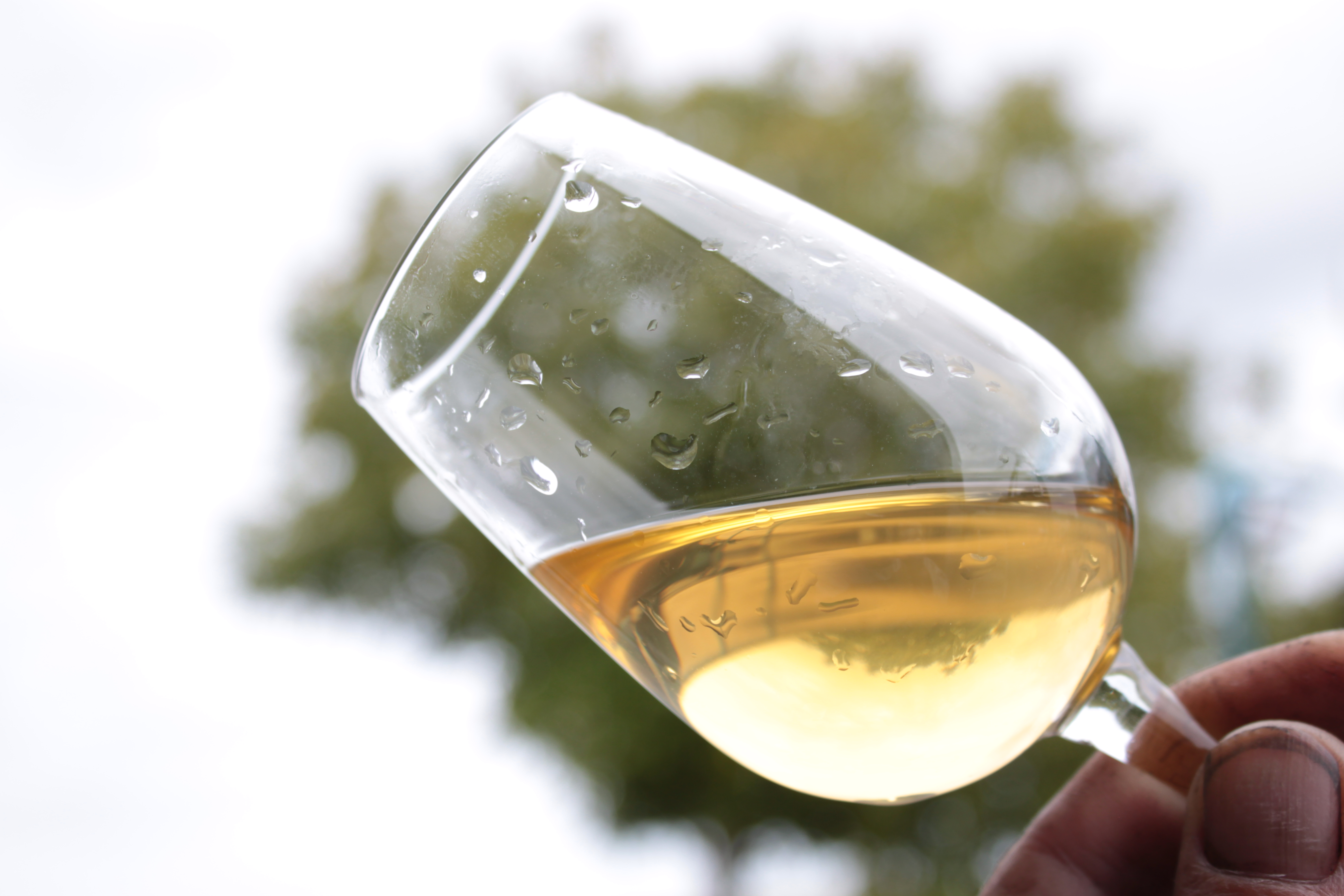
Etap 4 sok filtrowany, sklarowany
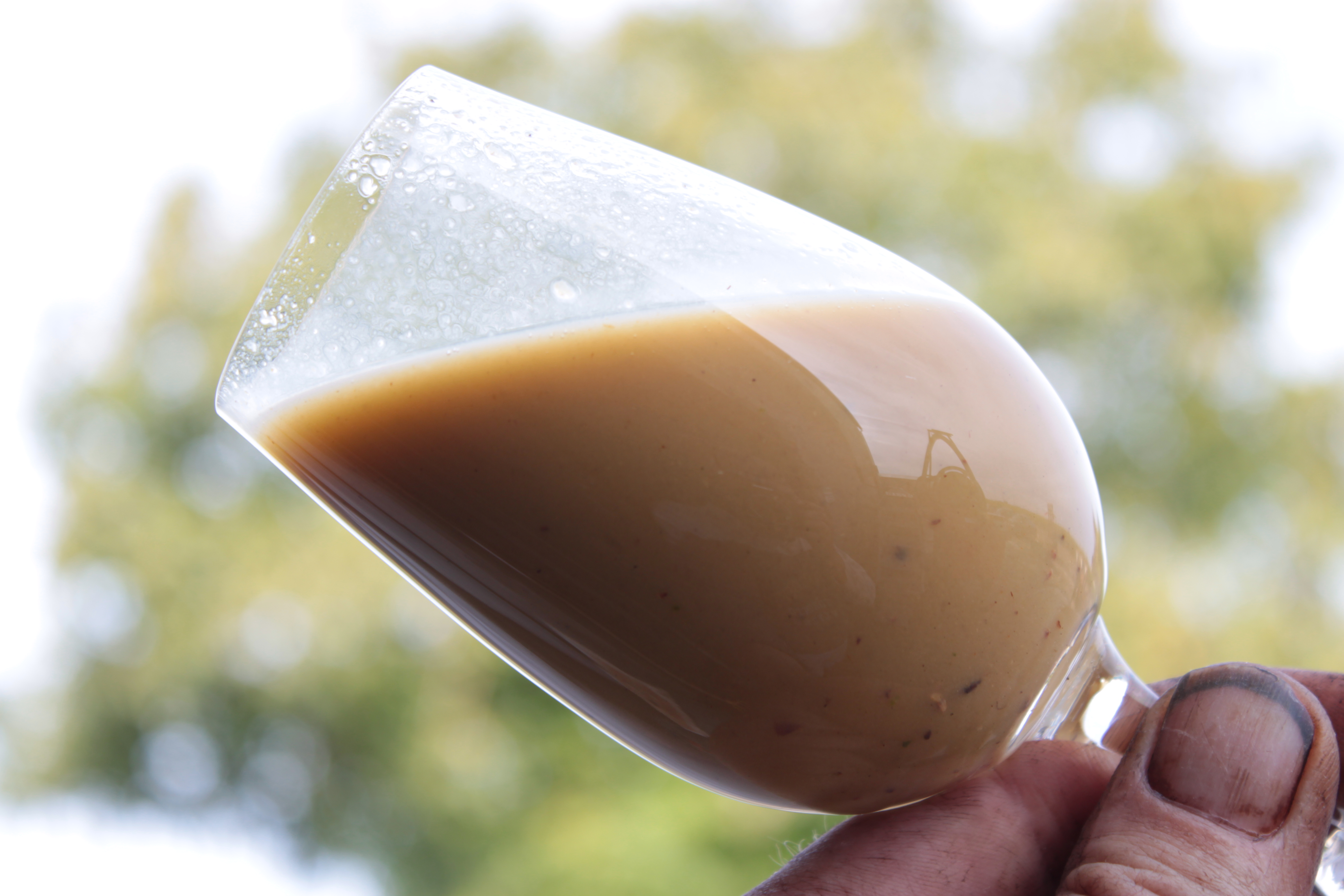
Etap 5 osad z moszczu

Terroir definiuje się jako zestaw charakterystycznych cech geograficznych, geologicznych i klimatycznych danego miejsca, które w interakcji z genetyką winorośli, wpływają na cechy produktów powstałych z winogron takich jak wino. Wielkość i rodzaj wpływu terroir na wino jest jednak kwestią kontrowersyjną.

### Winobranie

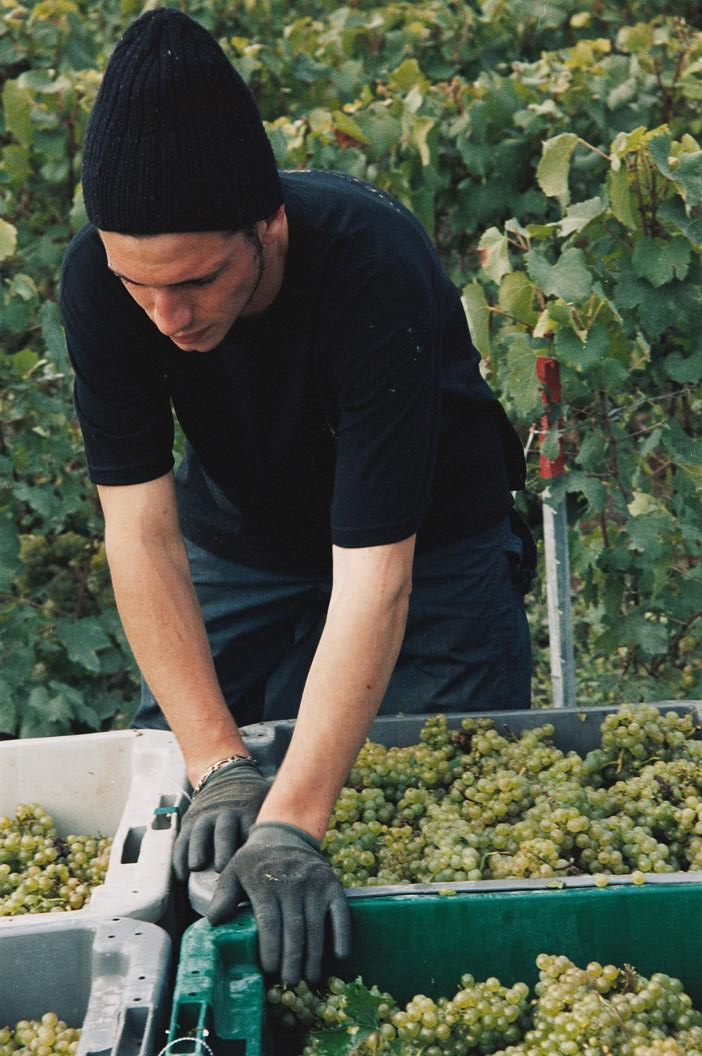
Zbiór ręczny chardonnay w Szampanii

Winogrona zbiera się w momencie, kiedy osiągną wystarczająco wysoki poziom cukru bez nadmiernej utraty kwasowości. Nie we wszystkich regionach winiarskich panuje dowolność co do daty winobrania – czasami regulują to przepisy. W polskich warunkach w uprawie gruntowej zbiory winogron trwają zwykle od połowy sierpnia do połowy października.
Czasami zbiory opóźnia się (wina z późnego zbioru), pozwala na wyparowanie z nich wody w celu koncentracji soku. Szczególnym przykładem takich win są wina botrytyzowane, produkowane z winogron porażonych przez Botrytis cinerea (szlachetną pleśń) w specyficznych warunkach klimatycznych.
Zbiory przeprowadza się ręcznie lub mechanicznie. Istotne jest stworzenie warunków ograniczających ryzyko utlenienia i rozwoju niepożądanych drobnoustrojów.

### Oddzielanie szypułek

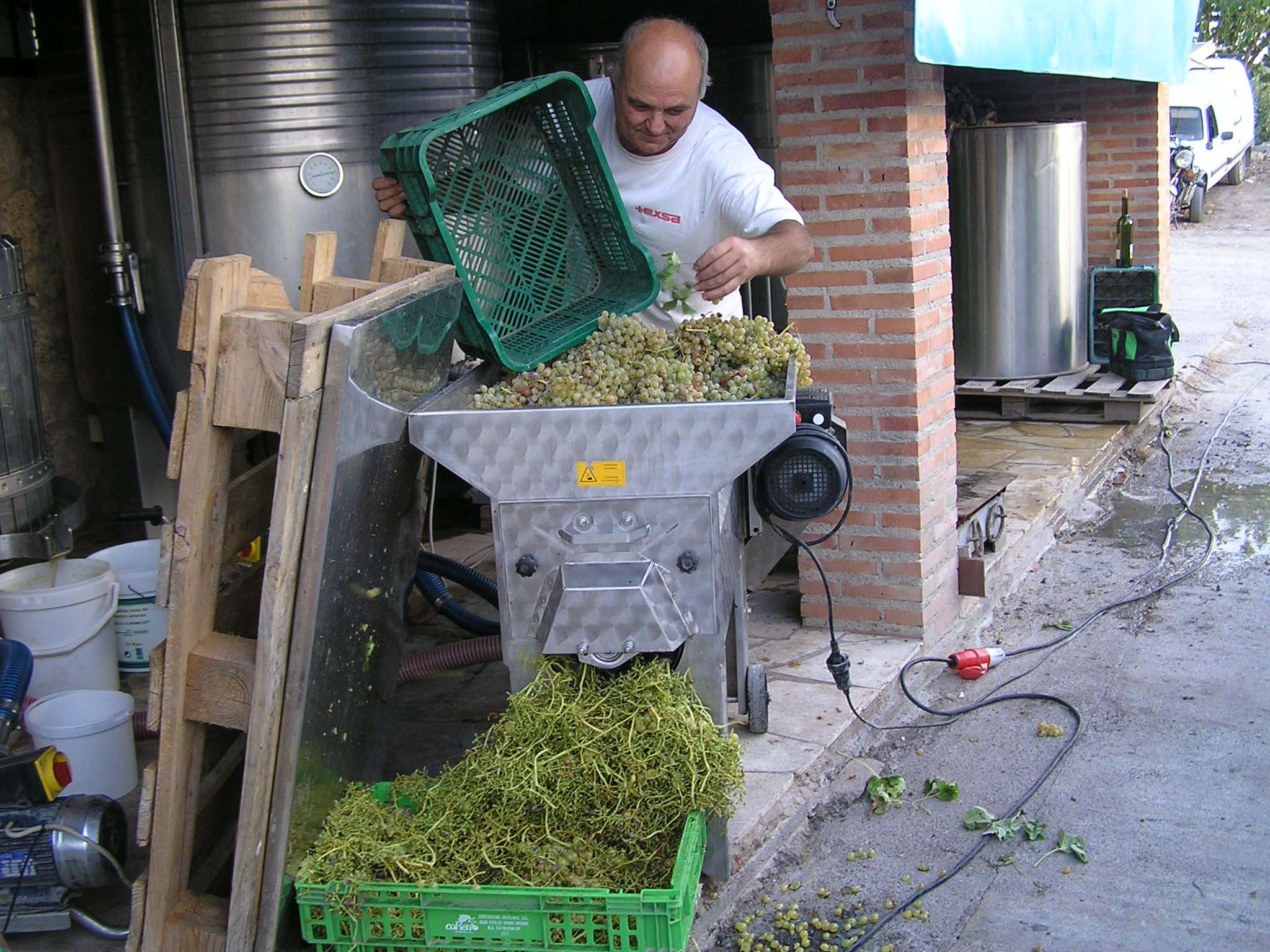
Młynek do szypułkowania i miażdżenia owoców

Po zbiorze oddziela się szypułki i miażdży jagody. Oba te procesy można przeprowadzić w jednej maszynie – specjalnym młynku. Usunięcie szypułek przed miażdżeniem pozwala na zmniejszenie ekstrakcji związków fenolowych i lipidów z zielonych części roślin. Takie fenole mogą dodawać nadmiernej cierpkości i goryczki. W przeszłości jednak nierzadko zielone części były pozostawiane w moszczu przez całą fermentację, zwłaszcza w produkcji win czerwonych. Zwiększona zawartość tanin dawała takim winom dodatkowe ciało, lepszą barwę, a długołańcuchowe nienasycone kwasy tłuszczowe poprawiały kondycję drożdży. Ponadto ułatwiały tłoczenie dzięki tworzeniu kanalików, przez które mógł wypływać sok. Obecnie usunięcie szypułek uważa się zazwyczaj za konieczne. Czasami jednak dodatkowe fenole mogą przysłużyć się winom czerwonym z odmian o ich niskiej zawartości, np. pinot noir. Do win, w których wytwarzaniu pomija się oddzielanie szypułek należy większość win beaujolais (przechodzących macerację węglową), niektóre najwyższej jakości wina musujące (tłoczone bardzo delikatnie, gdzie łodyżki odprowadzają sok), niektóre ambitne wina białe, zwłaszcza porażone szlachetną pleśnią, niektóre najwyższej jakości czerwone burgundy.

### Miażdżenie
Miażdżenie winogron ma na celu oddzielenie skórek i uwolnienie soku z winogron. Niegdyś winogrona miażdżyło się przez udeptywanie. Od początku XIX w. zaczęto je jednak zastępować przez użycie młynków. Zwykle miażdżenie w takich urządzeniach polega na przeciskaniu owoców przez perforowaną ściankę albo przepuszczaniu przez układ wałków. Miażdżenie przed tłoczeniem może zwiększać nuty zielone, trawiaste w soku i winie, zwłaszcza w przypadku niedostatecznie dojrzałych winogron. Etap miażdżenia może być pomijany w przypadku niektórych win i nieuszkodzone jagody są poddawane od razu tłoczeniu. Do takich wyjątkowych win należą wina musujące, zwłaszcza jeśli tworzy się białe wino z winogron o zabarwionych skórkach. Miażdżenia nie stosuje się także w przypadku win przechodzących macerację węglową i często w przypadku win z winogron porażonych szlachetną pleśnią (w przypadku Tokaji Eszencia pomijane jest nawet tłoczenie, używa się wyłącznie samocieku).
Alternatywą dla miażdżenia może być zabieg chłodzenia winogron do temperatury –4 °C, a następnie ogrzanie do 10 °C przed tłoczeniem. Dzięki przemarznięciu, winogrona łatwiej uwalniają sok, zwiększa się ekstrakcja cukrów i fenoli, ale także redukuje się kwasowość i podnosi pH.
Rozgniecione winogrona na pulpę nazywa się moszczem, który składa się z soku winogronowego, pestek, skórek i miąższu.

### Maceracja

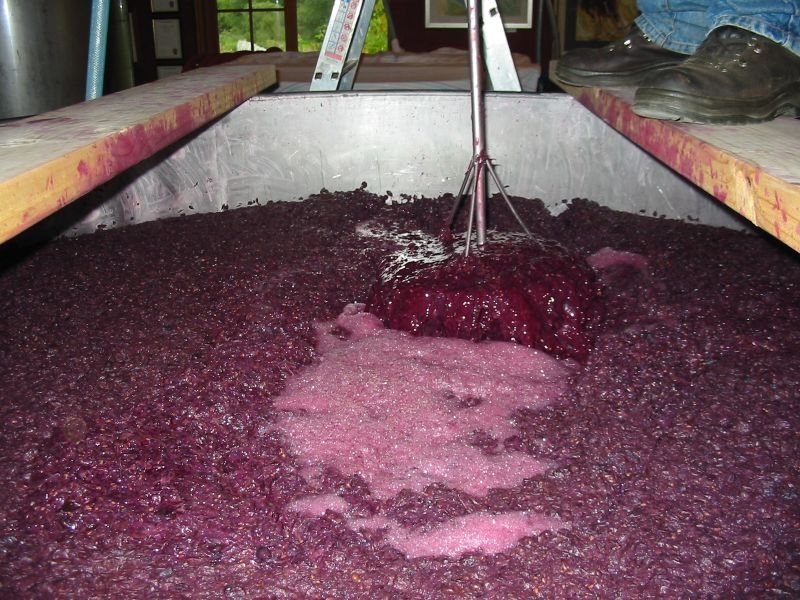
Maceracja z widocznym kożuchem skórek

W procesie maceracji substancje ze stałych części winogron (późniejszych wytłoków) przechodzą do soku. Efekt maceracji (kontaktu soku ze skórkami) zależy od długości jej trwania oraz innych czynników, m.in. temperatury, aktywności enzymów hydrolitycznych, zawartości etanolu (jeśli zdążył się już wytworzyć), obecności mieszania. Proces maceracji jest odpowiedzialny za wszystkie charakterystyczne różnice pomiędzy winem czerwonym a białym, jak np. barwa czy zawartość związków fenolowych.

#### Maceracja w produkcji win czerwonych

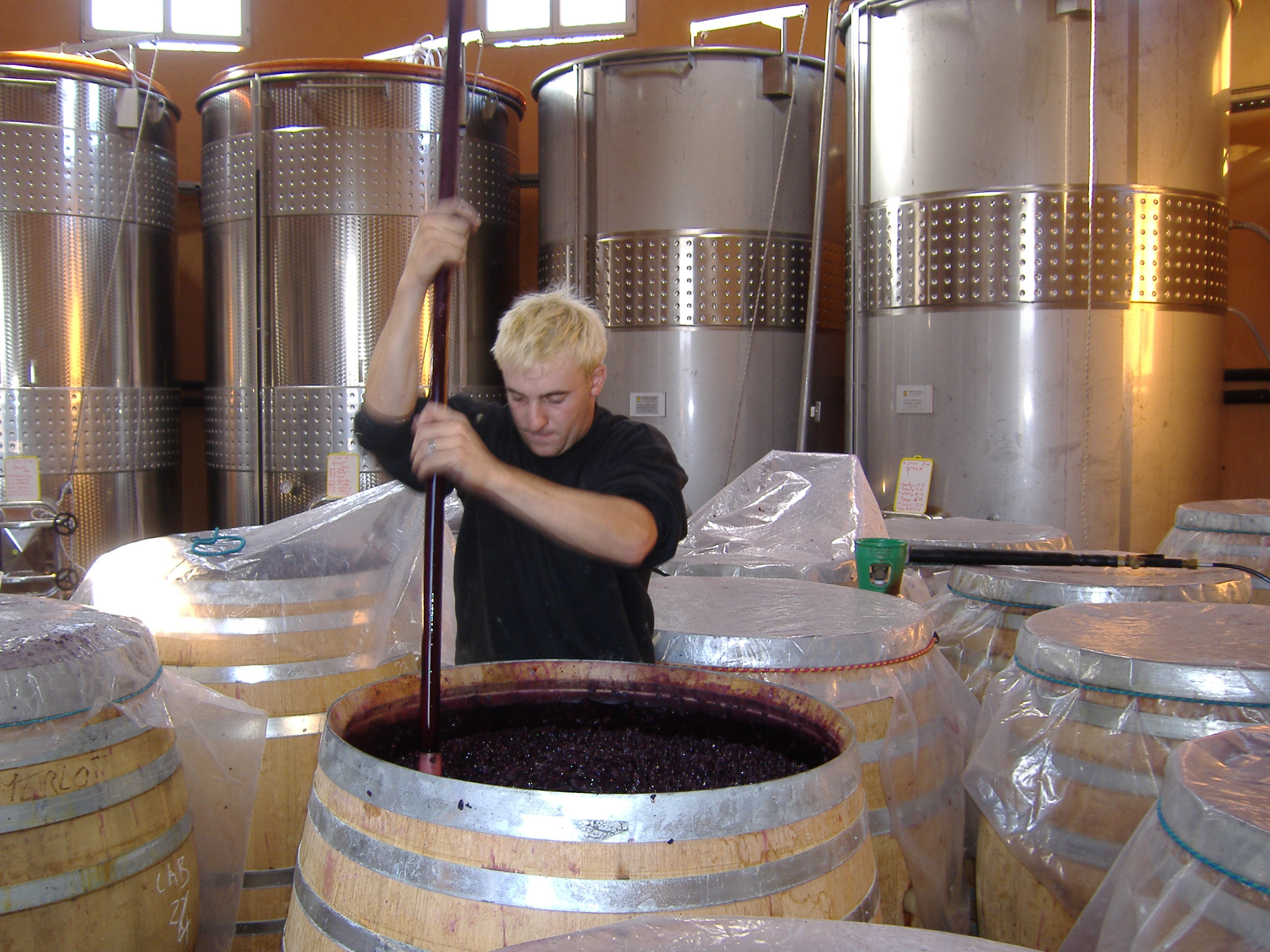
Zbijanie i zanurzanie kożucha skórek w wielu winiarniach wykonuje się nadal ręcznie

Wina czerwone zawdzięczają swoją barwę kontaktowi ze skórkami przed, w trakcie, a nawet czasem i po fermentacji (w chłodniejszych rejonach). Polepszenie ekstrakcji substancji ze skórek, m.in. związków fenolowych, wiąże się z maksymalizacją kontaktu soku z unoszącym się na jego powierzchni kożuchem skórek. Można w tym celu wykonywać następujące czynności: pompować sok na kożuch (remontage), zbijać kożuch 1–2 razy dziennie (pigeage), zanurzyć kożuch za pomocą np. perforowanej pokrywy.
W produkcji win czerwonych do krótkiego dojrzewania moszcz jest tłoczony już po 3–5 dniach maceracji w temperaturze około 25 °C; wina przeznaczone do długiego leżakowania maceruje się przez 3 tygodnie, czasem nawet do 28 dni w temperaturze około 30 °C. Zbyt długa wiąże się z wyługowaniem tanin o dużej masie cząsteczkowej i niepożądanych związków zapachowych. Ekstrakcji związków fenolowych sprzyja siarkowanie.
Czasami w celu ułatwienia stopniowej ekstrakcji związków fenolowych, zwłaszcza antocyjanin, pogłębienia koloru stosuje się zimną macerację, która polega na przeprowadzeniu maceracji przed fermentacją w obniżonych temperaturach od 4 do 15 °C. Można również podczas fermentacji wprowadzić dodatkową ilość skórek z pestkami lub bez. Specyficzną techniką jest termowinifikacja, polegająca na podgrzewaniu zmiażdżonych winogron przez 20–30 minut do temperatury 60–82 °C. Dzięki niej wino nabiera głębokiego purpurowego koloru, jednak może smakować jakby zostało „ugotowane”.
Maceracja węglowa to specyficzna metoda produkcji czerwonych win o wyraźnych nutach owocowych, wcześnie dojrzewających (np. beaujolais). Polega ona na fermentacji zachodzącej w całych, nieuszkodzonych jagodach umieszczonych w kadzi wypełnionej dwutlenkiem węgla. Przeprowadza się ją w temperaturze 20–30 °C przez 1–2 tygodnie.

#### Maceracja w produkcji win białych
W przypadku win białych maceracja może być zredukowana do minimum. Winogrona, zwłaszcza przy zbiorze mechanicznym, mogą być w pewnym stopniu uszkodzone, co zapoczątkowuje macerację zanim jeszcze owoce dotrą do winiarni. Większość substancji smakowo-zapachowych charakterystycznych dla danego szczepu znajduje się w skórce, a ich ekstrakcji nie sprzyja ani krótka maceracja, ani delikatne tłoczenie. Niedobór tych substancji może być uzupełniany poprzez dodatek późniejszych frakcji soku, pozyskanego pod koniec tłoczenia. Poza tym zwiększenie owocowości i charakterystycznych cech odmiany winorośli można uzyskać przez wydłużenie maceracji, z 12–20 godzin nawet do 3–7 dni. Standardowo odbywa się to w temperaturach 10–15 °C i przy braku obecności tlenu. Nadmierne przedłużanie jej może jednak powodować brązowienie i pogorszenie smaku, nadmiar związków fenolowych (cierpkość, gorycz, aromaty warzywne niedojrzałych winogron). Negatywny jej wpływ może być zredukowany przez przeprowadzanie jej w niskich temperaturach (5–8 °C). Generalnie niższe temperatury sprzyjają produkcji lekkich, owocowych win; wyższe i dłuższa maceracja sprzyja dobrze zbudowanym winom, daje głęboki kolor. Alternatywą dla długiej maceracji może być dodanie całych jagód (w niewielkiej ilości) do fermentującego moszczu, bądź użycie enzymów (pektynaz).

#### Wina różowe
Świeże, owocowe wina różowe nie są łatwe w produkcji, nie zawsze jednak winiarze przykładają się do ich produkcji, nie zawsze przeznaczają na nie najlepsze winogrona. W niektórych przypadkach wino różowe wytwarza się w celu ukrycia wad ciemnych winogron jak niedostateczna dojrzałość czy pleśń. W przypadku win różowych stosuje się krótką macerację, do 24 godzin. Zwykle w ich produkcji używa się tylko samocieku. Takie wino zawiera mniej tanin w porównaniu z winem czerwonym. Wino różowe można też uzyskać przez zmieszanie wina czerwonego z białym. Historycznie jednak taki sposób używany był wyłącznie do produkcji różowego szampana.

### Tłoczenie

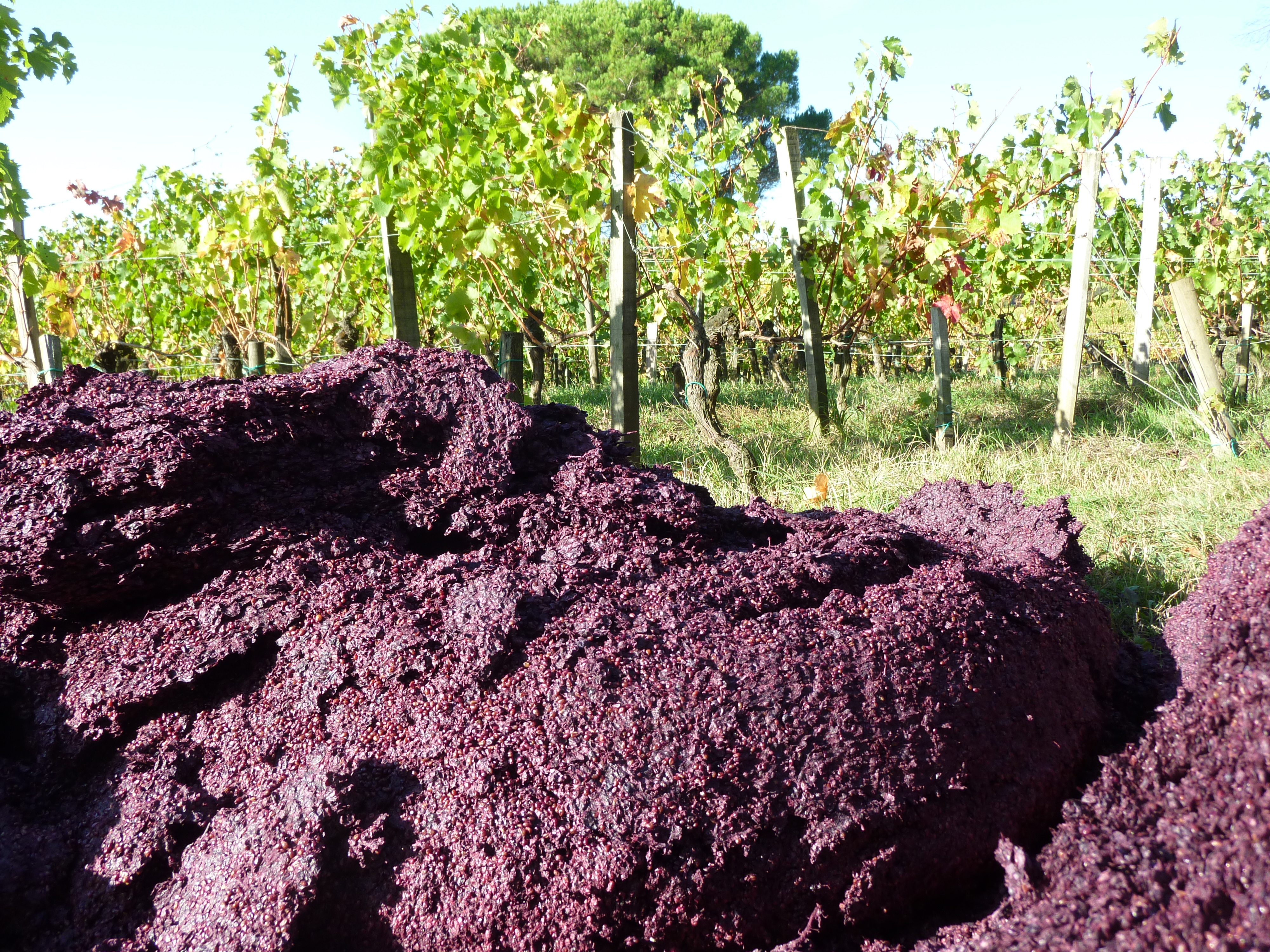
Wytłoki po tłoczeniu wina z ciemnych winogron

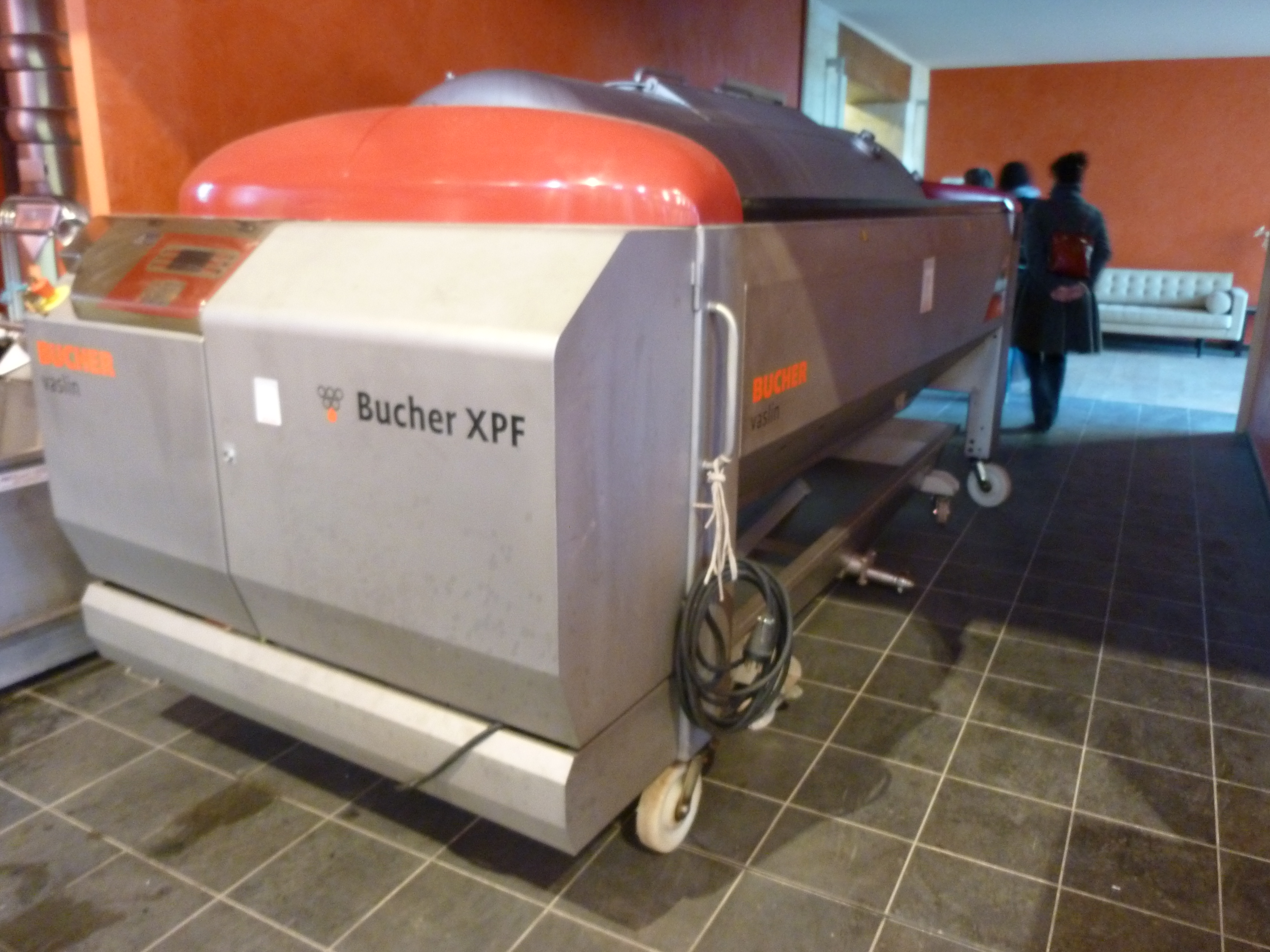
Współczesna pneumatyczna prasa winiarska

Samociek i różne frakcje wytłoczonego soku mają różne właściwości fizykochemiczne, a ich zawartością można manipulować w celu uzyskania pożądanego charakteru wina. Samociek to frakcja soku, która oddziela się samoczynnie lub, w przypadku tłoczenia całych gron, pod bardzo niewielkim naciskiem prasy. Jest bardziej klarowny od tłoczonego soku, zawiera mniej zawieszonych cząstek stałych, mniej związków fenolowych i zapachowych pochodzących ze skórek. Sok tłoczony ma mniejszą kwasowość (m.in. przez większą zawartość potasu), jest bardziej podatny na utlenienie, zawiera więcej polisacharydów i rozpuszczalnych białek. Większość win powstaje z odpowiedniej mieszanki samocieku i pierwszych frakcji tłoczonego soku – im delikatniejsze tłoczenie, tym mniej szorstki charakter. Wydłużenie czasu ociekania również pozwala na uzyskanie lepszej jakości soku.
Sok tłoczy się dopiero po spłynięciu samocieku. Ilość samocieku zależy od użytych winogron, może ona stanowić około 50% uzyskanego moszczu. Tłoczony sok może stanowić 10–15%. Ostatnie frakcje moszczu z końcowego etapu tłoczenia pod silnym naciskiem prasy są często gorzkie, cierpkie, pachną trawiasto i w winach wyższej jakości nie są używane. Do typowych pras winiarskich należy prasa pozioma (horyzontalna), prasa koszowa i prasa pneumatyczna.
W przypadku białego wina, w wytłoczonym soku, jeśli nie oczyści się go z cząstek stałych, mogą rozwinąć się niepożądane aromaty, a ponadto może on utracić owocowość na rzecz alkoholi fuzlowych. Można więc odstawić sok na 12–24 godziny w niskich temperaturach (5–15 °C), aby osiadł osad, a następnie go znad niego ściągnąć (tzw. débourbage). Można też w tym celu odwirować sok lub go przefiltrować, ale może się to wiązać z nadmierną utratą np. kwasów tłuszczowych, co może niekorzystnie odbić się na późniejszej fermentacji. Duże cząstki można usunąć za pomocą bentonitu. Moszcz taki siarkuje się, aby uniknąć zakażenia przez niepożądane mikroorganizmy, oraz obniża jego temperaturę, co zapobiega przedwczesnej fermentacji i pozwala zachować świeżość aromatów. Użycie przejrzałych, zainfekowanych szlachetną pleśnią winogron wytwarza najbardziej mętny moszcz.

### Obróbka moszczu przed fermentacją
W celu przygotowania moszczu do fermentacji może być on poddany następującym czynnościom:
- dodatek SO
2 – uniwersalny przeciwutleniacz i środek dezynfekujący. Zapobiega przedwczesnej fermentacji, hamuje aktywność dzikich drożdży i bakterii[135].
- szaptalizacja – dodatek cukrów w przypadku ich zbyt niskiej zawartości w moszczach z winogron uprawianych w chłodnym klimacie. Praktyka ta nie jest dozwolona w wielu cieplejszych krajach. W niektórych krajach stosuje się zamiast cukru zatężony moszcz winogronowy[135].
- zakwaszanie – zwiększanie kwasowości wina, zwykle przez dodatek kwasu winowego[135]. Problem z niedostateczną kwasowością występuje przede wszystkim w regionach o ciepłym klimacie, ale także zdarza się w strefie umiarkowanej przy pogodzie sprzyjającej dojrzewaniu winogron, kiedy to rozkładają się znaczne ilości kwasu jabłkowego w winogronach. Dodatek kwasów nieorganicznych nie jest dozwolony[131]. W Unii Europejskiej zakwaszanie generalnie jest zabronione w krajach o chłodnym klimacie, ale możliwe są odstępstwa w przypadku wyjątkowo ciepłej pogody[135].
- odkwaszanie – zmniejszanie kwasowości wina, zwykle poprzez użycie węglanu wapnia (kredy), węglanu potasu lub wodorowęglanu potasu[135]. Może być pożądane w chłodnym klimacie, gdzie winogrona nie osiągają pełnej dojrzałości, poziom kwasu jabłkowego przewyższa poziom kwasu winowego, a biologicznego rozkładu kwasu jabłkowego nie wykonuje się, np. ze względu na zmianę właściwości organoleptycznych wina po takim procesie[131].
- dodatek pożywki dla drożdży – dla lepszego rozwoju drożdży i procesów biochemicznych przebiegających z ich udziałem dodawany bywa m.in. wodorowęglan amonu czy tiamina[135].
- dodatek drożdży – winiarz może dodawać kultury drożdży lub polegać na drożdżach naturalnie występujących na skórkach winogron[135].

### Fermentacja

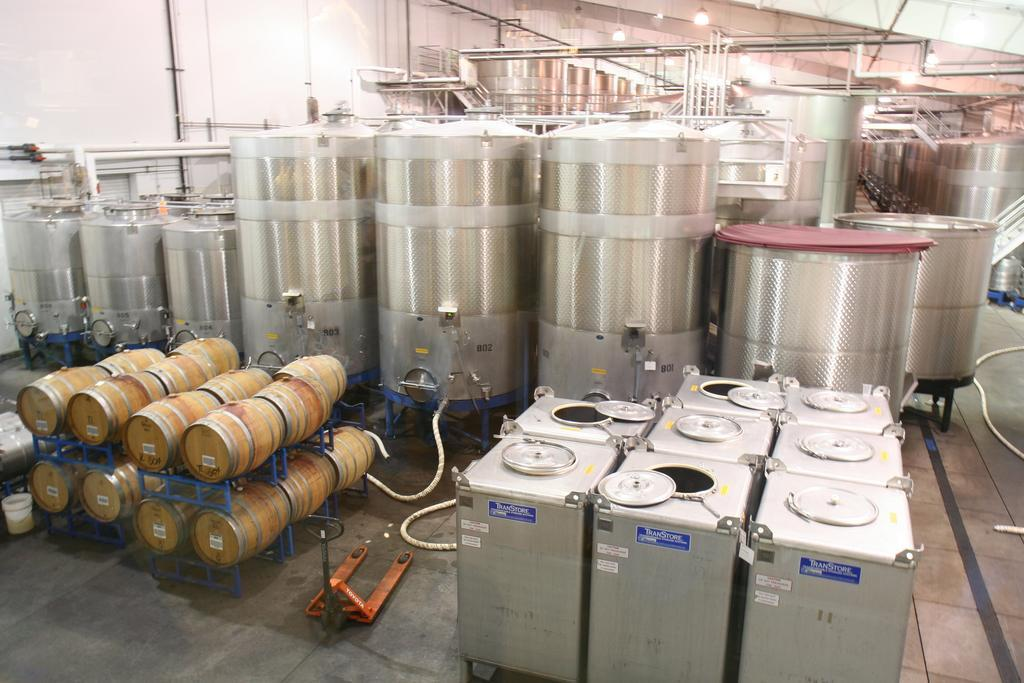
Kadzie fermentacyjne i beczki dębowe w winiarni

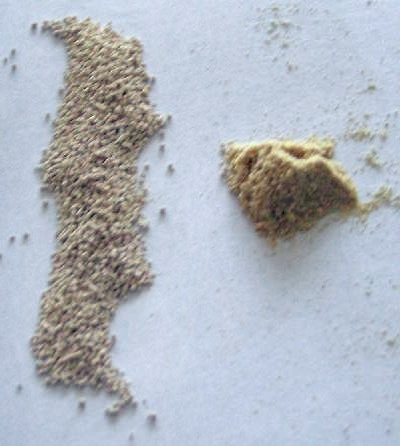
Suszone drożdże i pożywka dla drożdży

Fermentacja alkoholowa stanowi najważniejszy proces podczas przemiany moszczu w wino. W warunkach beztlenowych cukry w wyniku działalności drożdży przekształcane są w etanol i dwutlenek węgla, a ponadto powstaje wiele innych związków wpływających istotnie na smak i aromat. Najważniejszym mikroorganizmem w winifikacji jest Saccharomyces cerevisiae. Są to osmotolerancyjne drożdże, tolerują stosunkowo wysokie stężenia cukrów, etanolu i kwasów w środowisku, w środowisku beztlenowym przestawiają się na metabolizm fermentacyjny. Wytwarzając duże ilości etanolu, tworzą warunki środowiska eliminujące potencjalnych konkurentów. W soku lub moszczu w obecności Saccharomyces spp. bakterie zwykle nie są w stanie się rozwinąć, z wyjątkiem bakterii kwasu mlekowego. S. cerevisiae jest dominującym drobnoustrojem pod koniec fermentacji alkoholowej, nawet jeśli początkowo występuje w bardzo niewielkiej ilości.
Obecnie w wielu częściach świata winiarze preferują użycie wyselekcjonowanych kultur drożdży dla lepszej kontroli procesu fermentacji i wytworzenia specyficznych aromatów. Można stosować w tym celu suszone drożdże aktywne, które się uwadnia w wodzie lub rozcieńczonym soku, zwykle w ok. 37 °C przez 20 minut. Fermentacja z użyciem dzikich drożdży zachodzi, kiedy używa się drożdży naturalnie występujących na winogronach. Efekty takiej spontanicznej fermentacji są nierzadko trudne do przewidzenia, większe jest ryzyko rozwinięcia wad.
Podczas fermentacji wytwarza się ciepło. Jego nadmiar może negatywnie wpływać na powstające wino, dlatego temperatura musi być kontrolowana (co jest łatwiejsze do osiągnięcia w mniejszych kadziach). Białe wina fermentowane są niemal zawsze w niższej temperaturze niż wina czerwone. W celu uzyskania większej owocowości białe wina fermentuje się w temperaturach 12–17 °C, zwłaszcza w Nowym Świecie. Europejczycy mają tendencję do fermentacji białych win w wyższej temperaturze, tj. 18–20 °C, a nawet 25 °C, aby wydobyć złożone aromaty. Czas fermentacji nie powinien przekraczać 12 dni. Czerwone wina standardowo fermentują w temperaturach 24–27 °C, co sprzyja ekstrakcji związków fenolowych. Wyższa temperatura może skutkować nadmiernymi ilościami kwasu octowego, aldehydu octowego, tanin i zredukowaniem intensywności zapachu. Przekroczenie 30 °C może spowodować przerwanie fermentacji. Proces fermentacji ustaje, kiedy drożdże wykorzystają dostępny cukier lub poziom alkoholu osiągnie poziom toksyczny dla drożdży (zwykle to 15–16%).
Większość kadzi fermentacyjnych jest dziś wykonana ze stali nierdzewnej. Tradycyjni winiarze europejscy stosują niekiedy kadzie drewniane. Fermentacja może się także odbywać w dębowych beczkach.

#### Fermentacja w winach słodkich
Przez opóźnianie winobrania, stosowanie metod zatężenia soku w winogronach można uzyskać ostatecznie wina słodkie. Do innych sposobów produkcji słodkich win należy dodawanie alkoholu podczas fermentacji, co przerywa ten proces zanim drożdże zużyją cały dostępny cukier (powstają wtedy słodkie wina wzmacniane) albo dodawanie dużej ilości siarki. Takie zatrzymywanie fermentacji nazywane jest mutage. Komercyjne słodkie wina mogą być produkowane przez dodatek do wytrawnego wina słodkiego, niesfermentowanego soku gronowego, a następnie filtrację.

### Fermentacja jabłkowo-mlekowa
Za fermentację jabłkowo-mlekową odpowiadają bakterie kwasu mlekowego, a zwłaszcza heterofermentatywny gatunek Oenococcus oeni. Oenococcus oeni zazwyczaj rozwija się po zakończeniu fermentacji alkoholowej przez S. cerevisiae. Przekształca on kwas jabłkowy w słabszy kwas mlekowy, co skutkuje podwyższeniem pH. Przez łagodzenie kwasowości może polepszać smak wina, a przez zużycie resztowych substancji przyczynia się do poprawy stabilności mikrobiologicznej wina. Wpływa również na jego zapach i smak. Zbyt długa fermentacja tego typu może nadawać maślany posmak.
Bakterie przeprowadzające fermentację jabłkowo-mlekową mogą pochodzić z powierzchni winogron, ale w winie pojawiają się często za pośrednictwem sprzętu winiarskiego. Obecnie niektórzy winiarze zaszczepiają wino komercyjnymi szczepionkami, chcąc przeprowadzić tę fermentację.
Niskie pH może opóźnić wystąpienie tej fermentacji (optymalne pH dla bakterii kwasu mlekowego wynosi 4,2–4,5; w winie pH wynosi 3,0–4,0), optymalna temperatura do jej przeprowadzenia wynosi 20–25 °C. Maceracja zwiększa prawdopodobieństwo i wczesne rozpoczęcie tej fermentacji. Nieznane są szczegóły wpływu wielu różnych czynników na jej wystąpienie. Klarowanie zmniejsza populację bakterii kwasu mlekowego, podobnie jak obciągi, filtrowanie, stablizowanie wina i inne tego typu zabiegi.
W praktyce niemal wszystkie wina czerwone i niektóre wina białe ulegają fermentacji jabłkowo-mlekowej. Fermentacja jabłkowo-mlekowa może nie być pożądana w ciepłych regionach w przypadku win białych, którym może brakować kwasowości.

### Obciąg wina

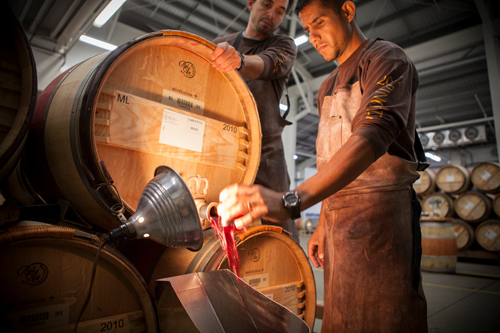
Zlewanie wina znad osadu

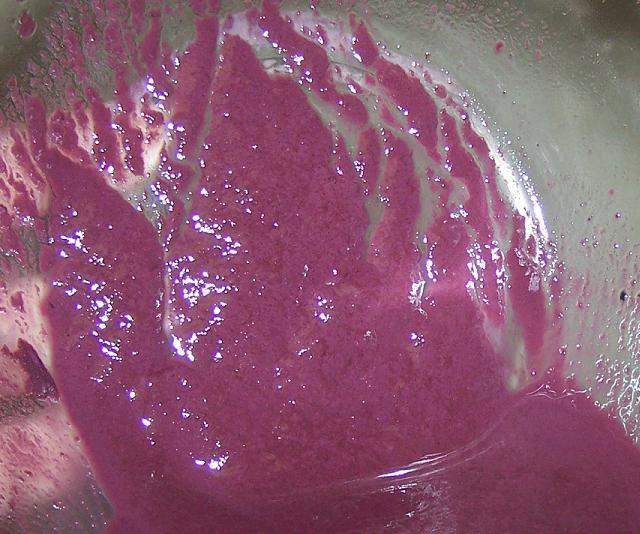
Osad drożdżowy po fermentacji

Kiedy zakończy się fermentacja alkoholowa i jabłkowo-mlekowa (jeśli była pożądana) wino ściąga się znad osadu do innego naczynia. Współcześnie taki obciąg wina zwykle przeprowadza się kilkakrotnie podczas dojrzewania wina, a na dnie gromadzi się wtedy coraz mniej osadu. Do wina mogą potem zostać dodane środki klarujące, stabilizujące wino. Niektórzy producenci regularnie ściągają wino czerwone z jednej beczki i przelewają do drugiej, ponieważ dla dobrze zbudowanych czerwonych win umiarkowany kontakt z tlenem może być korzystny.
Czasami jednak wina nie ściąga się przez dłuższy czas (3–6 miesięcy) znad osadu z fermentacji lub między kolejnymi obciągami. Takie dojrzewanie nazywa się sur lie (nad osadem), stosowane jest tradycyjnie w przypadku m.in. białych burgundów. Dziś stosuje się tę metodę szerzej, czasem również w przypadku win czerwonych. Ma w nich zmniejszać cierpkość i zwiększać odczucie słodyczy, ale może też zmniejszać intensywność barwy. Osad od czasu do czasu może być wzruszany (bâtonage), przyśpieszając dyfuzję różnych związków chemicznych z drożdży do wina, co jest związane z autolizą komórek drożdży. Może to nadawać winu gładkości, aksamitności, pewnej drożdżowej nuty.

### Klarowanie i stabilizacja wina

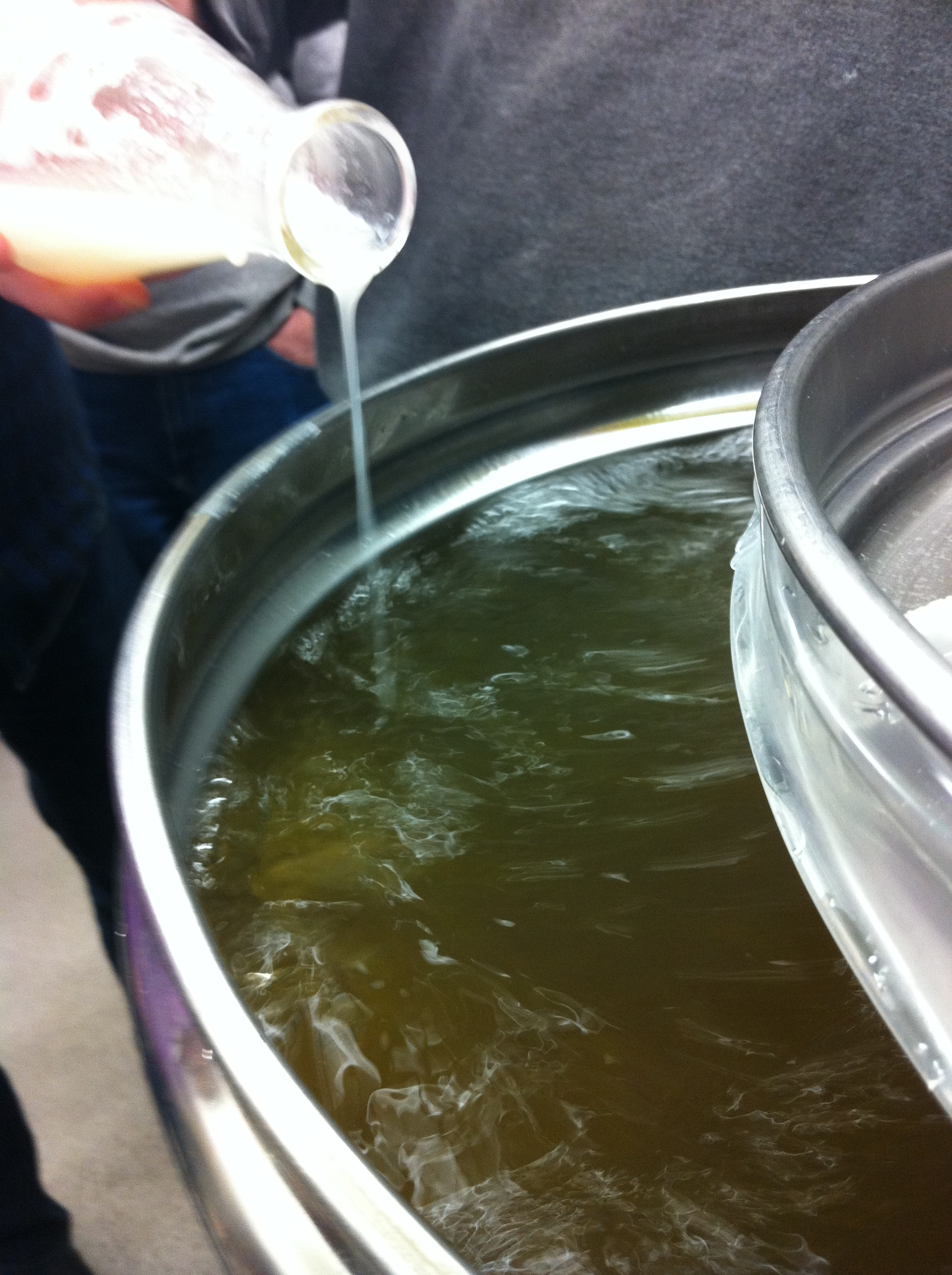
Klarowanie wina przez użycie karuku

Wino poddaje się klarowaniu, aby było przejrzyste i aby uniknąć rozwinięcia się niepożądanych aromatów. Jednakże metody klarowania mogą powodować inne niekorzystne zmiany, dlatego powinny być używane rozważnie. Długo odstane wino może samo osiągnąć w końcu taki stan, w którym raczej nie powinny się już w nim wytrącać osady, ale bardzo rzadko winiarz może sobie pozwolić, by czekać tak długo. Świeże wino zawiera zarówno duże cząstki (resztki winogron, komórki drożdży), które można usunąć przez filtrację, jak i makrocząsteczki (białka, taniny), które początkowo zwykle nie wywołują zmętnień i nie da się ich usunąć przez standardową filtrację. Te drugie to koloidy – te stabilne nie powodują widocznych zmian w winie, niestabilne natomiast mogą powodować zmętnienia po zabutelkowaniu, dlatego muszą być usunięte.
Filtracja wina bywa kwestią kontrowersyjną: niektórzy krytycy uważają, że pozbawia wino wielu korzystnych substancji, jednak w umiarkowanym stopniu jest zupełnie akceptowalna. W celu stabilizacji wina dodaje się środki klarujące, które jeszcze przed zabutelkowaniem ułatwiają wytrącanie się cząsteczek potencjalnie mogących tworzyć zmętnienia, dzięki czemu mogą być usunięte.
Środki klarujące do wina można podzielić na:
- białka (żelatyna, karuk, kazeina, białko jaja) – regulują zawartość polifenoli
- glinki (bentonit, kaolin) – usuwanie substancji białkowych
- polisacharydy (alginiany, guma arabska)
- węgiel aktywny – niespecyficzny adsorbent
- syntetyczne polimery (PVPP) – reguluje zawartość związków fenolowych o małej masie cząsteczkowej
- żel krzemionkowy – usuwanie białek
- taniny
- inne, np. enzymy, związki chelatujące.

Wina mogą zawierać także środki zwiększające stabilność mikrobiologiczną, zwłaszcza białe, przeznaczone do wczesnej konsumpcji. Najczęściej jest to kwas askorbinowy, kwas sorbowy, dodawane razem z dwutlenkiem siarki, aby zapobiec utlenianiu i refermentacji w butelce. Wina komercyjne są również silnie schładzane, aby mogły wytrącić nieszkodliwy kamień winny (zimna stabilizacja).

### Dojrzewanie

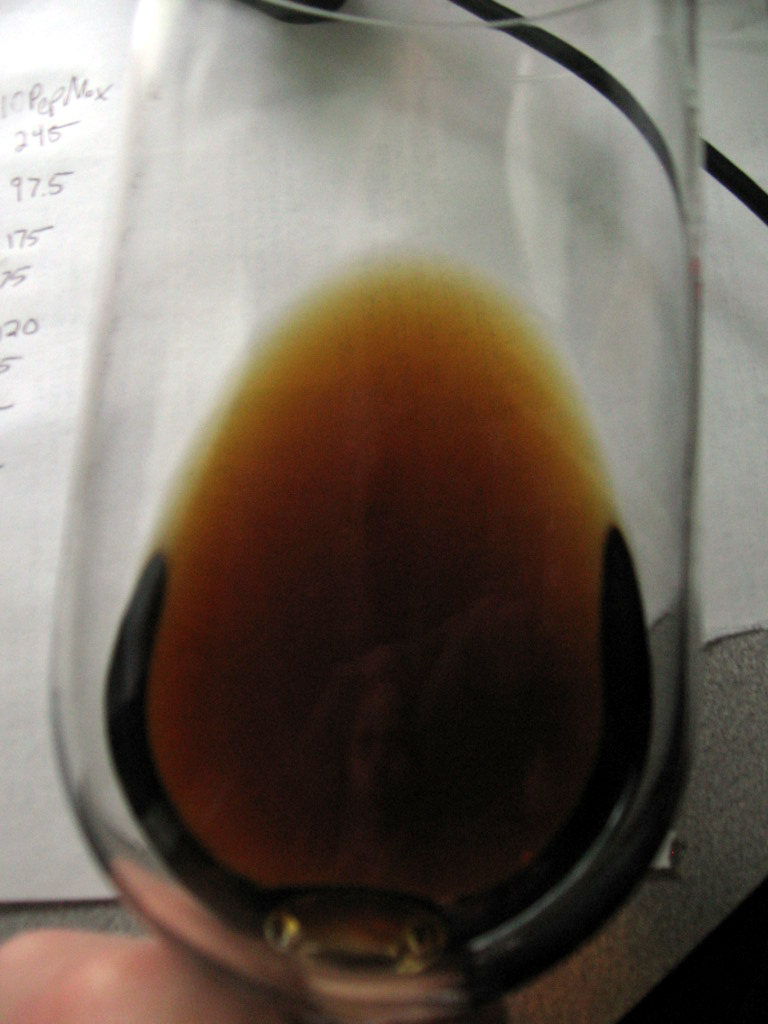
Starzone wino białe madera

Wina typu primeur dojrzewają jedynie kilka tygodni aż nieco się ustabilizują. Zasadniczo większość kwasowych win białych i wszystkich rodzajów win komercyjnych dojrzewa w zamkniętych kadziach i rozlewa się je pierwszej wiosny po winobraniu. Jakościowe wina czerwone butelkowane są zwykle drugiej wiosny, a nawet po kilku latach po zakończeniu fermentacji. Wino z czasem przechowywania może obniżać swoją jakość przez utratę świeżego, owocowego aromatu. Dzieje się tak również w przypadku win z potencjałem do dojrzewania, jednak jest on w nich zastępowany złożonym, jeszcze bardziej cenionym bukietem starzonego wina. Podwyższone temperatury dojrzewania przyśpieszają te procesy, ale jednocześnie zmienia się charakter tych zmian – uważa się, że na gorsze.

#### Dojrzewanie w beczce

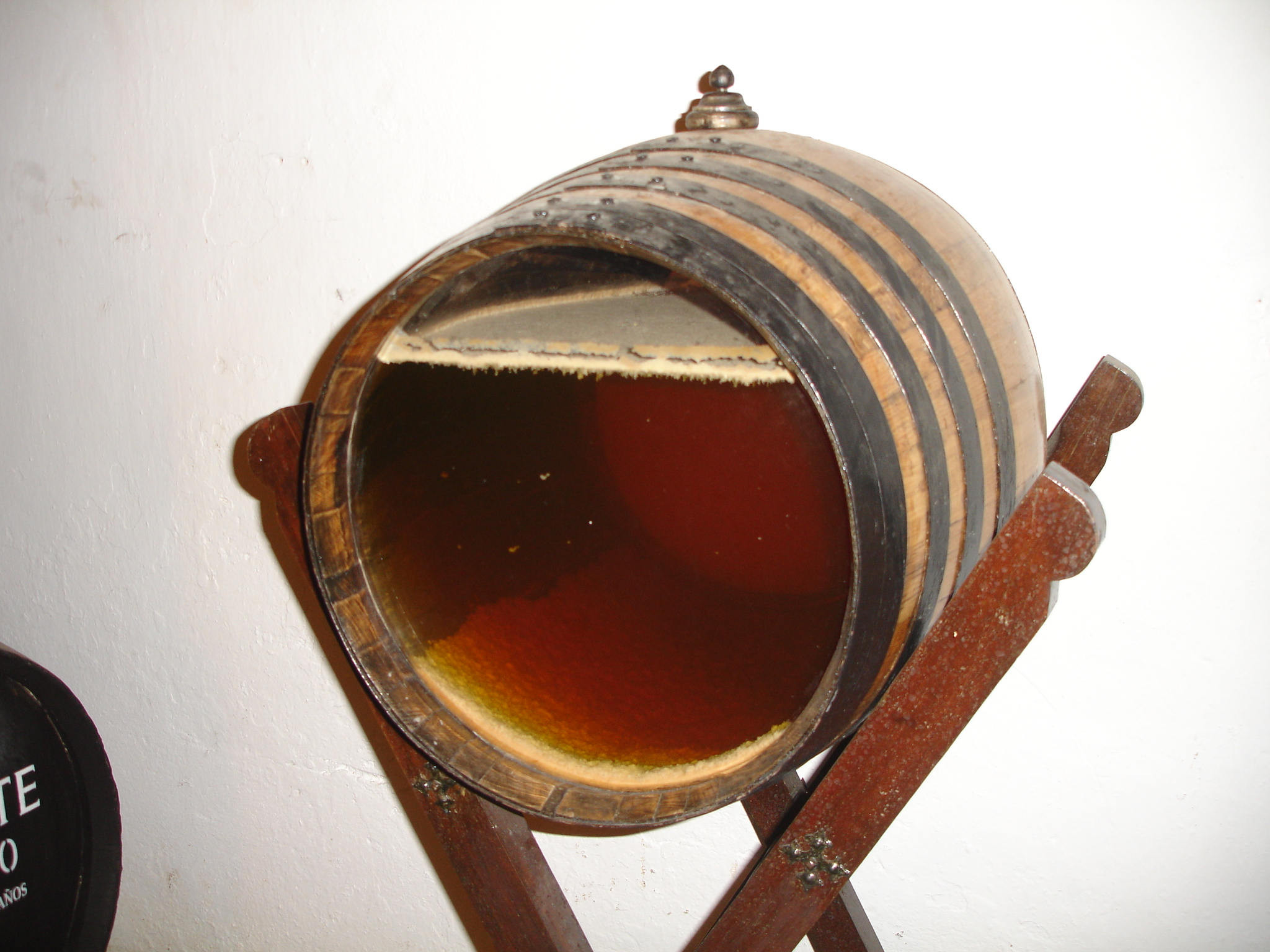
Sherry dojrzewające w beczce dębowej

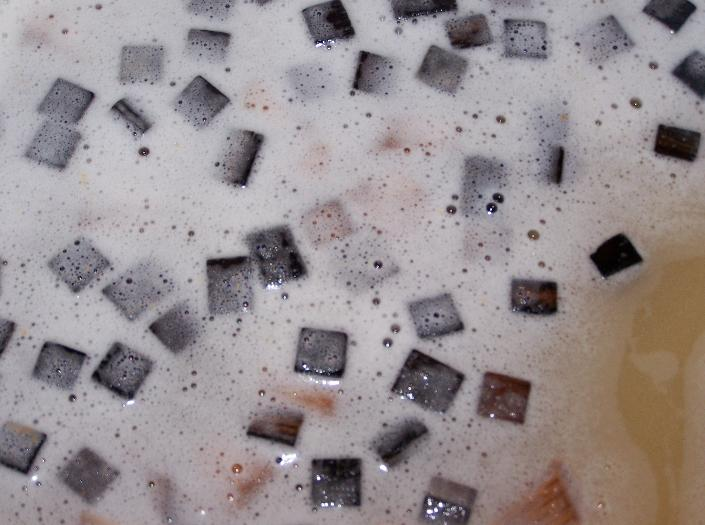
Płatki dębowe w winie

Złożoność organoleptyczna win czy destylatów może być zwiększona dzięki dojrzewaniu w drewnianych beczkach. Drewno dębu wpływa na smak, barwę, zawartość tanin w winie, ma właściwości fizyczne pozwalające winu na większy kontakt z powietrzem podczas dojrzewania, nadaje określony styl winu i podnosi jego wartość. Dąb, w którym dojrzewa wino generalnie dzieli się na dąb amerykański i europejski. Dąb amerykański oferuje zwykle bardziej wyrazisty smak, często wzbogacony o słodkawą nutę wanilii; bednarze używają tam amerykańskiego dębu białego (Quercus alba). Najważniejszym źródłem dębu europejskiego jest Francja – dąb francuski cieszy się najlepszą reputacją i jest też najdroższy. Pozyskiwany jest z dębu bezszypułkowego (Quercus petraea) lub szypułkowego (Quercus robur).
Większość jakościowych win czerwonych dojrzewa przez pewien czas w beczce, zwykle 9–22 miesięcy. Przez ten czas wino takie w sposób kontrolowany się utlenia i przejmuje z drewna m.in. taniny i wanilinę. Im mniejsza beczka i wyższa temperatura, tym szybciej zachodzi to dojrzewanie. Przy 4–5 użyciu beczka przestaje nadawać charakterystyczne cechy winu i staje się zwyczajnym naczyniem do przechowywania wina. Istotne jest osiągnięcie odpowiedniej równowagi aromatów dębiny – zbyt długi czas dojrzewania w drewnie może nadawać nuty przypalonego tosta, maślane i szorstki charakter.
Dojrzewanie w nowej beczce dębowej jest drogie, dlatego zwłaszcza w Nowym Świecie nadawanie takiego charakteru osiąga się poprzez dodanie do kadzi kawałków dębiny, np. płatków dębowych. Czasami tylko część wina dojrzewa w beczkach, pozostała w zbiornikach i obie części są mieszane ze sobą tuż przed butelkowaniem.

### Kupażowanie
Wina wytworzone z różnych odmian winorośli są często mieszane ze sobą (tzw. kupażowanie lub assemblage). Przykładowo w Bordeaux zarówno czerwone, jak i białe wina rzadko są winami odmianowymi (z jednej odmiany). W przeszłości często mieszano różne odmiany winogron (zwykle ich moszcz) jeszcze przed fermentacją; dziś praktyka ta jest rzadko spotykana.
W przypadku win musujących często miesza się nie tylko wina z różnych odmian, ale i pochodzące z różnych winnic i roczników. Proces ten przeprowadzany jest przez doświadczonych winiarzy, którzy przewidują smak wina, mieszając wina bazowe (mając do dyspozycji nawet do 300 różnych win) w odpowiednich proporcjach, aby uzyskać jak najlepszą mieszankę, nazywaną cuvée. Termin ten jest szczególnie popularny w Szampanii.

### Rozlew

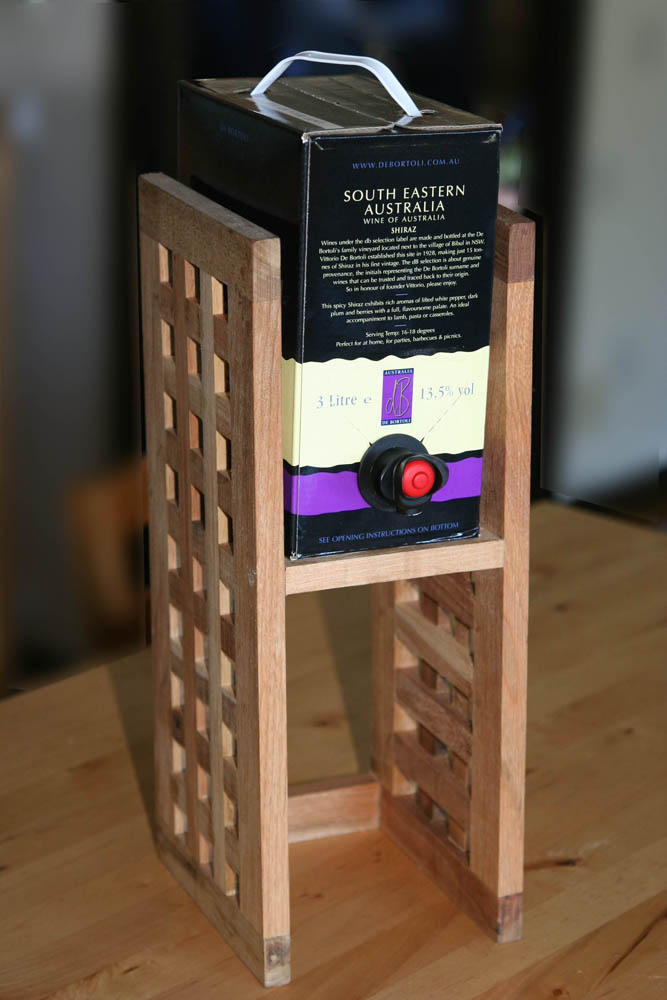
Australijskie wino w opakowaniu bag-in-box

Większość win rozlewa się do szklanych butelek. Niektóre wina napełniane są do butelek o charakterystycznych kształtach wynikających z tradycji lub regionalnego prawa (np. flûte d’Alsace, Bocksbeutel). Małe winiarnie często używają ręcznych maszyn butelkujących i ręcznie korkują wina. Większe wykorzystują linie do butelkowania. Składają się one z jednostki myjącej puste butelki, napełniającej oraz korkującej. Następnie butelki są etykietowane, pakowane i wysyłane do magazynu.
Coraz bardziej popularne są opakowania bag-in-box. Kiedy nalewa się z nich wino, opakowanie to zapada się, opróżniona objętość nie jest zastępowana powietrzem. Dzięki temu, nalewając z nich wino co jakiś czas przez kilka tygodni, nie odnotowuje się pogorszenia jego jakości. W niektórych krajach, np. w Australii ponad połowa wina może być sprzedawana w takich opakowaniach.

#### Zamknięcie butelki

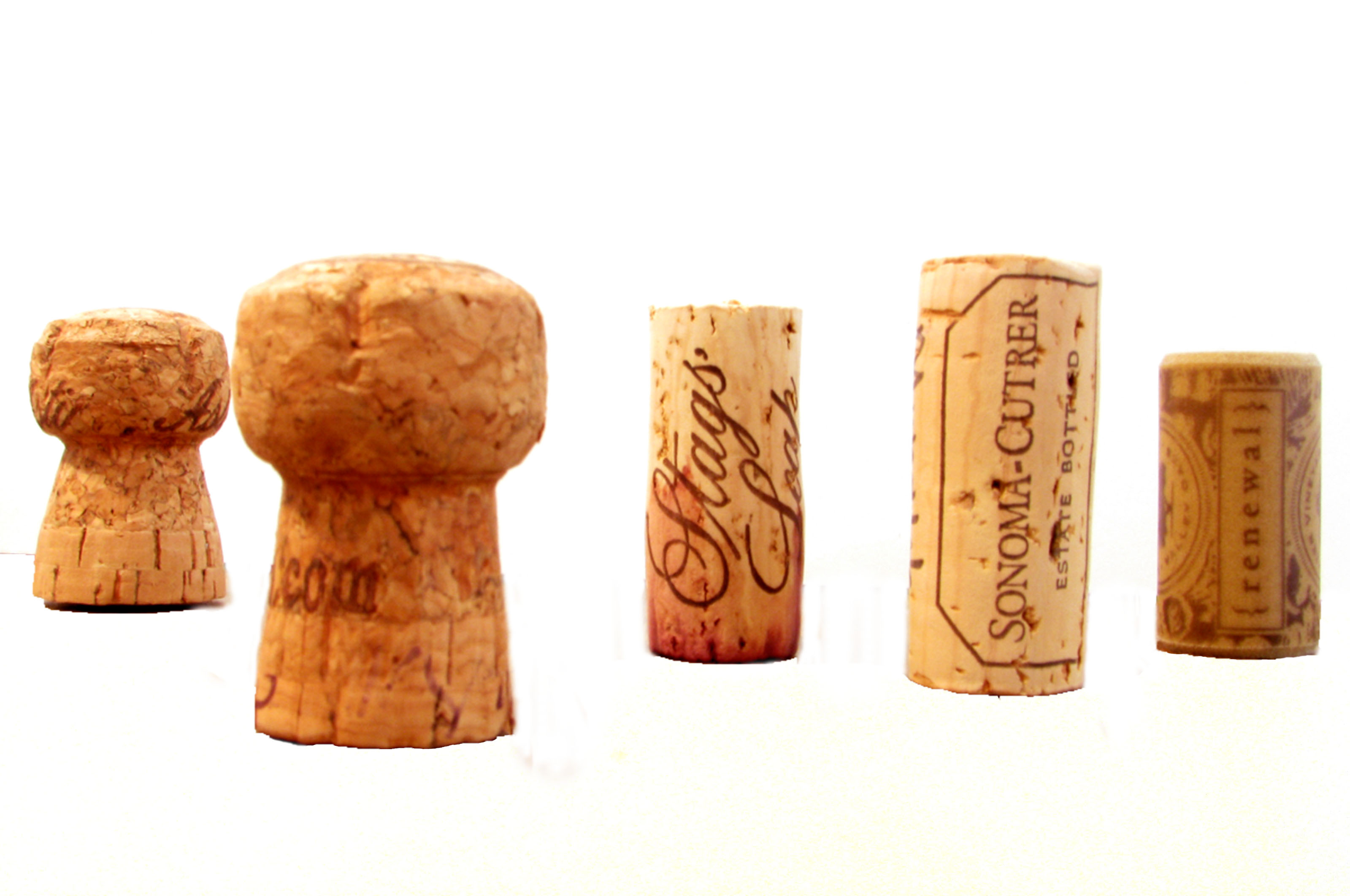
Korki do butelek

Najpopularniejsze zamknięcie butelki to korek. Oprócz najdroższego korka naturalnego z jednego kawałka kory dębu korkowego mogą to być również korki prasowane (z resztek granulowanej i sklejanej kory korkowej) oraz korki z tworzywa sztucznego. Stosowanie korka jako najlepszego zamknięcia butelki bywa kwestionowane, zepsuty korek psuje również wino i taką wadą korkową może być dotknięte nawet co dwunaste wino. Choć istnieją również inne, niewpływające na smak wina i niedrogie zamknięcia takie jak zakrętki (popularne zwłaszcza w Nowym Świecie) czy kapsle (używane podczas leżakowania szampana), to jednak konsumenci są przywiązani do korków i korkociągów jako części rytuału związanego ze spożywaniem wina.

## Degustacja
Sztuka degustacji wina pozwala na dogłębną analizę jego aromatów i smaku oraz czerpanie większej satysfakcji z jego spożycia. Podczas typowej degustacji ocenia się wygląd wina, zapach przed i po zamieszaniu, smak oraz posmak. Istotna jest m.in. odpowiednia temperatura wina (na ogół wina białe spożywa się w niższej temperaturze niż wina czerwone), długość kontaktu z powietrzem i kolejność serwowania.

## Wino a kulinaria

### Dobór wina do potrawy

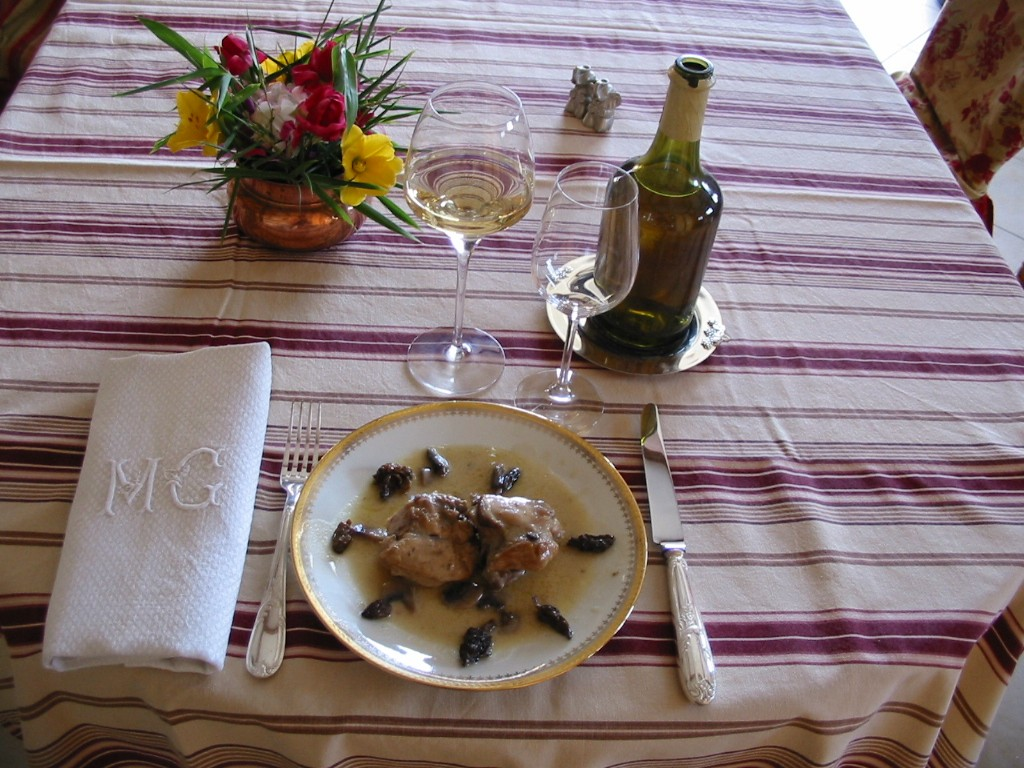
Wino podane do posiłku

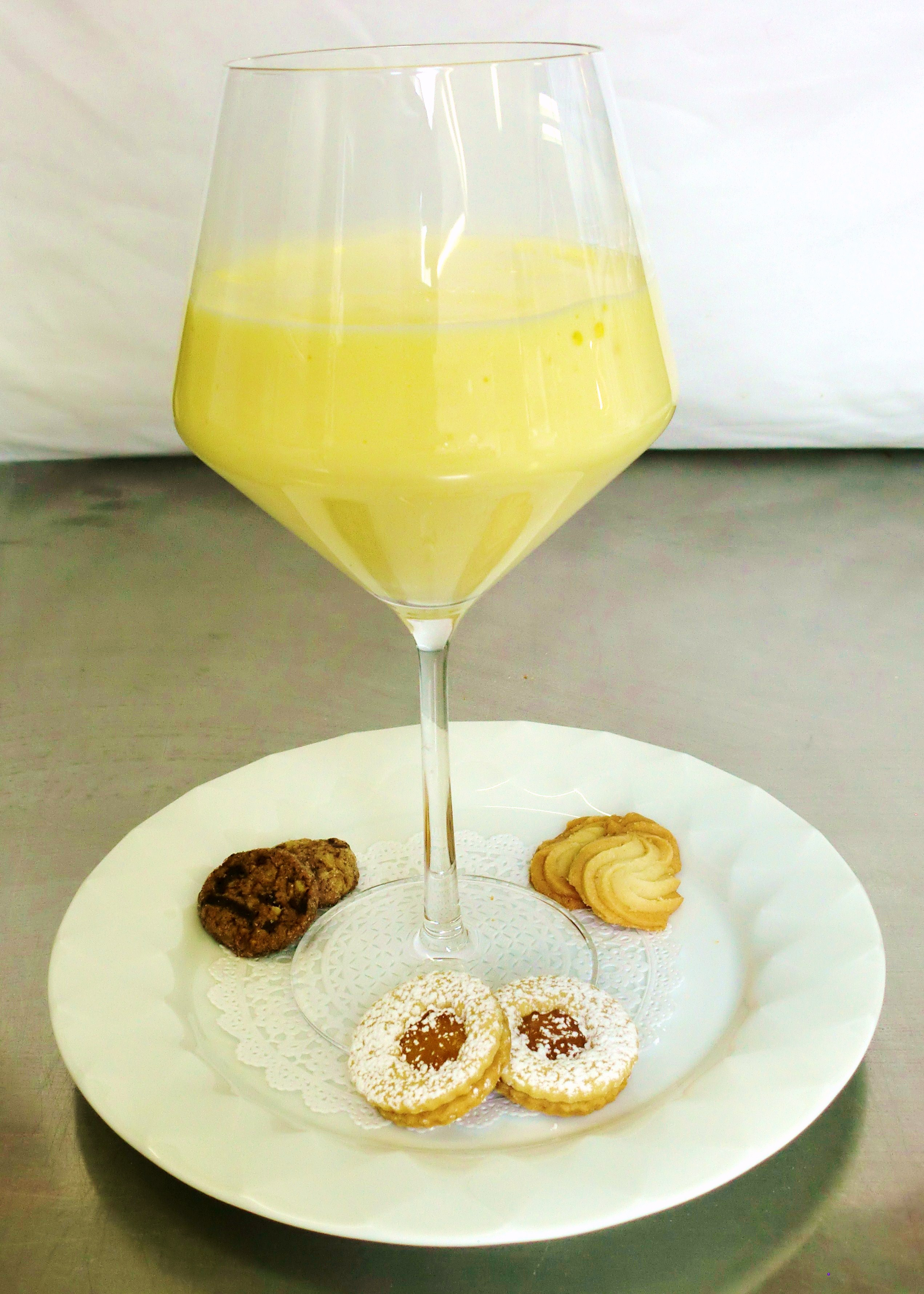
Kieliszek zabajone

Właściwie dowolne wino można wypić do dowolnej potrawy, jednak pewne zasady pozwalają je optymalnie dopasować. Wina wytrawne mogą się wydawać cierpkie i nadmiernie kwaśne, jeśli łączy się je z jedzeniem o słodkim smaku. Z kolei jedzenie o kwaśnym smaku powoduje, że wino wydaje się mniej kwaskowate w smaku, przez co również mniej orzeźwiające. Dlatego też wino dobiera się do jedzenia o podobnym poziomie kwasowości i słodyczy. Podobnie ciężkie potrawy wymagają dobrze zbudowanego wina, a potrawy o delikatnym smaku – lżejszego. Wina o dużej zawartości tanin mogą w połączeniu z tłustymi rybami powodować nieprzyjemny posmak, dlatego unika się czerwonych win w połączeniu z rybami. Jedzenie o dużej zawartości tłuszczu świetnie łączy się z winami o dużym poziomie kwasowości, a słone nie najlepiej współgra z tanicznymi winami.
Niekiedy sprawdza się łączenie wina z jedzeniem na zasadzie kontrastu. Przykładowo owocowy aromat może łagodzić ostrość potrawy, a słodycz wina kompensować słony smak posiłku. Pewne nieliczne potrawy jednak na ogół nie współgrają dobrze z winem. Ostre przyprawy korzenne mogą ogłuszać kubki smakowe, przez co utrudniają ocenę wina. Karczochy i szparagi w połączeniu z winem mogą nadawać wrażenie metaliczności, a czekolada jest tak dominująca i słodka, że może całkowicie stłumić wino.

### Wino w potrawach
W winie można gotować (np. owoce morza), dusić (w tym wypadku najlepiej, by wino nie zawierało dużo tanin), sporządzać sosy. Czerwone wina sprawdzają się w marynatach do mięs w celu ich skruszenia, co związane jest z zawartością polifenoli, etanolu i kwasów organicznych. Wina używa się także do sporządzania deserów. Przykładowo słodkie wina są składnikiem zabajone.

## Przechowywanie

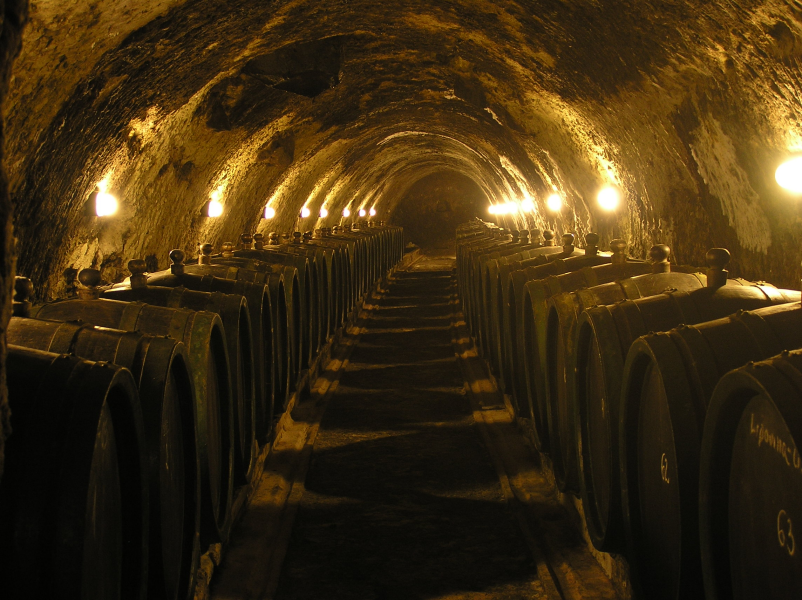
Piwnica w Tokaju, gdzie przechowuje się wina

Większość współczesnych win jest bardziej odporna na warunki przechowywania niż się to czasem sugeruje ze względu na stabilizację, filtrację, wysoki poziom higieny produkcji, odpowiednią ilość siarki. Jednakże długotrwałe przechowywanie w niewłaściwych warunkach wywiera negatywny wpływ na każde wino, również to z wysokim potencjałem starzenia. Optymalne miejsce do przechowywania wina to ciemna, nieco wilgotna piwnica, w której panowałaby stała temperatura w zakresie od 10 °C do 15 °C (dzienne wahania nawet o 2–3 °C są już szkodliwe) i wilgotność 75%. Gdy poziom wilgotności wzrasta powyżej 85%, etykiety z biegiem czasu mogą zacząć gnić, korki pleśnieć, a w piwnicy może unosić się zapach stęchlizny; gdy spada poniżej 60%, korek może z czasem zacząć się kruszyć i rozszczelnić butelki. Z tego też powodu butelki wina są tradycyjnie przechowywane w pozycji leżącej, aby korek był zawsze wilgotny i napęczniały – wtedy na długie lata chroni przed dostępem tlenu. Niełatwo jest spełnić te wszystkie wymagania w warunkach domowych, ale nie jest to niemożliwe.
Większość win nie nadaje się do długiego leżakowania; powinna być spożyta szybko, dopóki nie straci owocowej nuty, najlepiej w ciągu roku od zabutelkowania. Szacuje się, że tylko niecałe 10% win czerwonych i niecałe 5% wszystkich win białych może zyskać na pięcioletnim przechowywaniu w porównaniu z natychmiastowym spożyciem, a tylko 1% wszystkich win może zyskać na dojrzewaniu przez dekady.
Najdroższe butelki czerwonego wina w sklepie to nierzadko wina potrzebujące jeszcze wielu lat leżakowania, jednak dostępne do kupienia są jedynie wtedy, gdy są jeszcze młode. Trudno jest określić, kiedy najlepiej otwierać wina wysokogatunkowe. Również wina nadające się do długiego leżakowania w pewnym momencie osiągają punkt, w którym zaczynają stopniowo obniżać swoją jakość – zależy to od danego wina i indywidualnych preferencji.
Im więcej związków aromatycznych, kwasów i polifenoli w winie, tym bardziej złożone reakcje mogą zachodzić z udziałem tych substancji i bardziej opłacalne może być leżakowanie takiego wina. Potencjał dojrzewania może być związany m.in. z grubszymi skórkami danej odmiany winorośli czy też z suchszym rocznikiem wpływającym na koncentrację związków chemicznych w winogronach. Bukiet dojrzałego wina staje się łagodniejszy i bogatszy. Czerwonym winom ładnie dojrzeć pomagają taniny; w winach białych duże znaczenie ma kwasowość, a także duża zawartość cukrów dzięki szlachetnej pleśni.

## Aspekty zdrowotne
Destylowany alkohol pojawił się w świecie Zachodu dopiero w XII w., najpierw we Włoszech. Szybko znalazł zastosowanie w medycynie jako środek antyseptyczny, najskuteczniejszy do czasu rozpoczęcia masowej produkcji penicyliny podczas II wojny światowej. Materiał nasączony winem przyłożony do rany miał zapobiegać infekcjom. Hipokrates, ojciec medycyny, twierdził, że choroby nie są karą boską, ale mają naturalne podłoże, dlatego należy je leczyć naturalnymi środkami. Chorym zalecał różne rodzaje wina na różne rodzaje dolegliwości. W średniowieczu wierzono, że wino, w którym zanurzono kości świętego leczą obłęd. Z kolei Louis Pasteur uważał wino za najzdrowszy i najbardziej higieniczny napój.
Dobrze udokumentowany i powszechnie znany jest fakt rujnującego wpływu spożywania nadmiernych ilości alkoholu na zdrowie, co związane jest m.in. z wolnymi rodnikami i nadmiernym stężeniem aldehydu octowego w organizmie. Z drugiej jednak strony coraz wyraźniej wynika z badań, że umiarkowane spożycie wina (nie więcej niż 250 ml na dzień) może potencjalnie pozytywnie wpływać na zdrowie. Wiele badań epidemiologicznych sugeruje, że w porównaniu z abstynencją oraz z nadmiernym spożyciem, dzienne umiarkowane spożycie alkoholu, a zwłaszcza wina zmniejsza śmiertelność ogólną. Jest to szczególnie widoczne w przypadku chorób układu krążenia (m.in. zmniejszenie ryzyka zawału, nadciśnienia, udaru). Na tej podstawie powstała koncepcja rozwikłania tzw. francuskiego paradoksu, która spożyciem wina tłumaczy, dlaczego Francuzi rzadziej zapadają na choroby układu krążenia mimo sporej ilości tłuszczów nasyconych w diecie. Poza tym umiarkowane spożycie łagodzi insulinooporność w cukrzycy typu II, zmniejsza ryzyko wystąpienia niektórych typów nowotworów, choroby Alzheimera, osteoporozy.
W opublikowanym w 2018 roku globalnym badaniu obciążenia chorobami stwierdzono, że używanie alkoholu jest zawsze szkodliwe dla zdrowia, niezależnie od spożywanej ilości. W szczególności alkohol zwiększa ryzyko zapadania na nowotwory złośliwe.
Najlepiej zbadanymi bioaktywnymi związkami w winie są polifenole. Należą do nich flawonoidy, stylbenoidy (np. resweratrol), proantocyjanidyny (taniny skondensowane). Ich główny mechanizm pozytywnego wpływu na zdrowie polega na przeciwulteniających i przeciwzapalnych właściwościach. Zwłaszcza resweratrol stymuluje śródbłonkową produkcję tlenku azotu, redukując stres oksydacyjny, stan zapalny naczyń krwionośnych i zmniejszając agregację płytek krwi.
Flawonoidy oraz stylbenoidy są zgromadzone przede wszystkim w skórce winogron i tylko część z nich przechodzi do wina w procesie jego produkcji – zależy to od długości kontaktu moszczu ze stałymi cząstkami jagód winogron. Dotyczy więc to przede wszystkim win czerwonych, które zawierają kilkakrotnie więcej związków fenolowych niż wina białe.
Do innych bioaktywnych związków chemicznych w winie należy m.in. melatonina (neurohormon kręgowców) oraz fitosterole (zmniejszają wchłanianie cholesterolu z jelit oraz poziom LDL we krwi). W związku z pozytywnym wpływem na zdrowie wino można uznać za rodzaj żywności funkcjonalnej, biorąc pod uwagę, że również taka żywność powinna być spożywana w umiarkowanej ilości, aby zachować zrównoważoną, urozmaiconą dietę. W polskich warunkach także można wyprodukować wina o podobnej zawartości resweratrolu, polifenoli i o podobnych parametrach fizyko-chemicznych jak w uznanych regionach winiarskich świata.
Wino może jednak wywoływać różne reakcje alergiczne, a substancją o potencjalnie najsilniej drażniących właściwościach jest dwutlenek siarki dodawany do wina. Wino podejrzewa się również o wywoływanie bólów głowy, w tym migreny, choć zbyt mało badań zostało przeprowadzonych, aby określić jego związek. Wieloletnia konsumpcja wina może sprzyjać kwasowej erozji szkliwa, jeśli nie spożywa się go w połączeniu z jedzeniem (które wraz z produkcją śliny zapobiega jego demineralizacji).

## Prawo
Definicja wina chroniona i określona jest w wielu państwach przez odpowiednie prawo. Według definicji z Dz. Urz. UE L 347 z 20.12.2013 s. 809 wino to „produkt otrzymywany wyłącznie w drodze całkowitej lub częściowej fermentacji alkoholowej świeżych winogron, rozgniatanych lub nie lub moszczu winogronowego”. Polskie prawodawstwo (Dz.U. z 2020 r. poz. 1891) rozróżnia m.in.:
- wino z soku winogronowego – napój o zawartości alkoholu 8,5–18% obj. otrzymany w wyniku fermentacji alkoholowej nastawu na wino z soku winogronowego. Nastaw na takie wino może być sporządzony z soku lub moszczu winogronowego, może zawierać dodatek wody, cukrów, kwasów spożywczych, drożdży i pożywek.
- wino owocowe – napój o zawartości alkoholu 8,5–16% obj. otrzymany w wyniku fermentacji alkoholowej nastawu na wino owocowe, który sporządzony jest z soku lub moszczu z owoców innych niż winogrona z ewentualnym dodatkiem wody, cukrów, kwasów spożywczych, drożdży i pożywek.

Trudności interpretacyjne może sprawiać fakt, że wino gronowe (wino z winogron) nie należy do kategorii wina z soku winogronowego. Wino gronowe jest objęte przepisami Unii Europejskiej, natomiast wino z soku winogronowego jest terminem z polskiej ustawy winiarskiej i zgodnie z Rozporządzeniem Komisji (UE) Nr 509/2013 z dn. 3 czerwca 2013 takie wino należy do kategorii „Wino owocowe i made wine” w załączniku II do rozporządzenia (WE) nr 1333/2008.
Produkcja wina domowego na użytek własny, nieprzeznaczonego do obrotu jest w Polsce legalna i nie podlega przepisom ustawy winiarskiej. W pojęciu „na własny użytek” mieści się również nieodpłatne częstowanie gości takim winem w gospodarstwach agroturystycznych.
Ustawa z dnia 9 kwietnia 2015 r. o zmianie ustawy o podatku dochodowym od osób fizycznych oraz niektórych innych ustaw (Dz.U. z 2015 r. poz. 699) wprowadza możliwość legalnej sprzedaży wina przez rolników z upraw własnych w miejscu jego wytworzenia bez obowiązku zakładania działalności gospodarczej i zwiększania zobowiązań podatkowych. Potrzebne jest jednak zezwolenie na sprzedaż napojów alkoholowych kategorii B. Zgodnie z art. 6 ust. 1 pkt 3 ustawy z dnia 6 marca 2018 r. – Prawo przedsiębiorców (Dz.U. z 2023 r. poz. 221), aby rolnicy tacy nie zostali uznani za przedsiębiorców, muszą wyrabiać wino w ilości mniejszej niż 100 hektolitrów w ciągu roku gospodarczego.
W celu określenia podatku akcyzowego na wina często dzieli się je na wina niemusujące, wina musujące i wina wzmacniane; nierzadko te dwie ostatnie kategorie są opodatkowane wyżej. W wielu krajach europejskich podatek akcyzowy nie obejmuje win niemusujących (np. Niemcy, Hiszpania, Włochy, Czechy, Portugalia, Chorwacja, Węgry); w niektórych nie obejmuje również win musujących (np. Hiszpania, Włochy, Portugalia, Chorwacja). W Polsce stawka podatku na wina, zarówno niemusujące, jak i musujące wynosi 158 zł od 1 hl gotowego wyrobu, natomiast wina wzmacniane podlegają pod kategorię „wyroby pośrednie” i stawka podatku akcyzowego na nie wynosi 318 zł od 1 hl gotowego wyrobu (Dz.U. z 2009 r. nr 3, poz. 11).

## Aspekty ekonomiczne

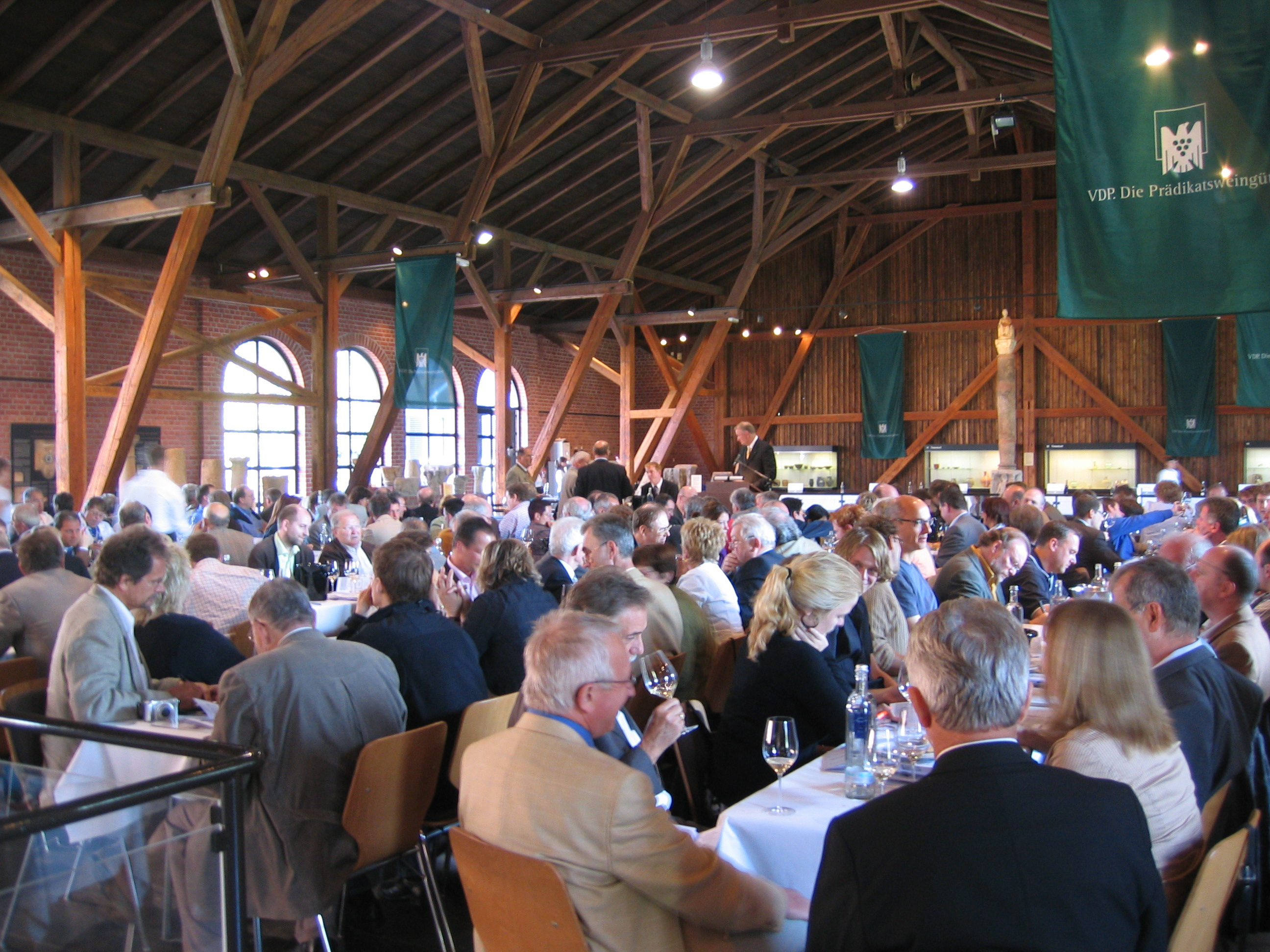
Współczesne aukcje wina w Bad Kreuznach w Niemczech

Niegdyś wino było rozpowszechniane przez kupców wina, którzy utrzymywali długotrwałe kontakty z producentami. Byli to zwykle elegancko ubrani mężczyźni, o dużej wiedzy o winie, przez co mogli onieśmielać nie tylko osoby zupełnie nieznające się na winie. W dzisiejszych czasach nadal występują regionalni kupcy wina zajmujący się głównie droższymi winami, jednak najwięcej wina sprzedaje się za pośrednictwem supermarketów. Dzięki temu zjawisku wino stało się proste do kupienia, przestało być produktem dla snobów, a sprzedaż znacznie wzrosła.
Kiedy trudno jest z góry ocenić jakość wina, konsumenci wykorzystują w tym celu cenę, zakładając powiązanie między ceną a jakością. Wino, które przedstawiono jako droższe, jest postrzegane przez konsumentów jako wyższej jakości niż to samo wino przedstawione jako tańsze. W podobny sposób wyższe podatki nakładane na bardziej alkoholowe wina, podnosząc ich cenę, mogą prowadzić do postrzegania ich jako bardziej jakościowych. Na cenę wpływa wypracowana marka, do tego stopnia, że czasem producenci decydują się sprzedawać nadwyżki wina pod alternatywną etykietą po niższej cenie, aby nie stracić statusu ekskluzywności w oczach konsumentów.
Inwestycja w wino może stanowić lokatę kapitału. Aukcje wina istnieją odkąd tylko zaczęto je butelkować i zamykać korkiem. Były one miejscem obrotu głównie dojrzałych win. Obecnie handluje się raczej młodymi winami i w zależności od późniejszych recenzji wpływowych ekspertów ich cena w przeciągu kilku kolejnych miesięcy może ulec podwyższeniu. Wina najwyżej klasyfikowane w swojej klasie można kupić w systemie en primeur, czyli wówczas, kiedy dojrzewają w beczce i są najtańsze. Takie prawo do kupna skrzynki określonego wina jeszcze przed zabutelkowaniem może kilkakrotnie zmienić właściciela. Najbardziej cenione wina po osiągnięciu dojrzałości stają się często przedmiotami kolekcjonerskimi niż przeznaczonymi do konsumpcji.

## W kulturze

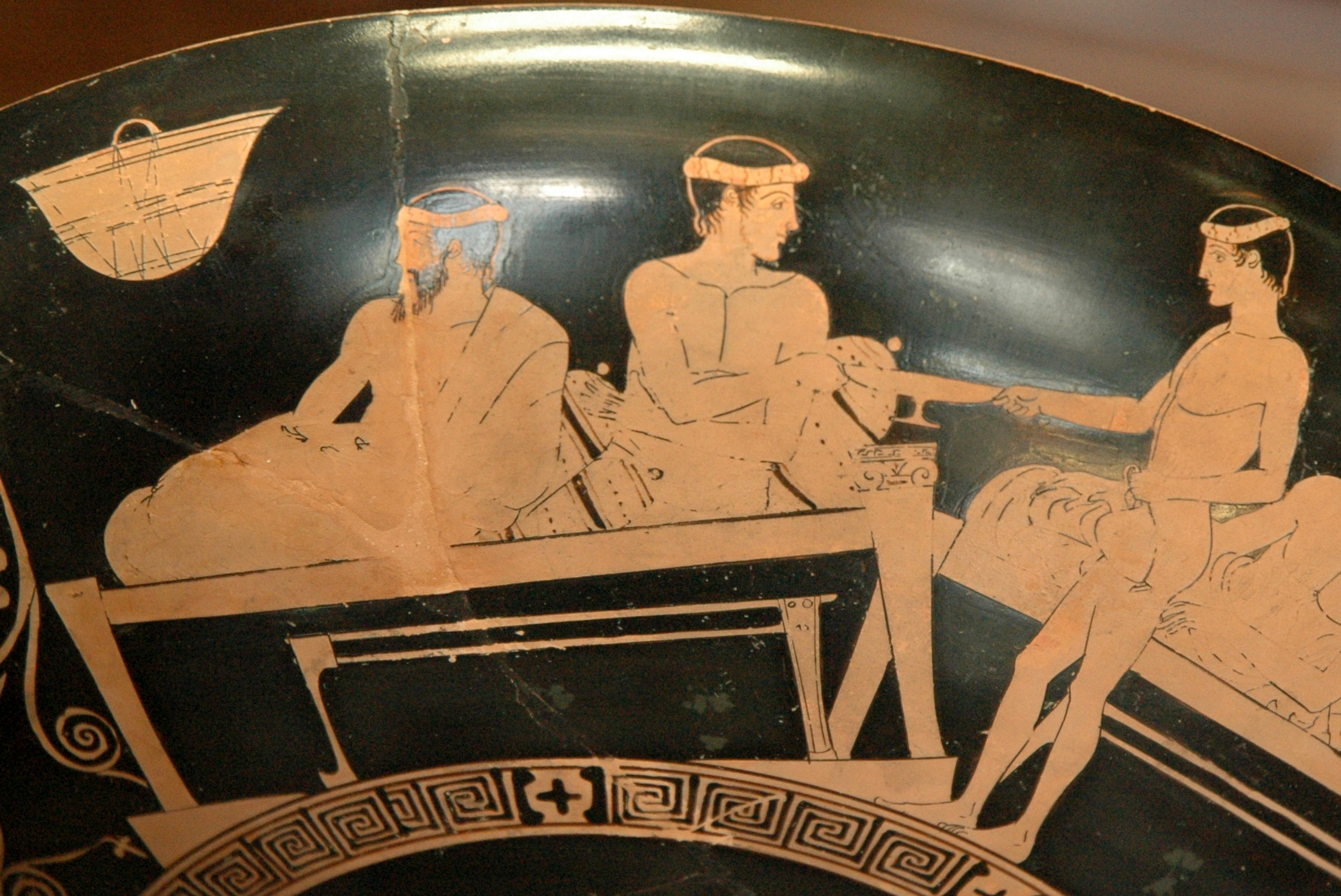
Scena z sympozjum na starogreckim kyliksie w stylu czerwonofigurowym

Wino związane jest z kulturą od zarania dziejów. W całym starożytnym świecie było związane z obrządkami religijnymi, m.in. z greckim kultem Dionizosa, rzymskim kultem Bachusa. W Biblii o winie wspomina się ponad stukrotnie, chrześcijaństwo zakłada łączność Boga z ludźmi i działanie w Kościele między innymi poprzez zwyczaj Wieczerzy Pańskiej w postaci spożywania chleba i wina. W sztuce poruszającej tematykę wina często można odnaleźć walory sacrum i profanum. Występuje ona w utworach literackich, muzycznych, w powiedzeniach, malarstwie, ceramice i innych dziedzinach sztuki.